# Lignes d'autobus du TEC Charleroi
Lignes d'autobus du TEC Charleroi.
Situation du réseau au 1er septembre 2022.

## Lignes actuelles

### Lignes régulières
| Ligne        | Caractéristiques | Caractéristiques                                                                        | Caractéristiques                                                                        | Caractéristiques                                                                        | Caractéristiques                                                                                           | Caractéristiques                                                                        | Caractéristiques                                                                        | Caractéristiques                                                                        | Caractéristiques                                                                        |
| 1            | Montignies-sur-Sambre Pl. Albert 1er ⥋ Montigny-le-Tilleul G.B.Bomerée | Montignies-sur-Sambre Pl. Albert 1er ⥋ Montigny-le-Tilleul G.B.Bomerée                  | Montignies-sur-Sambre Pl. Albert 1er ⥋ Montigny-le-Tilleul G.B.Bomerée                  | Montignies-sur-Sambre Pl. Albert 1er ⥋ Montigny-le-Tilleul G.B.Bomerée                  | Montignies-sur-Sambre Pl. Albert 1er ⥋ Montigny-le-Tilleul G.B.Bomerée                                     | Montignies-sur-Sambre Pl. Albert 1er ⥋ Montigny-le-Tilleul G.B.Bomerée                  | Montignies-sur-Sambre Pl. Albert 1er ⥋ Montigny-le-Tilleul G.B.Bomerée                  | Montignies-sur-Sambre Pl. Albert 1er ⥋ Montigny-le-Tilleul G.B.Bomerée                  | Montignies-sur-Sambre Pl. Albert 1er ⥋ Montigny-le-Tilleul G.B.Bomerée                  |
| ------------ | --- | --------------------------------------------------------------------------------------- | --------------------------------------------------------------------------------------- | --------------------------------------------------------------------------------------- | --- | --------------------------------------------------------------------------------------- | --------------------------------------------------------------------------------------- | --------------------------------------------------------------------------------------- | --------------------------------------------------------------------------------------- |
| 1            | Ouverture / Fermeture — / — | Longueur 16,040 km                                                                      | Durée 40 min                                                                            | Nb. d’arrêts 36                                                                         | Matériel Volvo 7900 Electric Hybrid                                                                        | Jours de fonctionnement L, Ma, Me, J, V, S, D                                           | Jour / Soir / Nuit / Fêtes O / O / N / O                                                | Voy. / an —                                                                             | Dépôt Jumet Genson                                                                      |
| 1            | Desserte : Montignies-sur-Sambre Pl. Albert 1er - Charleroi-Central - Marcinelle centre - Montigny-le-Tilleul G.B.Bomerée |                                                                                         |                                                                                         |                                                                                         | |                                                                                         |                                                                                         |                                                                                         |                                                                                         |
| 1            | Autre : |                                                                                         |                                                                                         |                                                                                         | |                                                                                         |                                                                                         |                                                                                         |                                                                                         |
| 1            | Dernière actualisation : — |                                                                                         |                                                                                         |                                                                                         | |                                                                                         |                                                                                         |                                                                                         |                                                                                         |
| 3            | Montignies-sur-Sambre Pl. Albert 1er ⥋ Jamioulx Prison | Montignies-sur-Sambre Pl. Albert 1er ⥋ Jamioulx Prison                                  | Montignies-sur-Sambre Pl. Albert 1er ⥋ Jamioulx Prison                                  | Montignies-sur-Sambre Pl. Albert 1er ⥋ Jamioulx Prison                                  | Montignies-sur-Sambre Pl. Albert 1er ⥋ Jamioulx Prison                                                     | Montignies-sur-Sambre Pl. Albert 1er ⥋ Jamioulx Prison                                  | Montignies-sur-Sambre Pl. Albert 1er ⥋ Jamioulx Prison                                  | Montignies-sur-Sambre Pl. Albert 1er ⥋ Jamioulx Prison                                  | Montignies-sur-Sambre Pl. Albert 1er ⥋ Jamioulx Prison                                  |
| 3            | Ouverture / Fermeture — / — | Longueur 13,277 km                                                                      | Durée 40 min                                                                            | Nb. d’arrêts 31                                                                         | Matériel Volvo 7900 Electric Hybrid                                                                        | Jours de fonctionnement L, Ma, Me, J, V, S, D                                           | Jour / Soir / Nuit / Fêtes O / O / N / O                                                | Voy. / an —                                                                             | Dépôt Jumet Genson                                                                      |
| 3            | Desserte : Montignies-sur-Sambre Pl.Albert 1er - Charleroi-Central - Marcinelle centre - Jamioulx Prison |                                                                                         |                                                                                         |                                                                                         | |                                                                                         |                                                                                         |                                                                                         |                                                                                         |
| 3            | Autre : |                                                                                         |                                                                                         |                                                                                         | |                                                                                         |                                                                                         |                                                                                         |                                                                                         |
| 3            | Dernière actualisation : — |                                                                                         |                                                                                         |                                                                                         | |                                                                                         |                                                                                         |                                                                                         |                                                                                         |
| 11           | Jumet Madeleine ⥋ Montignies-sur-Sambre Pl. Albert 1er | Jumet Madeleine ⥋ Montignies-sur-Sambre Pl. Albert 1er                                  | Jumet Madeleine ⥋ Montignies-sur-Sambre Pl. Albert 1er                                  | Jumet Madeleine ⥋ Montignies-sur-Sambre Pl. Albert 1er                                  | Jumet Madeleine ⥋ Montignies-sur-Sambre Pl. Albert 1er                                                     | Jumet Madeleine ⥋ Montignies-sur-Sambre Pl. Albert 1er                                  | Jumet Madeleine ⥋ Montignies-sur-Sambre Pl. Albert 1er                                  | Jumet Madeleine ⥋ Montignies-sur-Sambre Pl. Albert 1er                                  | Jumet Madeleine ⥋ Montignies-sur-Sambre Pl. Albert 1er                                  |
| 11           | Ouverture / Fermeture — / — | Longueur 16,990 km                                                                      | Durée 42 min                                                                            | Nb. d’arrêts 39                                                                         | Matériel —                                                                                                 | Jours de fonctionnement L, Ma, Me, J, V                                                 | Jour / Soir / Nuit / Fêtes O / O / N / N                                                | Voy. / an —                                                                             | Dépôt Genson                                                                            |
| 11           | Desserte : Jumet Madeleine - Ransart - Gilly Gazomètre - Montignies-sur-Sambre Pl. Albert 1er |                                                                                         |                                                                                         |                                                                                         | |                                                                                         |                                                                                         |                                                                                         |                                                                                         |
| 11           | Autre : |                                                                                         |                                                                                         |                                                                                         | |                                                                                         |                                                                                         |                                                                                         |                                                                                         |
| 11           | Dernière actualisation : — |                                                                                         |                                                                                         |                                                                                         | |                                                                                         |                                                                                         |                                                                                         |                                                                                         |
| 12           | Gilly Cimetière ⥋ Loverval I.M.T.R. | Gilly Cimetière ⥋ Loverval I.M.T.R.                                                     | Gilly Cimetière ⥋ Loverval I.M.T.R.                                                     | Gilly Cimetière ⥋ Loverval I.M.T.R.                                                     | Gilly Cimetière ⥋ Loverval I.M.T.R.                                                                        | Gilly Cimetière ⥋ Loverval I.M.T.R.                                                     | Gilly Cimetière ⥋ Loverval I.M.T.R.                                                     | Gilly Cimetière ⥋ Loverval I.M.T.R.                                                     | Gilly Cimetière ⥋ Loverval I.M.T.R.                                                     |
| 12           | Ouverture / Fermeture — / — | Longueur 13,930 km                                                                      | Durée 38 min                                                                            | Nb. d’arrêts 36                                                                         | Matériel —                                                                                                 | Jours de fonctionnement L, Ma, Me, J, V                                                 | Jour / Soir / Nuit / Fêtes O / O / N / N                                                | Voy. / an —                                                                             | Dépôt Genson                                                                            |
| 12           | Desserte : Gilly Cimetière - Gilly Gazomètre - Montignies-sur-Sambre Pl. Albert 1er - Couillet Centre - Loverval I.M.T.R. |                                                                                         |                                                                                         |                                                                                         | |                                                                                         |                                                                                         |                                                                                         |                                                                                         |
| 12           | Autre : |                                                                                         |                                                                                         |                                                                                         | |                                                                                         |                                                                                         |                                                                                         |                                                                                         |
| 12           | Dernière actualisation : — |                                                                                         |                                                                                         |                                                                                         | |                                                                                         |                                                                                         |                                                                                         |                                                                                         |
| 12barré      | Jumet Hamendes ⥋ Montignies-sur-Sambre Pl. Albert 1er | Jumet Hamendes ⥋ Montignies-sur-Sambre Pl. Albert 1er                                   | Jumet Hamendes ⥋ Montignies-sur-Sambre Pl. Albert 1er                                   | Jumet Hamendes ⥋ Montignies-sur-Sambre Pl. Albert 1er                                   | Jumet Hamendes ⥋ Montignies-sur-Sambre Pl. Albert 1er                                                      | Jumet Hamendes ⥋ Montignies-sur-Sambre Pl. Albert 1er                                   | Jumet Hamendes ⥋ Montignies-sur-Sambre Pl. Albert 1er                                   | Jumet Hamendes ⥋ Montignies-sur-Sambre Pl. Albert 1er                                   | Jumet Hamendes ⥋ Montignies-sur-Sambre Pl. Albert 1er                                   |
| 12barré      | Ouverture / Fermeture — / — | Longueur 7,432 km                                                                       | Durée 42 min                                                                            | Nb. d’arrêts 39                                                                         | Matériel —                                                                                                 | Jours de fonctionnement L, Ma, Me, J, V                                                 | Jour / Soir / Nuit / Fêtes O / O / N / N                                                | Voy. / an —                                                                             | Dépôt Genson                                                                            |
| 12barré      | Desserte : Jumet Hamendes - Gilly Gazomètre - Montignies-sur-Sambre Pl. Albert 1er |                                                                                         |                                                                                         |                                                                                         | |                                                                                         |                                                                                         |                                                                                         |                                                                                         |
| 12barré      | Autre : |                                                                                         |                                                                                         |                                                                                         | |                                                                                         |                                                                                         |                                                                                         |                                                                                         |
| 12barré      | Dernière actualisation : — |                                                                                         |                                                                                         |                                                                                         | |                                                                                         |                                                                                         |                                                                                         |                                                                                         |
| 13           | Charleroi-Central ⥋ Châtelet Justice | Charleroi-Central ⥋ Châtelet Justice                                                    | Charleroi-Central ⥋ Châtelet Justice                                                    | Charleroi-Central ⥋ Châtelet Justice                                                    | Charleroi-Central ⥋ Châtelet Justice                                                                       | Charleroi-Central ⥋ Châtelet Justice                                                    | Charleroi-Central ⥋ Châtelet Justice                                                    | Charleroi-Central ⥋ Châtelet Justice                                                    | Charleroi-Central ⥋ Châtelet Justice                                                    |
| 13           | Ouverture / Fermeture — / — | Longueur 20,207 km                                                                      | Durée 42 min                                                                            | Nb. d’arrêts 45                                                                         | Matériel Volvo 7900 Electric Hybrid                                                                        | Jours de fonctionnement L, Ma, Me, J, V, S                                              | Jour / Soir / Nuit / Fêtes O / O / N / N                                                | Voy. / an —                                                                             | Dépôt Genson                                                                            |
| 13           | Desserte : Charleroi-Central - Couillet Centre - Châtelet - Presles Cité solaire |                                                                                         |                                                                                         |                                                                                         | |                                                                                         |                                                                                         |                                                                                         |                                                                                         |
| 13           | Autre : |                                                                                         |                                                                                         |                                                                                         | |                                                                                         |                                                                                         |                                                                                         |                                                                                         |
| 13           | Dernière actualisation : — |                                                                                         |                                                                                         |                                                                                         | |                                                                                         |                                                                                         |                                                                                         |                                                                                         |
| 14           | Charleroi-Central ⥋ Gilly Gazomètre | Charleroi-Central ⥋ Gilly Gazomètre                                                     | Charleroi-Central ⥋ Gilly Gazomètre                                                     | Charleroi-Central ⥋ Gilly Gazomètre                                                     | Charleroi-Central ⥋ Gilly Gazomètre                                                                        | Charleroi-Central ⥋ Gilly Gazomètre                                                     | Charleroi-Central ⥋ Gilly Gazomètre                                                     | Charleroi-Central ⥋ Gilly Gazomètre                                                     | Charleroi-Central ⥋ Gilly Gazomètre                                                     |
| 14           | Ouverture / Fermeture — / — | Longueur 20,207 km                                                                      | Durée 42 min                                                                            | Nb. d’arrêts 45                                                                         | Matériel Volvo 7900 Electric Hybrid                                                                        | Jours de fonctionnement L, Ma, Me, J, V, S, D                                           | Jour / Soir / Nuit / Fêtes O / N / N / N                                                | Voy. / an —                                                                             | Dépôt Genson                                                                            |
| 14           | Desserte : Charleroi-Central - Couillet Centre - Bouffioulx - Gilly Gazomètre |                                                                                         |                                                                                         |                                                                                         | |                                                                                         |                                                                                         |                                                                                         |                                                                                         |
| 14           | Autre : |                                                                                         |                                                                                         |                                                                                         | |                                                                                         |                                                                                         |                                                                                         |                                                                                         |
| 14           | Dernière actualisation : — |                                                                                         |                                                                                         |                                                                                         | |                                                                                         |                                                                                         |                                                                                         |                                                                                         |
| 17           | Fleurus ⥋ Châtelet | Fleurus ⥋ Châtelet                                                                      | Fleurus ⥋ Châtelet                                                                      | Fleurus ⥋ Châtelet                                                                      | Fleurus ⥋ Châtelet                                                                                         | Fleurus ⥋ Châtelet                                                                      | Fleurus ⥋ Châtelet                                                                      | Fleurus ⥋ Châtelet                                                                      | Fleurus ⥋ Châtelet                                                                      |
| 17           | Ouverture / Fermeture 27 février 2012 / — | Longueur 25,042 km                                                                      | Durée 51 min                                                                            | Nb. d’arrêts 51                                                                         | Matériel —                                                                                                 | Jours de fonctionnement L, Ma, Me, J, V, S, D                                           | Jour / Soir / Nuit / Fêtes O / N / N / O                                                | Voy. / an —                                                                             | Dépôt Genson                                                                            |
| 17           | Desserte : Fleurus - Wanfercée-Baulet - Bouffioulx - Gilly Soleilmont - Châtelet |                                                                                         |                                                                                         |                                                                                         | |                                                                                         |                                                                                         |                                                                                         |                                                                                         |
| 17           | Autre : |                                                                                         |                                                                                         |                                                                                         | |                                                                                         |                                                                                         |                                                                                         |                                                                                         |
| 17           | Dernière actualisation : — |                                                                                         |                                                                                         |                                                                                         | |                                                                                         |                                                                                         |                                                                                         |                                                                                         |
| 18           | Jumet Dépôt ⥋ Châtelet Cité Chavepeyer | Jumet Dépôt ⥋ Châtelet Cité Chavepeyer                                                  | Jumet Dépôt ⥋ Châtelet Cité Chavepeyer                                                  | Jumet Dépôt ⥋ Châtelet Cité Chavepeyer                                                  | Jumet Dépôt ⥋ Châtelet Cité Chavepeyer                                                                     | Jumet Dépôt ⥋ Châtelet Cité Chavepeyer                                                  | Jumet Dépôt ⥋ Châtelet Cité Chavepeyer                                                  | Jumet Dépôt ⥋ Châtelet Cité Chavepeyer                                                  | Jumet Dépôt ⥋ Châtelet Cité Chavepeyer                                                  |
| 18           | Ouverture / Fermeture — / — | Longueur 18,483 km                                                                      | Durée 51 min                                                                            | Nb. d’arrêts 51                                                                         | Matériel Van Hool New A330 VDL-Jonckheere Citea Volvo 7900 Electric Hybrid                                 | Jours de fonctionnement L, Ma, Me, J, V, S, D                                           | Jour / Soir / Nuit / Fêtes O / O / N / O                                                | Voy. / an —                                                                             | Dépôt Genson                                                                            |
| 18           | Desserte : Jumet Dépôt TEC - Charleroi-Central - Couillet Centre - Châtelet Cité Chavepeyer |                                                                                         |                                                                                         |                                                                                         | |                                                                                         |                                                                                         |                                                                                         |                                                                                         |
| 18           | Autre : |                                                                                         |                                                                                         |                                                                                         | |                                                                                         |                                                                                         |                                                                                         |                                                                                         |
| 18           | Dernière actualisation : — |                                                                                         |                                                                                         |                                                                                         | |                                                                                         |                                                                                         |                                                                                         |                                                                                         |
| 19           | Charleroi-Central ⥋ Loverval terminus partiel / Gerpinnes Centre | Charleroi-Central ⥋ Loverval terminus partiel / Gerpinnes Centre                        | Charleroi-Central ⥋ Loverval terminus partiel / Gerpinnes Centre                        | Charleroi-Central ⥋ Loverval terminus partiel / Gerpinnes Centre                        | Charleroi-Central ⥋ Loverval terminus partiel / Gerpinnes Centre                                           | Charleroi-Central ⥋ Loverval terminus partiel / Gerpinnes Centre                        | Charleroi-Central ⥋ Loverval terminus partiel / Gerpinnes Centre                        | Charleroi-Central ⥋ Loverval terminus partiel / Gerpinnes Centre                        | Charleroi-Central ⥋ Loverval terminus partiel / Gerpinnes Centre                        |
| 19           | Ouverture / Fermeture 27 février 2012 / — | Longueur 21,388 km                                                                      | Durée 39 min                                                                            | Nb. d’arrêts 38                                                                         | Matériel Irisbus Agora Van Hool A500/2 Volvo 7900 Electric Hybrid                                          | Jours de fonctionnement L, Ma, Me, J, V, S, D                                           | Jour / Soir / Nuit / Fêtes O / O / N / O                                                | Voy. / an —                                                                             | Dépôt Genson                                                                            |
| 19           | Desserte : Charleroi-Central - Loverval / Nalinnes - Gerpinnes Centre |                                                                                         |                                                                                         |                                                                                         | |                                                                                         |                                                                                         |                                                                                         |                                                                                         |
| 19           | Autre : • En journée, un trajet sur deux est limité à Loverval. Après 20 heures et les dimanches, la ligne est desservie de manière partielle (jusque Loverval). Le reste du temps, l'entièreté de la ligne est desservie. |                                                                                         |                                                                                         |                                                                                         | |                                                                                         |                                                                                         |                                                                                         |                                                                                         |
| 19           | Dernière actualisation : — |                                                                                         |                                                                                         |                                                                                         | |                                                                                         |                                                                                         |                                                                                         |                                                                                         |
| 20           | Charleroi-Central ⥋ Loverval I.M.T.R. terminus partiel / Gerpinnes Centre | Charleroi-Central ⥋ Loverval I.M.T.R. terminus partiel / Gerpinnes Centre               | Charleroi-Central ⥋ Loverval I.M.T.R. terminus partiel / Gerpinnes Centre               | Charleroi-Central ⥋ Loverval I.M.T.R. terminus partiel / Gerpinnes Centre               | Charleroi-Central ⥋ Loverval I.M.T.R. terminus partiel / Gerpinnes Centre                                  | Charleroi-Central ⥋ Loverval I.M.T.R. terminus partiel / Gerpinnes Centre               | Charleroi-Central ⥋ Loverval I.M.T.R. terminus partiel / Gerpinnes Centre               | Charleroi-Central ⥋ Loverval I.M.T.R. terminus partiel / Gerpinnes Centre               | Charleroi-Central ⥋ Loverval I.M.T.R. terminus partiel / Gerpinnes Centre               |
| 20           | Ouverture / Fermeture 27 février 2012 / — | Longueur 19,712 km                                                                      | Durée 39 min                                                                            | Nb. d’arrêts 39                                                                         | Matériel Irisbus Agora Van Hool A500/2 Volvo 7900 Electric Hybrid                                          | Jours de fonctionnement L, Ma, Me, J, V, S, D                                           | Jour / Soir / Nuit / Fêtes O / O / N / O                                                | Voy. / an —                                                                             | Dépôt Genson                                                                            |
| 20           | Desserte : Charleroi-Central - Loverval I.M.T.R. - Bouffioulx - Joncret - Gerpinnes Centre |                                                                                         |                                                                                         |                                                                                         | |                                                                                         |                                                                                         |                                                                                         |                                                                                         |
| 20           | Autre : • La majorité des services sont limités à Loverval I.M.T.R. En période scolaire et en heures de pointes, 3 voyages desservent l'entièreté de la ligne. |                                                                                         |                                                                                         |                                                                                         | |                                                                                         |                                                                                         |                                                                                         |                                                                                         |
| 20           | Dernière actualisation : — |                                                                                         |                                                                                         |                                                                                         | |                                                                                         |                                                                                         |                                                                                         |                                                                                         |
| 21           | Charleroi-Central ⥋ Marcinelle Hublinbu | Charleroi-Central ⥋ Marcinelle Hublinbu                                                 | Charleroi-Central ⥋ Marcinelle Hublinbu                                                 | Charleroi-Central ⥋ Marcinelle Hublinbu                                                 | Charleroi-Central ⥋ Marcinelle Hublinbu                                                                    | Charleroi-Central ⥋ Marcinelle Hublinbu                                                 | Charleroi-Central ⥋ Marcinelle Hublinbu                                                 | Charleroi-Central ⥋ Marcinelle Hublinbu                                                 | Charleroi-Central ⥋ Marcinelle Hublinbu                                                 |
| 21           | Ouverture / Fermeture — / — | Longueur 5,530 km                                                                       | Durée 15 min                                                                            | Nb. d’arrêts 16                                                                         | Matériel Volvo 7900 Electric Hybrid                                                                        | Jours de fonctionnement L, Ma, Me, J, V, S, D                                           | Jour / Soir / Nuit / Fêtes O / N / N / O                                                | Voy. / an —                                                                             | Dépôt Genson                                                                            |
| 21           | Desserte : Charleroi-Central - Marcinelle Hublinbu |                                                                                         |                                                                                         |                                                                                         | |                                                                                         |                                                                                         |                                                                                         |                                                                                         |
| 21           | Autre : • Ligne exploitée à l'heure en semaine, aux deux heures les week-ends et en juillet-août. • Depuis juillet 2021,du lundi au dimanche en juillet-août, le ligne est prolongé au Centre de délassement de Marcinelle< |                                                                                         |                                                                                         |                                                                                         | |                                                                                         |                                                                                         |                                                                                         |                                                                                         |
| 21           | Dernière actualisation : — |                                                                                         |                                                                                         |                                                                                         | |                                                                                         |                                                                                         |                                                                                         |                                                                                         |
| 25           | Charleroi-Central ⥋ Gilly Soleilmont / Châtelineau Pl. Destrée terminus après 20 heures | Charleroi-Central ⥋ Gilly Soleilmont / Châtelineau Pl. Destrée terminus après 20 heures | Charleroi-Central ⥋ Gilly Soleilmont / Châtelineau Pl. Destrée terminus après 20 heures | Charleroi-Central ⥋ Gilly Soleilmont / Châtelineau Pl. Destrée terminus après 20 heures | Charleroi-Central ⥋ Gilly Soleilmont / Châtelineau Pl. Destrée terminus après 20 heures                    | Charleroi-Central ⥋ Gilly Soleilmont / Châtelineau Pl. Destrée terminus après 20 heures | Charleroi-Central ⥋ Gilly Soleilmont / Châtelineau Pl. Destrée terminus après 20 heures | Charleroi-Central ⥋ Gilly Soleilmont / Châtelineau Pl. Destrée terminus après 20 heures | Charleroi-Central ⥋ Gilly Soleilmont / Châtelineau Pl. Destrée terminus après 20 heures |
| 25           | Ouverture / Fermeture 27 février 2012 / — | Longueur 14,311 km                                                                      | Durée 31 min                                                                            | Nb. d’arrêts 32                                                                         | Matériel Volvo 7900 Electric Hybrid                                                                        | Jours de fonctionnement L, Ma, Me, J, V, S, D                                           | Jour / Soir / Nuit / Fêtes O / O / N / O                                                | Voy. / an —                                                                             | Dépôt Genson                                                                            |
| 25           | Desserte : Charleroi-Central - Châtelineau Cora, Place Destrée - Gilly Soleilmont |                                                                                         |                                                                                         |                                                                                         | |                                                                                         |                                                                                         |                                                                                         |                                                                                         |
| 25           | Autre : • Après 20 heures, le terminus Est de la ligne se situe à Châtelineau place Destrée. |                                                                                         |                                                                                         |                                                                                         | |                                                                                         |                                                                                         |                                                                                         |                                                                                         |
| 25           | Dernière actualisation : — |                                                                                         |                                                                                         |                                                                                         | |                                                                                         |                                                                                         |                                                                                         |                                                                                         |
| 28           | Châtelineau SNCB ⥋ Jumet Madeleine | Châtelineau SNCB ⥋ Jumet Madeleine                                                      | Châtelineau SNCB ⥋ Jumet Madeleine                                                      | Châtelineau SNCB ⥋ Jumet Madeleine                                                      | Châtelineau SNCB ⥋ Jumet Madeleine                                                                         | Châtelineau SNCB ⥋ Jumet Madeleine                                                      | Châtelineau SNCB ⥋ Jumet Madeleine                                                      | Châtelineau SNCB ⥋ Jumet Madeleine                                                      | Châtelineau SNCB ⥋ Jumet Madeleine                                                      |
| 28           | Ouverture / Fermeture 1er mai 2015 / — | Longueur 19,573 km                                                                      | Durée 41 min                                                                            | Nb. d’arrêts 36                                                                         | Matériel Volvo 7900 Electric Hybrid                                                                        | Jours de fonctionnement L, Ma, Me, J, V, S, D                                           | Jour / Soir / Nuit / Fêtes O / O / N / O                                                | Voy. / an —                                                                             | Dépôt Jumet Genson                                                                      |
| 28           | Desserte : Châtelineau - Châtelineau Cora - Gilly métro - Ransart - Jumet Madeleine |                                                                                         |                                                                                         |                                                                                         | |                                                                                         |                                                                                         |                                                                                         |                                                                                         |
| 28           | Autre : |                                                                                         |                                                                                         |                                                                                         | |                                                                                         |                                                                                         |                                                                                         |                                                                                         |
| 28           | Dernière actualisation : — |                                                                                         |                                                                                         |                                                                                         | |                                                                                         |                                                                                         |                                                                                         |                                                                                         |
| 29           | Châtelineau SNCB ⥋ Gosselies Athénée | Châtelineau SNCB ⥋ Gosselies Athénée                                                    | Châtelineau SNCB ⥋ Gosselies Athénée                                                    | Châtelineau SNCB ⥋ Gosselies Athénée                                                    | Châtelineau SNCB ⥋ Gosselies Athénée                                                                       | Châtelineau SNCB ⥋ Gosselies Athénée                                                    | Châtelineau SNCB ⥋ Gosselies Athénée                                                    | Châtelineau SNCB ⥋ Gosselies Athénée                                                    | Châtelineau SNCB ⥋ Gosselies Athénée                                                    |
| 29           | Ouverture / Fermeture 1er mai 2015 / — | Longueur 19,573 km                                                                      | Durée 54 min                                                                            | Nb. d’arrêts 41                                                                         | Matériel Volvo 7900 Hybrid A Van Hool NewAG300 Mercedes-Benz Citaro G C2 Hybrid                            | Jours de fonctionnement L, Ma, Me, J, V                                                 | Jour / Soir / Nuit / Fêtes O / N / N / N                                                | Voy. / an —                                                                             | Dépôt Genson                                                                            |
| 29           | Desserte : Châtelineau SNCB, Cora - Gilly métro - Ransart - Gosselies Athénée |                                                                                         |                                                                                         |                                                                                         | |                                                                                         |                                                                                         |                                                                                         |                                                                                         |
| 29           | Autre : • Ne circule que durant les périodes scolaires. |                                                                                         |                                                                                         |                                                                                         | |                                                                                         |                                                                                         |                                                                                         |                                                                                         |
| 29           | Dernière actualisation : — |                                                                                         |                                                                                         |                                                                                         | |                                                                                         |                                                                                         |                                                                                         |                                                                                         |
| 35           | Charleroi-Central ⥋ Farciennes Place | Charleroi-Central ⥋ Farciennes Place                                                    | Charleroi-Central ⥋ Farciennes Place                                                    | Charleroi-Central ⥋ Farciennes Place                                                    | Charleroi-Central ⥋ Farciennes Place                                                                       | Charleroi-Central ⥋ Farciennes Place                                                    | Charleroi-Central ⥋ Farciennes Place                                                    | Charleroi-Central ⥋ Farciennes Place                                                    | Charleroi-Central ⥋ Farciennes Place                                                    |
| 35           | Ouverture / Fermeture — / — | Longueur 12,690 km                                                                      | Durée 31 min                                                                            | Nb. d’arrêts 33                                                                         | Matériel Volvo 7900 Electric Hybrid                                                                        | Jours de fonctionnement L, Ma, Me, J, V, S, D                                           | Jour / Soir / Nuit / Fêtes O / O / N / O                                                | Voy. / an —                                                                             | Dépôt Genson                                                                            |
| 35           | Desserte : Charleroi-Central - Châtelineau Cora - Farciennes |                                                                                         |                                                                                         |                                                                                         | |                                                                                         |                                                                                         |                                                                                         |                                                                                         |
| 35           | Autre : |                                                                                         |                                                                                         |                                                                                         | |                                                                                         |                                                                                         |                                                                                         |                                                                                         |
| 35           | Dernière actualisation : — |                                                                                         |                                                                                         |                                                                                         | |                                                                                         |                                                                                         |                                                                                         |                                                                                         |
| 41           | Charleroi Palais ⥋ Jumet Madeleine | Charleroi Palais ⥋ Jumet Madeleine                                                      | Charleroi Palais ⥋ Jumet Madeleine                                                      | Charleroi Palais ⥋ Jumet Madeleine                                                      | Charleroi Palais ⥋ Jumet Madeleine                                                                         | Charleroi Palais ⥋ Jumet Madeleine                                                      | Charleroi Palais ⥋ Jumet Madeleine                                                      | Charleroi Palais ⥋ Jumet Madeleine                                                      | Charleroi Palais ⥋ Jumet Madeleine                                                      |
| 41           | Ouverture / Fermeture 1er mars 1988 / — | Longueur 18,381 km                                                                      | Durée 55 min                                                                            | Nb. d’arrêts 41                                                                         | Matériel Volvo 7900 Electric Hybrid Volvo 7900 Hybrid A Van Hool NewAG300 Mercedes-Benz Citaro G C2 Hybrid | Jours de fonctionnement L, Ma, Me, J, V, S, D                                           | Jour / Soir / Nuit / Fêtes O / O / N / O                                                | Voy. / an —                                                                             | Dépôt Jumet Anderlues                                                                   |
| 41           | Desserte : Charleroi Palais - Lodelinsart - Roux - Courcelles - Gosselies - Jumet Madeleine |                                                                                         |                                                                                         |                                                                                         | |                                                                                         |                                                                                         |                                                                                         |                                                                                         |
| 41           | Évolution : Le 1er août 2021, le terminus des Beaux-Arts est supprimé pour travaux et déplacé provisoirement rue de l'Ancre. Autre : • Existait avant le 22 juin 2013 sous forme de ligne circulaire. La ligne en sens inverse était la ligne 42. |                                                                                         |                                                                                         |                                                                                         | |                                                                                         |                                                                                         |                                                                                         |                                                                                         |
| 41           | Dernière actualisation : — |                                                                                         |                                                                                         |                                                                                         | |                                                                                         |                                                                                         |                                                                                         |                                                                                         |
| 43-83        | Charleroi-Central ⥋ Charleroi-Central | Charleroi-Central ⥋ Charleroi-Central                                                   | Charleroi-Central ⥋ Charleroi-Central                                                   | Charleroi-Central ⥋ Charleroi-Central                                                   | Charleroi-Central ⥋ Charleroi-Central                                                                      | Charleroi-Central ⥋ Charleroi-Central                                                   | Charleroi-Central ⥋ Charleroi-Central                                                   | Charleroi-Central ⥋ Charleroi-Central                                                   | Charleroi-Central ⥋ Charleroi-Central                                                   |
| 43-83        | Ouverture / Fermeture — / — | Longueur 19,845 km                                                                      | Durée 76 min                                                                            | Nb. d’arrêts 82                                                                         | Matériel VDL-Jonckheere Citea Volvo 7900A Hybrid Van Hool NewAG300 Mercedes-Benz Citaro G C2 Hybrid        | Jours de fonctionnement L, Ma, Me, J, V, S, D                                           | Jour / Soir / Nuit / Fêtes O / O / N / O                                                | Voy. / an —                                                                             | Dépôt Jumet                                                                             |
| 43-83        | Desserte : Charleroi-Central - Marchienne-au-Pont - Roux - Trazegnies - Courcelles - Monceau-sur-Sambre - Charleroi-Central |                                                                                         |                                                                                         |                                                                                         | |                                                                                         |                                                                                         |                                                                                         |                                                                                         |
| 43-83        | Évolution : Le 1er août 2021, le terminus des Beaux-Arts est supprimé pour travaux et déplacé provisoirement rue de l'Ancre. Autre : |                                                                                         |                                                                                         |                                                                                         | |                                                                                         |                                                                                         |                                                                                         |                                                                                         |
| 43-83        | Dernière actualisation : — |                                                                                         |                                                                                         |                                                                                         | |                                                                                         |                                                                                         |                                                                                         |                                                                                         |
| 50           | Charleroi Palais ⥋ Luttre | Charleroi Palais ⥋ Luttre                                                               | Charleroi Palais ⥋ Luttre                                                               | Charleroi Palais ⥋ Luttre                                                               | Charleroi Palais ⥋ Luttre                                                                                  | Charleroi Palais ⥋ Luttre                                                               | Charleroi Palais ⥋ Luttre                                                               | Charleroi Palais ⥋ Luttre                                                               | Charleroi Palais ⥋ Luttre                                                               |
| 50           | Ouverture / Fermeture 22 juin 2013 / — | Longueur 19,845 km                                                                      | Durée 67 min                                                                            | Nb. d’arrêts 64                                                                         | Matériel —                                                                                                 | Jours de fonctionnement L, Ma, Me, J, V, S, D                                           | Jour / Soir / Nuit / Fêtes O / O / N / O                                                | Voy. / an —                                                                             | Dépôt Jumet                                                                             |
| 50           | Desserte : Charleroi Palais - Lodelinsart - Gosselies - Liberchies - Luttre |                                                                                         |                                                                                         |                                                                                         | |                                                                                         |                                                                                         |                                                                                         |                                                                                         |
| 50           | Évolution : Le 1er août 2021, le terminus des Beaux-Arts est supprimé pour travaux et déplacé provisoirement rue de l'Ancre. Autre : |                                                                                         |                                                                                         |                                                                                         | |                                                                                         |                                                                                         |                                                                                         |                                                                                         |
| 50           | Dernière actualisation : — |                                                                                         |                                                                                         |                                                                                         | |                                                                                         |                                                                                         |                                                                                         |                                                                                         |
| 51           | Luttre ⥋ Monceau-sur-Sambre Moulin | Luttre ⥋ Monceau-sur-Sambre Moulin                                                      | Luttre ⥋ Monceau-sur-Sambre Moulin                                                      | Luttre ⥋ Monceau-sur-Sambre Moulin                                                      | Luttre ⥋ Monceau-sur-Sambre Moulin                                                                         | Luttre ⥋ Monceau-sur-Sambre Moulin                                                      | Luttre ⥋ Monceau-sur-Sambre Moulin                                                      | Luttre ⥋ Monceau-sur-Sambre Moulin                                                      | Luttre ⥋ Monceau-sur-Sambre Moulin                                                      |
| 51           | Ouverture / Fermeture 22 juin 2013 / — | Longueur 23,440 km                                                                      | Durée 53 min                                                                            | Nb. d’arrêts 49                                                                         | Matériel —                                                                                                 | Jours de fonctionnement L, Ma, Me, J, V, S, D                                           | Jour / Soir / Nuit / Fêtes O / N / N / O                                                | Voy. / an —                                                                             | Dépôt Jumet                                                                             |
| 51           | Desserte : Luttre - Gouy-lez-Piéton - Souvret - Goutroux - Monceau-sur-Sambre Moulin |                                                                                         |                                                                                         |                                                                                         | |                                                                                         |                                                                                         |                                                                                         |                                                                                         |
| 51           | Autre : • Avant le 22 juin 2013, la ligne 51 était le sens inverse de la ligne circulaire 50. |                                                                                         |                                                                                         |                                                                                         | |                                                                                         |                                                                                         |                                                                                         |                                                                                         |
| 51           | Dernière actualisation : — |                                                                                         |                                                                                         |                                                                                         | |                                                                                         |                                                                                         |                                                                                         |                                                                                         |
| 52           | Charleroi-Central ⥋ Gourdinne | Charleroi-Central ⥋ Gourdinne                                                           | Charleroi-Central ⥋ Gourdinne                                                           | Charleroi-Central ⥋ Gourdinne                                                           | Charleroi-Central ⥋ Gourdinne                                                                              | Charleroi-Central ⥋ Gourdinne                                                           | Charleroi-Central ⥋ Gourdinne                                                           | Charleroi-Central ⥋ Gourdinne                                                           | Charleroi-Central ⥋ Gourdinne                                                           |
| 52           | Ouverture / Fermeture 1er mars 1968 / — | Longueur 21,129 km                                                                      | Durée 46 min                                                                            | Nb. d’arrêts 42                                                                         | Matériel —                                                                                                 | Jours de fonctionnement L, Ma, Me, J, V, S, D                                           | Jour / Soir / Nuit / Fêtes O / N / N / O                                                | Voy. / an —                                                                             | Dépôt Jumet Nalinnes                                                                    |
| 52           | Desserte : Charleroi-Central - Marcinelle - Thy-le-Château - Gourdinne |                                                                                         |                                                                                         |                                                                                         | |                                                                                         |                                                                                         |                                                                                         |                                                                                         |
| 52           | Autre : • Ligne remplaçant la ligne 50. • Jusqu'au 27 février 2012, la ligne reliait Gourdinne à Goutroux via Charleroi. |                                                                                         |                                                                                         |                                                                                         | |                                                                                         |                                                                                         |                                                                                         |                                                                                         |
| 52           | Dernière actualisation : — |                                                                                         |                                                                                         |                                                                                         | |                                                                                         |                                                                                         |                                                                                         |                                                                                         |
| 53           | Souvret Forrière ⥋ Charleroi Palais | Souvret Forrière ⥋ Charleroi Palais                                                     | Souvret Forrière ⥋ Charleroi Palais                                                     | Souvret Forrière ⥋ Charleroi Palais                                                     | Souvret Forrière ⥋ Charleroi Palais                                                                        | Souvret Forrière ⥋ Charleroi Palais                                                     | Souvret Forrière ⥋ Charleroi Palais                                                     | Souvret Forrière ⥋ Charleroi Palais                                                     | Souvret Forrière ⥋ Charleroi Palais                                                     |
| 53           | Ouverture / Fermeture 22 juin 2013 / — | Longueur 13,427 km                                                                      | Durée 33 min                                                                            | Nb. d’arrêts 27                                                                         | Matériel —                                                                                                 | Jours de fonctionnement L, Ma, Me, J, V                                                 | Jour / Soir / Nuit / Fêtes O / N / N / N                                                | Voy. / an —                                                                             | Dépôt Jumet                                                                             |
| 53           | Desserte : Souvret - Goutroux - Marchienne-au-Pont - Charleroi Palais |                                                                                         |                                                                                         |                                                                                         | |                                                                                         |                                                                                         |                                                                                         |                                                                                         |
| 53           | Autre : Ligne scolaire: un trajet le matin vers Charleroi. |                                                                                         |                                                                                         |                                                                                         | |                                                                                         |                                                                                         |                                                                                         |                                                                                         |
| 53           | Dernière actualisation : — |                                                                                         |                                                                                         |                                                                                         | |                                                                                         |                                                                                         |                                                                                         |                                                                                         |
| 60           | Jumet Madeleine ⥋ Frasnes-lez-Gosselies | Jumet Madeleine ⥋ Frasnes-lez-Gosselies                                                 | Jumet Madeleine ⥋ Frasnes-lez-Gosselies                                                 | Jumet Madeleine ⥋ Frasnes-lez-Gosselies                                                 | Jumet Madeleine ⥋ Frasnes-lez-Gosselies                                                                    | Jumet Madeleine ⥋ Frasnes-lez-Gosselies                                                 | Jumet Madeleine ⥋ Frasnes-lez-Gosselies                                                 | Jumet Madeleine ⥋ Frasnes-lez-Gosselies                                                 | Jumet Madeleine ⥋ Frasnes-lez-Gosselies                                                 |
| 60           | Ouverture / Fermeture 22 juin 2013 / — | Longueur 13,427 km                                                                      | Durée 28-74 min                                                                         | Nb. d’arrêts 27-66                                                                      | Matériel Volvo 7900 Electric Hybrid                                                                        | Jours de fonctionnement L, Ma, Me, J, V, S, D                                           | Jour / Soir / Nuit / Fêtes O / O / N / O                                                | Voy. / an —                                                                             | Dépôt Jumet                                                                             |
| 60           | Desserte : Jumet Madeleine - Gosselies - Wayaux - Sart-Dames-Avelines - Villers-Perwin |                                                                                         |                                                                                         |                                                                                         | |                                                                                         |                                                                                         |                                                                                         |                                                                                         |
| 60           | Autre : • Quelques trajets ont pour origine/terminus le collège Sainte-Marie de Rèves. |                                                                                         |                                                                                         |                                                                                         | |                                                                                         |                                                                                         |                                                                                         |                                                                                         |
| 60           | Dernière actualisation : — |                                                                                         |                                                                                         |                                                                                         | |                                                                                         |                                                                                         |                                                                                         |                                                                                         |
| 61           | Jumet Madeleine ⥋ Trazegnies Sentier Madame | Jumet Madeleine ⥋ Trazegnies Sentier Madame                                             | Jumet Madeleine ⥋ Trazegnies Sentier Madame                                             | Jumet Madeleine ⥋ Trazegnies Sentier Madame                                             | Jumet Madeleine ⥋ Trazegnies Sentier Madame                                                                | Jumet Madeleine ⥋ Trazegnies Sentier Madame                                             | Jumet Madeleine ⥋ Trazegnies Sentier Madame                                             | Jumet Madeleine ⥋ Trazegnies Sentier Madame                                             | Jumet Madeleine ⥋ Trazegnies Sentier Madame                                             |
| 61           | Ouverture / Fermeture — / — | Longueur 12,749 km                                                                      | Durée 41 min                                                                            | Nb. d’arrêts 29                                                                         | Matériel —                                                                                                 | Jours de fonctionnement L, Ma, Me, J, V, S, D                                           | Jour / Soir / Nuit / Fêtes O / N / N / N                                                | Voy. / an —                                                                             | Dépôt Jumet                                                                             |
| 61           | Desserte : Jumet Madeleine - Gosselies - Trazegnies |                                                                                         |                                                                                         |                                                                                         | |                                                                                         |                                                                                         |                                                                                         |                                                                                         |
| 61           | Autre : |                                                                                         |                                                                                         |                                                                                         | |                                                                                         |                                                                                         |                                                                                         |                                                                                         |
| 61           | Dernière actualisation : — |                                                                                         |                                                                                         |                                                                                         | |                                                                                         |                                                                                         |                                                                                         |                                                                                         |
| 62           | Gilly Soleilmont ⥋ Jumet Madeleine | Gilly Soleilmont ⥋ Jumet Madeleine                                                      | Gilly Soleilmont ⥋ Jumet Madeleine                                                      | Gilly Soleilmont ⥋ Jumet Madeleine                                                      | Gilly Soleilmont ⥋ Jumet Madeleine                                                                         | Gilly Soleilmont ⥋ Jumet Madeleine                                                      | Gilly Soleilmont ⥋ Jumet Madeleine                                                      | Gilly Soleilmont ⥋ Jumet Madeleine                                                      | Gilly Soleilmont ⥋ Jumet Madeleine                                                      |
| 62           | Ouverture / Fermeture 27 février 2012 / — | Longueur 23,555 km                                                                      | Durée 47 min                                                                            | Nb. d’arrêts 35                                                                         | Matériel —                                                                                                 | Jours de fonctionnement L, Ma, Me, J, V                                                 | Jour / Soir / Nuit / Fêtes O / N / N / N                                                | Voy. / an —                                                                             | Dépôt Genson                                                                            |
| 62           | Desserte : Gilly Soleilmont - Châtelineau - Heppignies - Jumet Madeleine |                                                                                         |                                                                                         |                                                                                         | |                                                                                         |                                                                                         |                                                                                         |                                                                                         |
| 62           | Autre : |                                                                                         |                                                                                         |                                                                                         | |                                                                                         |                                                                                         |                                                                                         |                                                                                         |
| 62           | Dernière actualisation : — |                                                                                         |                                                                                         |                                                                                         | |                                                                                         |                                                                                         |                                                                                         |                                                                                         |
| 63           | Jumet Madeleine ⥋ Fontaine-L'Evêque | Jumet Madeleine ⥋ Fontaine-L'Evêque                                                     | Jumet Madeleine ⥋ Fontaine-L'Evêque                                                     | Jumet Madeleine ⥋ Fontaine-L'Evêque                                                     | Jumet Madeleine ⥋ Fontaine-L'Evêque                                                                        | Jumet Madeleine ⥋ Fontaine-L'Evêque                                                     | Jumet Madeleine ⥋ Fontaine-L'Evêque                                                     | Jumet Madeleine ⥋ Fontaine-L'Evêque                                                     | Jumet Madeleine ⥋ Fontaine-L'Evêque                                                     |
| 63           | Ouverture / Fermeture 1er novembre 1986 / — | Longueur 30,091 km                                                                      | Durée 48 min                                                                            | Nb. d’arrêts 43                                                                         | Matériel Volvo 7900 Electric Hybrid                                                                        | Jours de fonctionnement L, Ma, Me, J, V, S, D                                           | Jour / Soir / Nuit / Fêtes O / O / N / O                                                | Voy. / an —                                                                             | Dépôt Anderlues Jumet                                                                   |
| 63           | Desserte : Jumet Madeleine - Gosselies - Courcelles - Forchies-la-Marche - Fontaine-L'Evêque |                                                                                         |                                                                                         |                                                                                         | |                                                                                         |                                                                                         |                                                                                         |                                                                                         |
| 63           | Autre : 1er novembre 1986 : mise en service sous l'indice 63 en remplacement du tramway 63. 22 juin 2013 : mise en service de la ligne M3 du métro léger, limitation de Charleroi-Sud à Jumet Madeleine. • Avant le 22 juin 2013, la ligne était prolongée à Charleroi-Sud. • Mise en service en 1986 en remplacemement du tram 63. |                                                                                         |                                                                                         |                                                                                         | |                                                                                         |                                                                                         |                                                                                         |                                                                                         |
| 63           | Dernière actualisation : — |                                                                                         |                                                                                         |                                                                                         | |                                                                                         |                                                                                         |                                                                                         |                                                                                         |
| 64           | Rèves Sainte-Marie ⥋ Luttre / Jumet Madeleine | Rèves Sainte-Marie ⥋ Luttre / Jumet Madeleine                                           | Rèves Sainte-Marie ⥋ Luttre / Jumet Madeleine                                           | Rèves Sainte-Marie ⥋ Luttre / Jumet Madeleine                                           | Rèves Sainte-Marie ⥋ Luttre / Jumet Madeleine                                                              | Rèves Sainte-Marie ⥋ Luttre / Jumet Madeleine                                           | Rèves Sainte-Marie ⥋ Luttre / Jumet Madeleine                                           | Rèves Sainte-Marie ⥋ Luttre / Jumet Madeleine                                           | Rèves Sainte-Marie ⥋ Luttre / Jumet Madeleine                                           |
| 64           | Ouverture / Fermeture — / — | Longueur 45,367 km                                                                      | Durée 48 min                                                                            | Nb. d’arrêts 38-58                                                                      | Matériel —                                                                                                 | Jours de fonctionnement L, Ma, Me, J, V                                                 | Jour / Soir / Nuit / Fêtes O / N / N / N                                                | Voy. / an —                                                                             | Dépôt Jumet                                                                             |
| 64           | Desserte : Rèves - Obaix - Pont-à-Celles - Luttre - Gosselies |                                                                                         |                                                                                         |                                                                                         | |                                                                                         |                                                                                         |                                                                                         |                                                                                         |
| 64           | Autre : • Ligne scolaire. |                                                                                         |                                                                                         |                                                                                         | |                                                                                         |                                                                                         |                                                                                         |                                                                                         |
| 64           | Dernière actualisation : — |                                                                                         |                                                                                         |                                                                                         | |                                                                                         |                                                                                         |                                                                                         |                                                                                         |
| 65           | Jumet Madeleine ⥋ Pont-à-Celles Place | Jumet Madeleine ⥋ Pont-à-Celles Place                                                   | Jumet Madeleine ⥋ Pont-à-Celles Place                                                   | Jumet Madeleine ⥋ Pont-à-Celles Place                                                   | Jumet Madeleine ⥋ Pont-à-Celles Place                                                                      | Jumet Madeleine ⥋ Pont-à-Celles Place                                                   | Jumet Madeleine ⥋ Pont-à-Celles Place                                                   | Jumet Madeleine ⥋ Pont-à-Celles Place                                                   | Jumet Madeleine ⥋ Pont-à-Celles Place                                                   |
| 65           | Ouverture / Fermeture — / — | Longueur 14,286 km                                                                      | Durée 38 min                                                                            | Nb. d’arrêts 30                                                                         | Matériel Volvo 7900 Electric Hybrid                                                                        | Jours de fonctionnement L, Ma, Me, J, V                                                 | Jour / Soir / Nuit / Fêtes O / N / N / N                                                | Voy. / an —                                                                             | Dépôt Jumet                                                                             |
| 65           | Desserte : Jumet Madeleine - Thiméon - Liberchies - Luttre - Pont-à-Celles |                                                                                         |                                                                                         |                                                                                         | |                                                                                         |                                                                                         |                                                                                         |                                                                                         |
| 65           | Autre : |                                                                                         |                                                                                         |                                                                                         | |                                                                                         |                                                                                         |                                                                                         |                                                                                         |
| 65           | Dernière actualisation : — |                                                                                         |                                                                                         |                                                                                         | |                                                                                         |                                                                                         |                                                                                         |                                                                                         |
| 66           | Luttre ⥋ Frasnes-lez-Gosselies | Luttre ⥋ Frasnes-lez-Gosselies                                                          | Luttre ⥋ Frasnes-lez-Gosselies                                                          | Luttre ⥋ Frasnes-lez-Gosselies                                                          | Luttre ⥋ Frasnes-lez-Gosselies                                                                             | Luttre ⥋ Frasnes-lez-Gosselies                                                          | Luttre ⥋ Frasnes-lez-Gosselies                                                          | Luttre ⥋ Frasnes-lez-Gosselies                                                          | Luttre ⥋ Frasnes-lez-Gosselies                                                          |
| 66           | Ouverture / Fermeture — / — | Longueur 16,691 km                                                                      | Durée 38 min                                                                            | Nb. d’arrêts 33                                                                         | Matériel —                                                                                                 | Jours de fonctionnement L, Ma, Me, J, V                                                 | Jour / Soir / Nuit / Fêtes O / N / N / N                                                | Voy. / an —                                                                             | Dépôt Jumet Ets. Picavet et Cie S.A.                                                    |
| 66           | Desserte : Luttre - Obaix - Rèves - Frasnes-lez-Gosselies |                                                                                         |                                                                                         |                                                                                         | |                                                                                         |                                                                                         |                                                                                         |                                                                                         |
| 66           | Autre : • Ligne scolaire. |                                                                                         |                                                                                         |                                                                                         | |                                                                                         |                                                                                         |                                                                                         |                                                                                         |
| 66           | Dernière actualisation : — |                                                                                         |                                                                                         |                                                                                         | |                                                                                         |                                                                                         |                                                                                         |                                                                                         |
| 67           | Jumet Madeleine ⥋ Fleurus Champs-Élysées | Jumet Madeleine ⥋ Fleurus Champs-Élysées                                                | Jumet Madeleine ⥋ Fleurus Champs-Élysées                                                | Jumet Madeleine ⥋ Fleurus Champs-Élysées                                                | Jumet Madeleine ⥋ Fleurus Champs-Élysées                                                                   | Jumet Madeleine ⥋ Fleurus Champs-Élysées                                                | Jumet Madeleine ⥋ Fleurus Champs-Élysées                                                | Jumet Madeleine ⥋ Fleurus Champs-Élysées                                                | Jumet Madeleine ⥋ Fleurus Champs-Élysées                                                |
| 67           | Ouverture / Fermeture 26 mai 1963 / — | Longueur 20,418 km                                                                      | Durée 57 min                                                                            | Nb. d’arrêts 43                                                                         | Matériel Volvo 7900 Electric Hybrid                                                                        | Jours de fonctionnement L, Ma, Me, J, V, S, D                                           | Jour / Soir / Nuit / Fêtes O / O / N / O                                                | Voy. / an —                                                                             | Dépôt Jumet                                                                             |
| 67           | Desserte : Jumet Madeleine - Ransart - Heppignies - Wangenies - Fleurus |                                                                                         |                                                                                         |                                                                                         | |                                                                                         |                                                                                         |                                                                                         |                                                                                         |
| 67           | Autre : • Avant le 22 juin 2013, le parcours était Charleroi Beaux-Arts - Jumet - Ransart - Wangenies - Fleurus. • Mise en service en remplacement de la ligne de tram 67. |                                                                                         |                                                                                         |                                                                                         | |                                                                                         |                                                                                         |                                                                                         |                                                                                         |
| 67           | Dernière actualisation : — |                                                                                         |                                                                                         |                                                                                         | |                                                                                         |                                                                                         |                                                                                         |                                                                                         |
| 68           | Charleroi-Central ⥋ Charleroi-Central | Charleroi-Central ⥋ Charleroi-Central                                                   | Charleroi-Central ⥋ Charleroi-Central                                                   | Charleroi-Central ⥋ Charleroi-Central                                                   | Charleroi-Central ⥋ Charleroi-Central                                                                      | Charleroi-Central ⥋ Charleroi-Central                                                   | Charleroi-Central ⥋ Charleroi-Central                                                   | Charleroi-Central ⥋ Charleroi-Central                                                   | Charleroi-Central ⥋ Charleroi-Central                                                   |
| 68           | Ouverture / Fermeture — / — | Longueur 29,933 km                                                                      | Durée 47 min                                                                            | Nb. d’arrêts 39                                                                         | Matériel —                                                                                                 | Jours de fonctionnement L, Ma, Me, J, V                                                 | Jour / Soir / Nuit / Fêtes O / O / N / N                                                | Voy. / an —                                                                             | Dépôt Jumet                                                                             |
| 68           | Desserte : Charleroi-Central- - Jumet - Heppignies - Aéropole - Gosselies - Charleroi-Central |                                                                                         |                                                                                         |                                                                                         | |                                                                                         |                                                                                         |                                                                                         |                                                                                         |
| 68           | Autre : • Ligne circulaire. |                                                                                         |                                                                                         |                                                                                         | |                                                                                         |                                                                                         |                                                                                         |                                                                                         |
| 68           | Dernière actualisation : — |                                                                                         |                                                                                         |                                                                                         | |                                                                                         |                                                                                         |                                                                                         |                                                                                         |
| 70           | Charleroi-Central ⥋ Hôpital Vésale | Charleroi-Central ⥋ Hôpital Vésale                                                      | Charleroi-Central ⥋ Hôpital Vésale                                                      | Charleroi-Central ⥋ Hôpital Vésale                                                      | Charleroi-Central ⥋ Hôpital Vésale                                                                         | Charleroi-Central ⥋ Hôpital Vésale                                                      | Charleroi-Central ⥋ Hôpital Vésale                                                      | Charleroi-Central ⥋ Hôpital Vésale                                                      | Charleroi-Central ⥋ Hôpital Vésale                                                      |
| 70           | Ouverture / Fermeture 1er mai 1956 / — | Longueur 14,048 km                                                                      | Durée 28 min                                                                            | Nb. d’arrêts 35                                                                         | Matériel Volvo 7900 Electric Hybrid                                                                        | Jours de fonctionnement L, Ma, Me, J, V, S, D                                           | Jour / Soir / Nuit / Fêtes O / O / N / O                                                | Voy. / an —                                                                             | Dépôt Jumet, Nalinnes                                                                   |
| 70           | Desserte : Charleroi-Central - Mont-sur-Marchienne - Montigny-le-Tilleul Centre, Hôpital André Vésale |                                                                                         |                                                                                         |                                                                                         | |                                                                                         |                                                                                         |                                                                                         |                                                                                         |
| 70           | Évolution : Deux lignes sont mises en service le 1er mai 1956 comme service de complément à la ligne de tramway 71 Charleroi - Mont-sur-Marchienne, ces deux lignes prennent à cette date ou ultérieurement les n°170 et 171,. Le 1er février 1957, le service 71 est supprimé, les deux lignes d'autobus de complément assurent maintenant le trafic principal, le service partiel 70 Charleroi Sud - Mont-sur-Marchienne Place de la ligne 71 garde son itinéraire mais devient un service de renfort en heure de pointe en complément des deux lignes d'autobus,. Le 6 avril 1959, le service 70 est supprimé, seuls subsistent les services d'autobus 170 et 171 qui prennent à cette date ou dans les années qui suivent les indices 70 et 71,. • Avant le 27 février 2012, la ligne prenait son départ à Charleroi Beaux-Arts. Le 1er août 2021, le terminus des Beaux-Arts est supprimé pour travaux et déplacé provisoirement rue de l'Ancre. Tableaux : - 879 en 1958, numéro et tableau partagé entre les lignes d'autobus 170 Charleroi - Mont-sur-Marchienne, 171 Charleroi - Montigny-le-Tilleul et le service de renfort en tramway 70. Autre : |                                                                                         |                                                                                         |                                                                                         | |                                                                                         |                                                                                         |                                                                                         |                                                                                         |
| 70           | Dernière actualisation : — |                                                                                         |                                                                                         |                                                                                         | |                                                                                         |                                                                                         |                                                                                         |                                                                                         |
| 71           | Charleroi-Central ⥋ Monceau-sur-Sambre Moulin | Charleroi-Central ⥋ Monceau-sur-Sambre Moulin                                           | Charleroi-Central ⥋ Monceau-sur-Sambre Moulin                                           | Charleroi-Central ⥋ Monceau-sur-Sambre Moulin                                           | Charleroi-Central ⥋ Monceau-sur-Sambre Moulin                                                              | Charleroi-Central ⥋ Monceau-sur-Sambre Moulin                                           | Charleroi-Central ⥋ Monceau-sur-Sambre Moulin                                           | Charleroi-Central ⥋ Monceau-sur-Sambre Moulin                                           | Charleroi-Central ⥋ Monceau-sur-Sambre Moulin                                           |
| 71           | Ouverture / Fermeture 1er mai 1956 / — | Longueur 17,301 km                                                                      | Durée 35 min                                                                            | Nb. d’arrêts 38                                                                         | Matériel Volvo 7900 Electric Hybrid                                                                        | Jours de fonctionnement L, Ma, Me, J, V, S, D                                           | Jour / Soir / Nuit / Fêtes O / N / N / O                                                | Voy. / an —                                                                             | Dépôt Jumet, Nalinnes                                                                   |
| 71           | Desserte : Charleroi-Central - Mont-sur-Marchienne - Montigny-le-Tilleul Centre - Marchienne-au-Pont - Monceau-sur-Sambre Moulin |                                                                                         |                                                                                         |                                                                                         | |                                                                                         |                                                                                         |                                                                                         |                                                                                         |
| 71           | Évolution : Voir la ligne 70 ci-dessus pour l'évolution entre 1956 et 1959. Le 1er juillet 1962, la ligne de tramway 74 Charleroi - Montigny-le-Tilleul est supprimée, à cette date ou quelque temps après, la ligne d'autobus 71 Charleroi Place du Manège - Montigny-le-Tilleul Cité de Bomerée est prolongée depuis Bomerée jusqu'à la place du Manège par l'itinéraire de la ligne 74, la ligne formant ainsi une boucle garde le numéro 71 dans le sens Charleroi - Mont-sur-Marchienne - Montigny-le-Tilleul - Marchienne-au-Pont - Charleroi et prend le n°74 dans l'autre sens. Le 27 février 2012, la section entre Charleroi et Marchienne-au-Pont par la route de Mons est supprimée, le terminus est alors fixé à la station Moulin du métro léger à Monceau-sur-Sambre et la ligne est alors exploitée dans les deux sens sous l'indice 71[réf. nécessaire]. Tableaux : - 879 en 1958, numéro et tableau partagé entre les lignes d'autobus 170 Charleroi - Mont-sur-Marchienne, 171 Charleroi - Montigny-le-Tilleul et le service de renfort en tramway 70 Charleroi - Mont-sur-Marchienne. Autre : En heures de pointe, un service partiel est assuré entre Charleroi Beaux-Arts et Montigny-le-Tilleul. |                                                                                         |                                                                                         |                                                                                         | |                                                                                         |                                                                                         |                                                                                         |                                                                                         |
| 71           | Dernière actualisation : — |                                                                                         |                                                                                         |                                                                                         | |                                                                                         |                                                                                         |                                                                                         |                                                                                         |
| 72           | Monceau-sur-Sambre Moulin ⥋ Gozée / Thuin | Monceau-sur-Sambre Moulin ⥋ Gozée / Thuin                                               | Monceau-sur-Sambre Moulin ⥋ Gozée / Thuin                                               | Monceau-sur-Sambre Moulin ⥋ Gozée / Thuin                                               | Monceau-sur-Sambre Moulin ⥋ Gozée / Thuin                                                                  | Monceau-sur-Sambre Moulin ⥋ Gozée / Thuin                                               | Monceau-sur-Sambre Moulin ⥋ Gozée / Thuin                                               | Monceau-sur-Sambre Moulin ⥋ Gozée / Thuin                                               | Monceau-sur-Sambre Moulin ⥋ Gozée / Thuin                                               |
| 72           | Ouverture / Fermeture 27 février 2012 / — | Longueur 21,876 km                                                                      | Durée 50 min                                                                            | Nb. d’arrêts 41                                                                         | Matériel —                                                                                                 | Jours de fonctionnement L, Ma, Me, J, V                                                 | Jour / Soir / Nuit / Fêtes O / N / N / —                                                | Voy. / an —                                                                             | Dépôt Jumet Nalinnes                                                                    |
| 72           | Desserte : Monceau-sur-Sambre Moulin - Marchienne-au-Pont Cité Leriche - Gozée Cité Verte, Place - Thuin |                                                                                         |                                                                                         |                                                                                         | |                                                                                         |                                                                                         |                                                                                         |                                                                                         |
| 72           | Autre : • Un service venant de Monceau est limité à Gozée le matin. • Avant le 27 février 2012, la trajet complet de la ligne était Charleroi - Gozée - Thuin. |                                                                                         |                                                                                         |                                                                                         | |                                                                                         |                                                                                         |                                                                                         |                                                                                         |
| 72           | Dernière actualisation : — |                                                                                         |                                                                                         |                                                                                         | |                                                                                         |                                                                                         |                                                                                         |                                                                                         |
| 75           | Goutroux Pairotte ⥋ Thuillies Place | Goutroux Pairotte ⥋ Thuillies Place                                                     | Goutroux Pairotte ⥋ Thuillies Place                                                     | Goutroux Pairotte ⥋ Thuillies Place                                                     | Goutroux Pairotte ⥋ Thuillies Place                                                                        | Goutroux Pairotte ⥋ Thuillies Place                                                     | Goutroux Pairotte ⥋ Thuillies Place                                                     | Goutroux Pairotte ⥋ Thuillies Place                                                     | Goutroux Pairotte ⥋ Thuillies Place                                                     |
| 75           | Ouverture / Fermeture 26 mai 1968 / — | Longueur 26,424 km                                                                      | Durée 54 min                                                                            | Nb. d’arrêts 38                                                                         | Matériel —                                                                                                 | Jours de fonctionnement L, Ma, Me, J, V, S, D                                           | Jour / Soir / Nuit / Fêtes O / O / N / O                                                | Voy. / an —                                                                             | Dépôt Jumet Nalinnes                                                                    |
| 75           | Desserte : Goutroux - Monceau-sur-Sambre - Marchienne-au-Pont - Montigny-le-Tilleul Hôpital André Vésale - Gozée - Thuillies |                                                                                         |                                                                                         |                                                                                         | |                                                                                         |                                                                                         |                                                                                         |                                                                                         |
| 75           | Autre : • En heures de pointe, certains parcours sont déviés par le hameau de Ossogne. • Avant le 27 février 2012, la ligne allait de Charleroi Beaux-Arts à Thuillies. • Ligne d'autobus remplaçant la ligne électrique 75 depuis 1968. |                                                                                         |                                                                                         |                                                                                         | |                                                                                         |                                                                                         |                                                                                         |                                                                                         |
| 75           | Dernière actualisation : — |                                                                                         |                                                                                         |                                                                                         | |                                                                                         |                                                                                         |                                                                                         |                                                                                         |
| 77           | Goutroux Pairotte ⥋ Hôpital Vésale | Goutroux Pairotte ⥋ Hôpital Vésale                                                      | Goutroux Pairotte ⥋ Hôpital Vésale                                                      | Goutroux Pairotte ⥋ Hôpital Vésale                                                      | Goutroux Pairotte ⥋ Hôpital Vésale                                                                         | Goutroux Pairotte ⥋ Hôpital Vésale                                                      | Goutroux Pairotte ⥋ Hôpital Vésale                                                      | Goutroux Pairotte ⥋ Hôpital Vésale                                                      | Goutroux Pairotte ⥋ Hôpital Vésale                                                      |
| 77           | Ouverture / Fermeture 27 février 2012 / — | Longueur 14,179 km                                                                      | Durée 35 min                                                                            | Nb. d’arrêts 36                                                                         | Matériel —                                                                                                 | Jours de fonctionnement L, Ma, Me, J, V, S, D                                           | Jour / Soir / Nuit / Fêtes O / N / N / O                                                | Voy. / an —                                                                             | Dépôt Jumet                                                                             |
| 77           | Desserte : Goutroux Pairotte, P.P.T. - Monceau-sur-Sambre - Marchienne-au-Pont - Montigny-le-Tilleul Hôpital André Vésale |                                                                                         |                                                                                         |                                                                                         | |                                                                                         |                                                                                         |                                                                                         |                                                                                         |
| 77           | Autre : |                                                                                         |                                                                                         |                                                                                         | |                                                                                         |                                                                                         |                                                                                         |                                                                                         |
| 77           | Dernière actualisation : — |                                                                                         |                                                                                         |                                                                                         | |                                                                                         |                                                                                         |                                                                                         |                                                                                         |
| 85           | Charleroi-Central ⥋ Jumet Brulotte | Charleroi-Central ⥋ Jumet Brulotte                                                      | Charleroi-Central ⥋ Jumet Brulotte                                                      | Charleroi-Central ⥋ Jumet Brulotte                                                      | Charleroi-Central ⥋ Jumet Brulotte                                                                         | Charleroi-Central ⥋ Jumet Brulotte                                                      | Charleroi-Central ⥋ Jumet Brulotte                                                      | Charleroi-Central ⥋ Jumet Brulotte                                                      | Charleroi-Central ⥋ Jumet Brulotte                                                      |
| 85           | Ouverture / Fermeture 23 mai 1982 / — | Longueur 7,024 km                                                                       | Durée 21 min                                                                            | Nb. d’arrêts 21                                                                         | Matériel VDL-Jonckheere Citea Volvo 7900 Electric Hybrid                                                   | Jours de fonctionnement L, Ma, Me, J, V, S                                              | Jour / Soir / Nuit / Fêtes O / O / N / N                                                | Voy. / an —                                                                             | Dépôt Jumet                                                                             |
| 85           | Desserte : Jumet - Marchienne-Docherie - Charleroi-Central |                                                                                         |                                                                                         |                                                                                         | |                                                                                         |                                                                                         |                                                                                         |                                                                                         |
| 85           | Évolution : 23 mai 1982 : mise en service en remplacement du tramway 85/86. Entre 1982 et 1988 : reprise de l'itinéraire du 65/66 et prolongement vers Gosselies,. • Service de bus remplaçant depuis 1982 la ligne 65-66. Autre : |                                                                                         |                                                                                         |                                                                                         | |                                                                                         |                                                                                         |                                                                                         |                                                                                         |
| 85           | Dernière actualisation : — |                                                                                         |                                                                                         |                                                                                         | |                                                                                         |                                                                                         |                                                                                         |                                                                                         |
| 86           | Charleroi-Central ⥋ Jumet terminus partiel / Gosselies Athénée | Charleroi-Central ⥋ Jumet terminus partiel / Gosselies Athénée                          | Charleroi-Central ⥋ Jumet terminus partiel / Gosselies Athénée                          | Charleroi-Central ⥋ Jumet terminus partiel / Gosselies Athénée                          | Charleroi-Central ⥋ Jumet terminus partiel / Gosselies Athénée                                             | Charleroi-Central ⥋ Jumet terminus partiel / Gosselies Athénée                          | Charleroi-Central ⥋ Jumet terminus partiel / Gosselies Athénée                          | Charleroi-Central ⥋ Jumet terminus partiel / Gosselies Athénée                          | Charleroi-Central ⥋ Jumet terminus partiel / Gosselies Athénée                          |
| 86           | Ouverture / Fermeture 23 mai 1982 / — | Longueur 13,696 km                                                                      | Durée 42 min                                                                            | Nb. d’arrêts 33                                                                         | Matériel Van Hool A500/2 Volvo 7900 Electric Hybrid                                                        | Jours de fonctionnement L, Ma, Me, J, V, S, D                                           | Jour / Soir / Nuit / Fêtes — / O / N / O                                                | Voy. / an —                                                                             | Dépôt Jumet                                                                             |
| 86           | Desserte : Charleroi-Central - Charleroi Palais - Marchienne-Docherie - Gohissart - Heigne - Gosselies |                                                                                         |                                                                                         |                                                                                         | |                                                                                         |                                                                                         |                                                                                         |                                                                                         |
| 86           | Autre : • Le dernier service est limité à Jumet Chef-Lieu. • Service de bus remplaçant depuis 1982 la ligne 65-66. |                                                                                         |                                                                                         |                                                                                         | |                                                                                         |                                                                                         |                                                                                         |                                                                                         |
| 86           | Dernière actualisation : — |                                                                                         |                                                                                         |                                                                                         | |                                                                                         |                                                                                         |                                                                                         |                                                                                         |
| 91           | Chapelle-lez-Herlaimont ⥋ Anderlues Jonction terminus partiel - Hôpital Vésale | Chapelle-lez-Herlaimont ⥋ Anderlues Jonction terminus partiel - Hôpital Vésale          | Chapelle-lez-Herlaimont ⥋ Anderlues Jonction terminus partiel - Hôpital Vésale          | Chapelle-lez-Herlaimont ⥋ Anderlues Jonction terminus partiel - Hôpital Vésale          | Chapelle-lez-Herlaimont ⥋ Anderlues Jonction terminus partiel - Hôpital Vésale                             | Chapelle-lez-Herlaimont ⥋ Anderlues Jonction terminus partiel - Hôpital Vésale          | Chapelle-lez-Herlaimont ⥋ Anderlues Jonction terminus partiel - Hôpital Vésale          | Chapelle-lez-Herlaimont ⥋ Anderlues Jonction terminus partiel - Hôpital Vésale          | Chapelle-lez-Herlaimont ⥋ Anderlues Jonction terminus partiel - Hôpital Vésale          |
| 91           | Ouverture / Fermeture 1er janvier 1962 / — | Longueur 43,547 km                                                                      | Durée 45-79 min                                                                         | Nb. d’arrêts 48-72                                                                      | Matériel Van Hool A330                                                                                     | Jours de fonctionnement L, Ma, Me, J, V, S, D                                           | Jour / Soir / Nuit / Fêtes O / O / O / O                                                | Voy. / an —                                                                             | Dépôt Anderlues                                                                         |
| 91           | Desserte : Chapelle-lez-Herlaimont - Piéton - Anderlues - Lobbes - Thuin - Gozée - Montigny-le-Tilleul Hôpital André Vésale |                                                                                         |                                                                                         |                                                                                         | |                                                                                         |                                                                                         |                                                                                         |                                                                                         |
| 91           | Évolution : La ligne est mise en service le 1er janvier 1962 par la Société nationale des chemins de fer vicinaux (SNCV) sous l'indice 191 entre Thuin et Chapelle-lez-Herlaimont. Le 1er janvier 1984, la ligne remplace le tramway 91 Anderlues - Thuin et voit son indice pour l'occasion remplacé par le n°91, la desserte de l'ancien tramway 91 par Lobbes Hôtel de Ville (via l'Entreville, 4 Bras, les Écoles) jusqu'à Lobbes Bonniers devient l'itinéraire principal de la ligne et la desserte d'origine de l'autobus 191 par la gare de Thuin-Nord et le quartier des Waibes devient une variante. Autre : • Services partiels entre Vésale et Anderlues les samedis, dimanches et jours fériés. • Service de marché le vendredi entre Thuin et Lobbes. |                                                                                         |                                                                                         |                                                                                         | |                                                                                         |                                                                                         |                                                                                         |                                                                                         |
| 91           | Dernière actualisation : — |                                                                                         |                                                                                         |                                                                                         | |                                                                                         |                                                                                         |                                                                                         |                                                                                         |
| 99           | Biesme-sous-Thuin ⥋ Erquelinnes | Biesme-sous-Thuin ⥋ Erquelinnes                                                         | Biesme-sous-Thuin ⥋ Erquelinnes                                                         | Biesme-sous-Thuin ⥋ Erquelinnes                                                         | Biesme-sous-Thuin ⥋ Erquelinnes                                                                            | Biesme-sous-Thuin ⥋ Erquelinnes                                                         | Biesme-sous-Thuin ⥋ Erquelinnes                                                         | Biesme-sous-Thuin ⥋ Erquelinnes                                                         | Biesme-sous-Thuin ⥋ Erquelinnes                                                         |
| 99           | Ouverture / Fermeture 1999 / — | Longueur 44,102 km                                                                      | Durée 65 min                                                                            | Nb. d’arrêts 40                                                                         | Matériel Mercedes-Benz Citaro O530 Iveco Bus Crossway MAN Lion's City                                      | Jours de fonctionnement L, Ma, Me, J, V                                                 | Jour / Soir / Nuit / Fêtes O / N / N / N                                                | Voy. / an —                                                                             | Dépôt Ets Liénard & Cie S.P.R.L.                                                        |
| 99           | Desserte : Biesme-sous-Thuin - Thuillies - Strée - Boussu-lez-Walcourt - Beaumont - Montignies-Saint-Christophe - Erquelinnes |                                                                                         |                                                                                         |                                                                                         | |                                                                                         |                                                                                         |                                                                                         |                                                                                         |
| 99           | Autre : Ligne scolaire. |                                                                                         |                                                                                         |                                                                                         | |                                                                                         |                                                                                         |                                                                                         |                                                                                         |
| 99           | Dernière actualisation : — |                                                                                         |                                                                                         |                                                                                         | |                                                                                         |                                                                                         |                                                                                         |                                                                                         |
| 99barré      | Nalinnes Dépôt ⥋ Beaumont Athénée | Nalinnes Dépôt ⥋ Beaumont Athénée                                                       | Nalinnes Dépôt ⥋ Beaumont Athénée                                                       | Nalinnes Dépôt ⥋ Beaumont Athénée                                                       | Nalinnes Dépôt ⥋ Beaumont Athénée                                                                          | Nalinnes Dépôt ⥋ Beaumont Athénée                                                       | Nalinnes Dépôt ⥋ Beaumont Athénée                                                       | Nalinnes Dépôt ⥋ Beaumont Athénée                                                       | Nalinnes Dépôt ⥋ Beaumont Athénée                                                       |
| 99barré      | Ouverture / Fermeture 1999 / — | Longueur 36,129 km                                                                      | Durée 53 min                                                                            | Nb. d’arrêts 39                                                                         | Matériel —                                                                                                 | Jours de fonctionnement L, Ma, Me, J, V                                                 | Jour / Soir / Nuit / Fêtes O / N / N / N                                                | Voy. / an —                                                                             | Dépôt Anderlues Nalinnes                                                                |
| 99barré      | Desserte : Nalinnes - Thy-le-Château - Berzée - Boussu-lez-Walcourt - Beaumont |                                                                                         |                                                                                         |                                                                                         | |                                                                                         |                                                                                         |                                                                                         |                                                                                         |
| 99barré      | Autre : • Ligne scolaire. |                                                                                         |                                                                                         |                                                                                         | |                                                                                         |                                                                                         |                                                                                         |                                                                                         |
| 99barré      | Dernière actualisation : — |                                                                                         |                                                                                         |                                                                                         | |                                                                                         |                                                                                         |                                                                                         |                                                                                         |
| 108          | Beaumont Athénée ⥋ Philippeville Centre | Beaumont Athénée ⥋ Philippeville Centre                                                 | Beaumont Athénée ⥋ Philippeville Centre                                                 | Beaumont Athénée ⥋ Philippeville Centre                                                 | Beaumont Athénée ⥋ Philippeville Centre                                                                    | Beaumont Athénée ⥋ Philippeville Centre                                                 | Beaumont Athénée ⥋ Philippeville Centre                                                 | Beaumont Athénée ⥋ Philippeville Centre                                                 | Beaumont Athénée ⥋ Philippeville Centre                                                 |
| 108          | Ouverture / Fermeture 1er septembre 2010 / — | Longueur 32,848 km                                                                      | Durée 50 min                                                                            | Nb. d’arrêts 25                                                                         | Matériel —                                                                                                 | Jours de fonctionnement L, Ma, Me, J, V                                                 | Jour / Soir / Nuit / Fêtes O / N / N / —                                                | Voy. / an —                                                                             | Dépôt Anderlues Ets Liénard & Cie S.P.R.L.                                              |
| 108          | Desserte : Beaumont - Barbençon - Clermont - Boussu-lez-Walcourt - Villers-Deux-Églises - Philippeville |                                                                                         |                                                                                         |                                                                                         | |                                                                                         |                                                                                         |                                                                                         |                                                                                         |
| 108          | Autre : • Ligne scolaire. Le 1er Septembre 2020 le terminus rue de la Reine est déplacé au nouvel arrêt Philippeville Centre |                                                                                         |                                                                                         |                                                                                         | |                                                                                         |                                                                                         |                                                                                         |                                                                                         |
| 108          | Dernière actualisation : — |                                                                                         |                                                                                         |                                                                                         | |                                                                                         |                                                                                         |                                                                                         |                                                                                         |
| 109a         | Charleroi-Central ⥋ Chimay gare | Charleroi-Central ⥋ Chimay gare                                                         | Charleroi-Central ⥋ Chimay gare                                                         | Charleroi-Central ⥋ Chimay gare                                                         | Charleroi-Central ⥋ Chimay gare                                                                            | Charleroi-Central ⥋ Chimay gare                                                         | Charleroi-Central ⥋ Chimay gare                                                         | Charleroi-Central ⥋ Chimay gare                                                         | Charleroi-Central ⥋ Chimay gare                                                         |
| 109a         | Ouverture / Fermeture 31 mai 1964 / — | Longueur 116,412 km                                                                     | Durée 90 min                                                                            | Nb. d’arrêts 146                                                                        | Matériel Mercedes-Benz Citaro O530 Iveco Bus Crossway MAN Lion's City                                      | Jours de fonctionnement L, Ma, Me, J, V, S, D                                           | Jour / Soir / Nuit / Fêtes O / O / N / —                                                | Voy. / an —                                                                             | Dépôt Anderlues Ets Liénard & Cie S.P.R.L.                                              |
| 109a         | Desserte : Charleroi-Central - De Cartier - Beaumont - Solre-Saint-Géry/Leugnies - Sivry place/gare - Rance - Froidchapelle/Robechies - Chimay |                                                                                         |                                                                                         |                                                                                         | |                                                                                         |                                                                                         |                                                                                         |                                                                                         |
| 109a         | Évolution : La ligne est mise en service le 1er juin 1964 par la Société nationale des chemins de fer belges (SNCB) sous l'indice 109 entre la gare Charleroi Sud, la gare de Lobbes (selon les services) et la gare de Chimay en remplacement de la ligne ferroviaire 109 Mons - Chimay (la section entre Mons et Lobbes étant déjà supprimée depuis le 30 septembre 1962), le trafic local est interdit entre la gare de Charleroi Sud et Thuillies (Gare, Pont ou Postes selon la provenance), cette section étant déjà parcourue par la ligne de tramway 75 Charleroi - Thuillies de la Société nationale des chemins de fer vicinaux (SNCV). Le 20 avril 2009, une nouvelle ligne sous l'indice 109d est mise en service en complément pour offrir un service direct. Le 1er août 2019, la variante entre Thuillies et Lobbes est reprise par une nouvelle ligne sous l'indice 109b. Autre : • Ligne ferroviaire avant le transfert à la route en 1964. Voir Ligne SNCB 109. • Il existe des services partiels, particulièrement en heures de pointe. • Cette ligne a un itinéraire différent en fonction du jour et de l'heure. |                                                                                         |                                                                                         |                                                                                         | |                                                                                         |                                                                                         |                                                                                         |                                                                                         |
| 109a         | Dernière actualisation : — |                                                                                         |                                                                                         |                                                                                         | |                                                                                         |                                                                                         |                                                                                         |                                                                                         |
| 109b         | Lobbes SNCB ⥋ Beaumont Athénée | Lobbes SNCB ⥋ Beaumont Athénée                                                          | Lobbes SNCB ⥋ Beaumont Athénée                                                          | Lobbes SNCB ⥋ Beaumont Athénée                                                          | Lobbes SNCB ⥋ Beaumont Athénée                                                                             | Lobbes SNCB ⥋ Beaumont Athénée                                                          | Lobbes SNCB ⥋ Beaumont Athénée                                                          | Lobbes SNCB ⥋ Beaumont Athénée                                                          | Lobbes SNCB ⥋ Beaumont Athénée                                                          |
| 109b         | Ouverture / Fermeture 1er août 2019 / — | Longueur —                                                                              | Durée 20/41 min                                                                         | Nb. d’arrêts 32                                                                         | Matériel —                                                                                                 | Jours de fonctionnement L, Ma, Me, J, V                                                 | Jour / Soir / Nuit / Fêtes O / N / N / N                                                | Voy. / an —                                                                             | Dépôt Anderlues                                                                         |
| 109b         | Desserte : Lobbes SNCB - Thuillies - Strée/ variante via Clermont-lez-Walcourt - Beaumont |                                                                                         |                                                                                         |                                                                                         | |                                                                                         |                                                                                         |                                                                                         |                                                                                         |
| 109b         | Autre : La ligne est mise en service le 1er août 2019 entre Lobbes et Beaumont, en reprenant la variante entre Thuillies et Lobbes de la ligne 109a. • Cette ligne a un itinéraire différent en fonction du jour et de l'heure. |                                                                                         |                                                                                         |                                                                                         | |                                                                                         |                                                                                         |                                                                                         |                                                                                         |
| 109b         | Dernière actualisation : — |                                                                                         |                                                                                         |                                                                                         | |                                                                                         |                                                                                         |                                                                                         |                                                                                         |
| 119          | Beaumont Athénée ⥋ Biercée Résidence Tilleul terminus partiel - Anderlues Jonction | Beaumont Athénée ⥋ Biercée Résidence Tilleul terminus partiel - Anderlues Jonction      | Beaumont Athénée ⥋ Biercée Résidence Tilleul terminus partiel - Anderlues Jonction      | Beaumont Athénée ⥋ Biercée Résidence Tilleul terminus partiel - Anderlues Jonction      | Beaumont Athénée ⥋ Biercée Résidence Tilleul terminus partiel - Anderlues Jonction                         | Beaumont Athénée ⥋ Biercée Résidence Tilleul terminus partiel - Anderlues Jonction      | Beaumont Athénée ⥋ Biercée Résidence Tilleul terminus partiel - Anderlues Jonction      | Beaumont Athénée ⥋ Biercée Résidence Tilleul terminus partiel - Anderlues Jonction      | Beaumont Athénée ⥋ Biercée Résidence Tilleul terminus partiel - Anderlues Jonction      |
| 119          | Ouverture / Fermeture 1999 / — | Longueur 36,615 km                                                                      | Durée 55 min                                                                            | Nb. d’arrêts 44                                                                         | Matériel —                                                                                                 | Jours de fonctionnement L, Ma, Me, J, V                                                 | Jour / Soir / Nuit / Fêtes O / N / N / N                                                | Voy. / an —                                                                             | Dépôt Anderlues Ets Liénard & Cie S.P.R.L.                                              |
| 119          | Desserte : Beaumont - Ragnies - Leers-et-Fosteau - Fontaine-Valmont - Biercée - Lobbes - Anderlues |                                                                                         |                                                                                         |                                                                                         | |                                                                                         |                                                                                         |                                                                                         |                                                                                         |
| 119          | Autre : • Ligne scolaire. |                                                                                         |                                                                                         |                                                                                         | |                                                                                         |                                                                                         |                                                                                         |                                                                                         |
| 119          | Dernière actualisation : — |                                                                                         |                                                                                         |                                                                                         | |                                                                                         |                                                                                         |                                                                                         |                                                                                         |
| 129          | Mons SNCB ⥋ Chimay - Macquenoise | Mons SNCB ⥋ Chimay - Macquenoise                                                        | Mons SNCB ⥋ Chimay - Macquenoise                                                        | Mons SNCB ⥋ Chimay - Macquenoise                                                        | Mons SNCB ⥋ Chimay - Macquenoise                                                                           | Mons SNCB ⥋ Chimay - Macquenoise                                                        | Mons SNCB ⥋ Chimay - Macquenoise                                                        | Mons SNCB ⥋ Chimay - Macquenoise                                                        | Mons SNCB ⥋ Chimay - Macquenoise                                                        |
| 129          | Ouverture / Fermeture 14 octobre 2019 / — | Longueur 68,718 km                                                                      | Durée 73-87 min                                                                         | Nb. d’arrêts 54-56                                                                      | Matériel Mercedes-Benz Citaro O530 Iveco Bus Crossway MAN Lion's City                                      | Jours de fonctionnement L, Ma, Me, J, V, D                                              | Jour / Soir / Nuit / Fêtes N / O / — / O                                                | Voy. / an —                                                                             | Dépôt Ets Liénard & Cie S.P.R.L.                                                        |
| 129          | Desserte : Mons SNCB - Erquelinnes - Beaumont - Leugnies - Sivry gare - Rance - Chimay - Momignies - Macquenoise |                                                                                         |                                                                                         |                                                                                         | |                                                                                         |                                                                                         |                                                                                         |                                                                                         |
| 129          | Autre : • Exploitée du lundi au vendredi scolaire et le dimanche. La ligne est mise en service en septembre 2019 entre la gare de Mons et Chimay, l'exploitation est assurée pour le compte du TEC Charleroi par les Établissements Liénard & Compagnie. Le 14 octobre, elle est prolongée de Chimay à Macquenoise. |                                                                                         |                                                                                         |                                                                                         | |                                                                                         |                                                                                         |                                                                                         |                                                                                         |
| 129          | Dernière actualisation : — |                                                                                         |                                                                                         |                                                                                         | |                                                                                         |                                                                                         |                                                                                         |                                                                                         |
| 132c         | Walcourt ⥋ Chimay | Walcourt ⥋ Chimay                                                                       | Walcourt ⥋ Chimay                                                                       | Walcourt ⥋ Chimay                                                                       | Walcourt ⥋ Chimay                                                                                          | Walcourt ⥋ Chimay                                                                       | Walcourt ⥋ Chimay                                                                       | Walcourt ⥋ Chimay                                                                       | Walcourt ⥋ Chimay                                                                       |
| 132c         | Ouverture / Fermeture 21 avril 1987 / — | Longueur 39,824 km                                                                      | Durée 38 min                                                                            | Nb. d’arrêts 51                                                                         | Matériel Mercedes-Benz Citaro O530 Iveco Bus Crossway MAN Lion's City                                      | Jours de fonctionnement L, Ma, Me, J, V                                                 | Jour / Soir / Nuit / Fêtes O / N / N / N                                                | Voy. / an —                                                                             | Dépôt Ets Liénard & Cie S.P.R.L.                                                        |
| 132c         | Desserte : Walcourt - Boussu-lez-Walcourt - Vergnies - Fourbechies - Virelles - Chimay |                                                                                         |                                                                                         |                                                                                         | |                                                                                         |                                                                                         |                                                                                         |                                                                                         |
| 132c         | Autre : • Ligne scolaire. |                                                                                         |                                                                                         |                                                                                         | |                                                                                         |                                                                                         |                                                                                         |                                                                                         |
| 132c         | Dernière actualisation : — |                                                                                         |                                                                                         |                                                                                         | |                                                                                         |                                                                                         |                                                                                         |                                                                                         |
| 136d         | Chimay ⥋ Cerfontaine | Chimay ⥋ Cerfontaine                                                                    | Chimay ⥋ Cerfontaine                                                                    | Chimay ⥋ Cerfontaine                                                                    | Chimay ⥋ Cerfontaine                                                                                       | Chimay ⥋ Cerfontaine                                                                    | Chimay ⥋ Cerfontaine                                                                    | Chimay ⥋ Cerfontaine                                                                    | Chimay ⥋ Cerfontaine                                                                    |
| 136d         | Ouverture / Fermeture 1er août 2019 / — | Longueur —                                                                              | Durée 25 min                                                                            | Nb. d’arrêts 23                                                                         | Matériel Mercedes-Benz Citaro O530 Iveco Bus Crossway MAN Lion's City                                      | Jours de fonctionnement L, Ma, Me, J, V                                                 | Jour / Soir / Nuit / Fêtes O / N / N / N                                                | Voy. / an —                                                                             | Dépôt Ets Liénard & Cie S.P.R.L.                                                        |
| 136d         | Desserte : Chimay - Virelles - Froidchapelle - Cerfontaine |                                                                                         |                                                                                         |                                                                                         | |                                                                                         |                                                                                         |                                                                                         |                                                                                         |
| 136d         | Autre : • Ligne scolaire. • Avait l'indice 136c jusqu'au 31 juillet 2019 |                                                                                         |                                                                                         |                                                                                         | |                                                                                         |                                                                                         |                                                                                         |                                                                                         |
| 136d         | Dernière actualisation : — |                                                                                         |                                                                                         |                                                                                         | |                                                                                         |                                                                                         |                                                                                         |                                                                                         |
| 154-158      | Charleroi Palais ⥋ Châtelineau | Charleroi Palais ⥋ Châtelineau                                                          | Charleroi Palais ⥋ Châtelineau                                                          | Charleroi Palais ⥋ Châtelineau                                                          | Charleroi Palais ⥋ Châtelineau                                                                             | Charleroi Palais ⥋ Châtelineau                                                          | Charleroi Palais ⥋ Châtelineau                                                          | Charleroi Palais ⥋ Châtelineau                                                          | Charleroi Palais ⥋ Châtelineau                                                          |
| 154-158      | Ouverture / Fermeture — / — | Longueur 21,765 km                                                                      | Durée 103 min                                                                           | Nb. d’arrêts 76                                                                         | Matériel Irisbus Citelis VDL-Jonckheere Citea Volvo 7900 Electric Hybrid                                   | Jours de fonctionnement L, Ma, Me, J, V, S, D                                           | Jour / Soir / Nuit / Fêtes O / O / N / O                                                | Voy. / an —                                                                             | Dépôt Genson                                                                            |
| 154-158      | Desserte : Charleroi Palais - Châtelineau - Roselies - Farciennes - Châtelineau SNCB |                                                                                         |                                                                                         |                                                                                         | |                                                                                         |                                                                                         |                                                                                         |                                                                                         |
| 154-158      | Évolution : Le 1er août 2021, le terminus des Beaux-Arts est supprimé pour travaux et déplacé provisoirement rue de l'Ancre. Autre : • Ligne circulaire. • Sens inverse par la ligne 158. |                                                                                         |                                                                                         |                                                                                         | |                                                                                         |                                                                                         |                                                                                         |                                                                                         |
| 154-158      | Dernière actualisation : — |                                                                                         |                                                                                         |                                                                                         | |                                                                                         |                                                                                         |                                                                                         |                                                                                         |
| 155-156      | Gilly Gazomètre ⥋ Châtelineau SNCB | Gilly Gazomètre ⥋ Châtelineau SNCB                                                      | Gilly Gazomètre ⥋ Châtelineau SNCB                                                      | Gilly Gazomètre ⥋ Châtelineau SNCB                                                      | Gilly Gazomètre ⥋ Châtelineau SNCB                                                                         | Gilly Gazomètre ⥋ Châtelineau SNCB                                                      | Gilly Gazomètre ⥋ Châtelineau SNCB                                                      | Gilly Gazomètre ⥋ Châtelineau SNCB                                                      | Gilly Gazomètre ⥋ Châtelineau SNCB                                                      |
| 155-156      | Ouverture / Fermeture — / — | Longueur 26,729 km                                                                      | Durée 113 min                                                                           | Nb. d’arrêts 98                                                                         | Matériel Volvo 7900 Electric Hybrid                                                                        | Jours de fonctionnement L, Ma, Me, J, V, S, D                                           | Jour / Soir / Nuit / Fêtes O / O / N / O                                                | Voy. / an —                                                                             | Dépôt Genson                                                                            |
| 155-156      | Desserte : Gilly Gazomètre - Châtelineau - Tamines - Velaine - Châtelineau |                                                                                         |                                                                                         |                                                                                         | |                                                                                         |                                                                                         |                                                                                         |                                                                                         |
| 155-156      | Autre : • Ligne circulaire • Trajet retour effectué par la ligne 156. |                                                                                         |                                                                                         |                                                                                         | |                                                                                         |                                                                                         |                                                                                         |                                                                                         |
| 155-156      | Dernière actualisation : — |                                                                                         |                                                                                         |                                                                                         | |                                                                                         |                                                                                         |                                                                                         |                                                                                         |
| 156a         | Chimay gare ⥋ Momignies / Macquenoise | Chimay gare ⥋ Momignies / Macquenoise                                                   | Chimay gare ⥋ Momignies / Macquenoise                                                   | Chimay gare ⥋ Momignies / Macquenoise                                                   | Chimay gare ⥋ Momignies / Macquenoise                                                                      | Chimay gare ⥋ Momignies / Macquenoise                                                   | Chimay gare ⥋ Momignies / Macquenoise                                                   | Chimay gare ⥋ Momignies / Macquenoise                                                   | Chimay gare ⥋ Momignies / Macquenoise                                                   |
| 156a         | Ouverture / Fermeture 31 mai 1964 / — | Longueur 78,936 km                                                                      | Durée —                                                                                 | Nb. d’arrêts 62                                                                         | Matériel Mercedes-Benz Citaro O530 Iveco Bus Crossway MAN Lion's City                                      | Jours de fonctionnement L, Ma, Me, J, V, S, D                                           | Jour / Soir / Nuit / Fêtes O / N / N / O                                                | Voy. / an —                                                                             | Dépôt Ets Liénard & Cie S.P.R.L.                                                        |
| 156a         | Desserte : Chimay - Robechies - Salles - Villers-la-Tour - Seloignes - Momignies -Macquenoise |                                                                                         |                                                                                         |                                                                                         | |                                                                                         |                                                                                         |                                                                                         |                                                                                         |
| 156a         | Autre : • Ancienne ligne de chemins de fer transféré à la route en 1964. Voir Ligne SNCB 156. • Cette ligne a un itinéraire différent en fonction du jour et de l'heure. |                                                                                         |                                                                                         |                                                                                         | |                                                                                         |                                                                                         |                                                                                         |                                                                                         |
| 156a         | Dernière actualisation : — |                                                                                         |                                                                                         |                                                                                         | |                                                                                         |                                                                                         |                                                                                         |                                                                                         |
| 163          | Fleurus Champs-Élysées ⥋ Gosselies Athénée | Fleurus Champs-Élysées ⥋ Gosselies Athénée                                              | Fleurus Champs-Élysées ⥋ Gosselies Athénée                                              | Fleurus Champs-Élysées ⥋ Gosselies Athénée                                              | Fleurus Champs-Élysées ⥋ Gosselies Athénée                                                                 | Fleurus Champs-Élysées ⥋ Gosselies Athénée                                              | Fleurus Champs-Élysées ⥋ Gosselies Athénée                                              | Fleurus Champs-Élysées ⥋ Gosselies Athénée                                              | Fleurus Champs-Élysées ⥋ Gosselies Athénée                                              |
| 163          | Ouverture / Fermeture — / — | Longueur 22,378 km                                                                      | Durée 52 min                                                                            | Nb. d’arrêts 40                                                                         | Matériel —                                                                                                 | Jours de fonctionnement L, Ma, Me, J, V                                                 | Jour / Soir / Nuit / Fêtes O / N / N / N                                                | Voy. / an —                                                                             | Dépôt Jumet                                                                             |
| 163          | Desserte : Fleurus - Wangenies - Heppignies - Ransart - Jumet - Gosselies |                                                                                         |                                                                                         |                                                                                         | |                                                                                         |                                                                                         |                                                                                         |                                                                                         |
| 163          | Autre : Ligne scolaire. |                                                                                         |                                                                                         |                                                                                         | |                                                                                         |                                                                                         |                                                                                         |                                                                                         |
| 163          | Dernière actualisation : — |                                                                                         |                                                                                         |                                                                                         | |                                                                                         |                                                                                         |                                                                                         |                                                                                         |
| 170          | Charleroi-Central ⥋ Hôpital Vésale | Charleroi-Central ⥋ Hôpital Vésale                                                      | Charleroi-Central ⥋ Hôpital Vésale                                                      | Charleroi-Central ⥋ Hôpital Vésale                                                      | Charleroi-Central ⥋ Hôpital Vésale                                                                         | Charleroi-Central ⥋ Hôpital Vésale                                                      | Charleroi-Central ⥋ Hôpital Vésale                                                      | Charleroi-Central ⥋ Hôpital Vésale                                                      | Charleroi-Central ⥋ Hôpital Vésale                                                      |
| 170          | Ouverture / Fermeture 27 février 2012 / — | Longueur 14,048 km                                                                      | Durée 28 min                                                                            | Nb. d’arrêts 35                                                                         | Matériel —                                                                                                 | Jours de fonctionnement L, Ma, Me, J, V, S, D                                           | Jour / Soir / Nuit / Fêtes O / O / N / O                                                | Voy. / an —                                                                             | Dépôt Jumet Nalinnes                                                                    |
| 170          | Desserte : Charleroi-Central - Mont-sur-Marchienne - Montigny-le-Tilleul Centre, Hôpital André Vésale |                                                                                         |                                                                                         |                                                                                         | |                                                                                         |                                                                                         |                                                                                         |                                                                                         |
| 170          | Autre : • Avant le 27 février 2012, la ligne prenait son départ à Charleroi Beaux-Arts. |                                                                                         |                                                                                         |                                                                                         | |                                                                                         |                                                                                         |                                                                                         |                                                                                         |
| 170          | Dernière actualisation : — |                                                                                         |                                                                                         |                                                                                         | |                                                                                         |                                                                                         |                                                                                         |                                                                                         |
| 172          | Châtelet Justice ⥋ Marchienne De Cartier | Châtelet Justice ⥋ Marchienne De Cartier                                                | Châtelet Justice ⥋ Marchienne De Cartier                                                | Châtelet Justice ⥋ Marchienne De Cartier                                                | Châtelet Justice ⥋ Marchienne De Cartier                                                                   | Châtelet Justice ⥋ Marchienne De Cartier                                                | Châtelet Justice ⥋ Marchienne De Cartier                                                | Châtelet Justice ⥋ Marchienne De Cartier                                                | Châtelet Justice ⥋ Marchienne De Cartier                                                |
| 172          | Ouverture / Fermeture — / — | Longueur 17,394 km                                                                      | Durée 46 min                                                                            | Nb. d’arrêts 44                                                                         | Matériel —                                                                                                 | Jours de fonctionnement L, Ma, Me, J, V, S                                              | Jour / Soir / Nuit / Fêtes O / N / N / N                                                | Voy. / an —                                                                             | Dépôt Genson Jumet                                                                      |
| 172          | Desserte : Châtelet - Gilly métro - Lodelinsart Hôpital Marie Curie - Marchienne-Docherie - Marchienne De Cartier |                                                                                         |                                                                                         |                                                                                         | |                                                                                         |                                                                                         |                                                                                         |                                                                                         |
| 172          | Évolution : Histoire : La ligne est mise en service vers 1950 sous l'indice 51 entre Marcinelle Hublinbu et la gare de Marchienne-au-Pont avec un service partiel 72 limité au trajet Charleroi-Sud - gare de Marchienne-au-Pont. Elle emprunte depuis Marchienne la rue Émile Vandervelde (Robert Fesler dans l'autre sens), la place du Perron, la rue de Châtelet et la rue de Marchienne jusqu'à Charleroi-Sud (terminus du 72), de là elle emprunte ensuite le pont de la Villette, l'avenue Paul Pastur, l'avenue Émile Rousseaux, les rues Vital Françoise, Chapelle Beaussart, Jules Bordet, Albert Brachet, de la Belle-Vue, des Hiercheuses, du Temple, des Cayats, des Forgerons, la route de Châtelet (Henry Chapel dans l'autre sens), la rue Tienne Saint-Gilles d'où elle termine en boucle dans le quartier Hublinbu par les avenues des Tilleuls, du Sud, de la Prévoyance, des Trois Tilleuls et du Panorama. 1955 : suppression du tramway 83, prolongement de la ligne de la gare de Marchienne-au-Pont à Jumet Gohyssart en remplacement du tram ; service partiel sous l'indice 183 entre la gare de Marchienne-au-Pont et Jumet Gohyssart. Entre 1955 et 1965 : prolongement des services 151/152 et 172 de Jumet Gohyssart à Lodelinsart Centre. Entre 1966 et 1977 : suppression de l'indice 183. Entre 1977 et 1983 : suppression de la section Charleroi Sud - Marcinelle Hublinbu et de l'indice 151/152 (nouvelle ligne), seule est maintenue la ligne 172 entre Charleroi Sud et Lodelinsart Centre. 22 juin 2013 : mise en service de la ligne M3 du métro léger, fusion de la ligne 56 et prolongement vers Châtelet. Tableaux : 972 en 1950 ; 883 en 1957. Autre : |                                                                                         |                                                                                         |                                                                                         | |                                                                                         |                                                                                         |                                                                                         |                                                                                         |
| 172          | Dernière actualisation : — |                                                                                         |                                                                                         |                                                                                         | |                                                                                         |                                                                                         |                                                                                         |                                                                                         |
| 173          | Piéton ⥋ Charleroi-Central | Piéton ⥋ Charleroi-Central                                                              | Piéton ⥋ Charleroi-Central                                                              | Piéton ⥋ Charleroi-Central                                                              | Piéton ⥋ Charleroi-Central                                                                                 | Piéton ⥋ Charleroi-Central                                                              | Piéton ⥋ Charleroi-Central                                                              | Piéton ⥋ Charleroi-Central                                                              | Piéton ⥋ Charleroi-Central                                                              |
| 173          | Ouverture / Fermeture — / — | Longueur 22,691 km                                                                      | Durée 54 min                                                                            | Nb. d’arrêts 52                                                                         | Matériel —                                                                                                 | Jours de fonctionnement L, Ma, Me, J, V, S                                              | Jour / Soir / Nuit / Fêtes O / N / N / N                                                | Voy. / an —                                                                             | Dépôt Anderlues                                                                         |
| 173          | Desserte : Piéton - Forchies-la-Marche - Fontaine-l'Évêque - Leernes - Montigny-le-Tilleul - Mont-sur-Marchienne - Charleroi-Central |                                                                                         |                                                                                         |                                                                                         | |                                                                                         |                                                                                         |                                                                                         |                                                                                         |
| 173          | Autre : |                                                                                         |                                                                                         |                                                                                         | |                                                                                         |                                                                                         |                                                                                         |                                                                                         |
| 173          | Dernière actualisation : — |                                                                                         |                                                                                         |                                                                                         | |                                                                                         |                                                                                         |                                                                                         |                                                                                         |
| 192          | Thuin Nord / Gozée place terminus partiel ⥋ Nalinnes Bultia | Thuin Nord / Gozée place terminus partiel ⥋ Nalinnes Bultia                             | Thuin Nord / Gozée place terminus partiel ⥋ Nalinnes Bultia                             | Thuin Nord / Gozée place terminus partiel ⥋ Nalinnes Bultia                             | Thuin Nord / Gozée place terminus partiel ⥋ Nalinnes Bultia                                                | Thuin Nord / Gozée place terminus partiel ⥋ Nalinnes Bultia                             | Thuin Nord / Gozée place terminus partiel ⥋ Nalinnes Bultia                             | Thuin Nord / Gozée place terminus partiel ⥋ Nalinnes Bultia                             | Thuin Nord / Gozée place terminus partiel ⥋ Nalinnes Bultia                             |
| 192          | Ouverture / Fermeture — / — | Longueur 40,794 km                                                                      | Durée 47-74 min                                                                         | Nb. d’arrêts 34-58                                                                      | Matériel Van Hool NewA309 sur les services partiels                                                        | Jours de fonctionnement L, Ma, Me, J, V                                                 | Jour / Soir / Nuit / Fêtes O / N / N / N                                                | Voy. / an —                                                                             | Dépôt Nalinnes                                                                          |
| 192          | Desserte : Thuin - Abbaye d'Aulne / Gozée - Ham-sur-Heure - Cour-sur-Heure - Nalinnes |                                                                                         |                                                                                         |                                                                                         | |                                                                                         |                                                                                         |                                                                                         |                                                                                         |
| 192          | Autre : • La desserte complète constitue une ligne scolaire. • Les services partiels sont le bus local de Ham-sur-Heure-Nalinnes. |                                                                                         |                                                                                         |                                                                                         | |                                                                                         |                                                                                         |                                                                                         |                                                                                         |
| 192          | Dernière actualisation : — |                                                                                         |                                                                                         |                                                                                         | |                                                                                         |                                                                                         |                                                                                         |                                                                                         |
| 194          | Thuin Ville Basse ⥋ Biercée Résidence Tilleul terminus partiel / Thuin Athénée | Thuin Ville Basse ⥋ Biercée Résidence Tilleul terminus partiel / Thuin Athénée          | Thuin Ville Basse ⥋ Biercée Résidence Tilleul terminus partiel / Thuin Athénée          | Thuin Ville Basse ⥋ Biercée Résidence Tilleul terminus partiel / Thuin Athénée          | Thuin Ville Basse ⥋ Biercée Résidence Tilleul terminus partiel / Thuin Athénée                             | Thuin Ville Basse ⥋ Biercée Résidence Tilleul terminus partiel / Thuin Athénée          | Thuin Ville Basse ⥋ Biercée Résidence Tilleul terminus partiel / Thuin Athénée          | Thuin Ville Basse ⥋ Biercée Résidence Tilleul terminus partiel / Thuin Athénée          | Thuin Ville Basse ⥋ Biercée Résidence Tilleul terminus partiel / Thuin Athénée          |
| 194          | Ouverture / Fermeture — / — | Longueur 27,262 km                                                                      | Durée 78 min                                                                            | Nb. d’arrêts 47                                                                         | Matériel —                                                                                                 | Jours de fonctionnement L, Ma, Me, J, V                                                 | Jour / Soir / Nuit / Fêtes O / N / N / N                                                | Voy. / an —                                                                             | Dépôt Anderlues                                                                         |
| 194          | Desserte : Thuin - Ragnies - Leers-et-Fosteau - Sars-la-Buissière - Biercée - Thuin |                                                                                         |                                                                                         |                                                                                         | |                                                                                         |                                                                                         |                                                                                         |                                                                                         |
| 194          | Autre : • La desserte complète constitue une ligne scolaire. • Le vendredi, jour de marché, un service spécial circule en sens inverse de la ligne régulière. |                                                                                         |                                                                                         |                                                                                         | |                                                                                         |                                                                                         |                                                                                         |                                                                                         |
| 194          | Dernière actualisation : — |                                                                                         |                                                                                         |                                                                                         | |                                                                                         |                                                                                         |                                                                                         |                                                                                         |
| 365a         | Bruxelles-Midi ⥋ Jumet Madeleine | Bruxelles-Midi ⥋ Jumet Madeleine                                                        | Bruxelles-Midi ⥋ Jumet Madeleine                                                        | Bruxelles-Midi ⥋ Jumet Madeleine                                                        | Bruxelles-Midi ⥋ Jumet Madeleine                                                                           | Bruxelles-Midi ⥋ Jumet Madeleine                                                        | Bruxelles-Midi ⥋ Jumet Madeleine                                                        | Bruxelles-Midi ⥋ Jumet Madeleine                                                        | Bruxelles-Midi ⥋ Jumet Madeleine                                                        |
| 365a         | Ouverture / Fermeture 22 juin 2013 / — | Longueur 47,613 km                                                                      | Durée 83 min                                                                            | Nb. d’arrêts 81                                                                         | Matériel Mercedes-Benz Integro O550                                                                        | Jours de fonctionnement L, Ma, Me, J, V, S, D                                           | Jour / Soir / Nuit / Fêtes O / O / N / O                                                | Voy. / an —                                                                             | Dépôt Ets. Picavet et Cie S.A.                                                          |
| 365a         | Desserte : Bruxelles-Midi - Uccle - Rhode-Saint-Genèse - Waterloo - Genappe - Baisy-Thy - Gosselies - Jumet |                                                                                         |                                                                                         |                                                                                         | |                                                                                         |                                                                                         |                                                                                         |                                                                                         |
| 365a         | Autre : • Ancienne ligne de complément de la SNCB. Voir Les bus de la SNCB. • Les bus affichent 365 Bruxelles-Brussel/Charleroi. |                                                                                         |                                                                                         |                                                                                         | |                                                                                         |                                                                                         |                                                                                         |                                                                                         |
| 365a         | Dernière actualisation : — |                                                                                         |                                                                                         |                                                                                         | |                                                                                         |                                                                                         |                                                                                         |                                                                                         |
| 366          | Genappe / Baisy-Thy / Houtain-le-Val terminus partiels ⥋ Rèves | Genappe / Baisy-Thy / Houtain-le-Val terminus partiels ⥋ Rèves                          | Genappe / Baisy-Thy / Houtain-le-Val terminus partiels ⥋ Rèves                          | Genappe / Baisy-Thy / Houtain-le-Val terminus partiels ⥋ Rèves                          | Genappe / Baisy-Thy / Houtain-le-Val terminus partiels ⥋ Rèves                                             | Genappe / Baisy-Thy / Houtain-le-Val terminus partiels ⥋ Rèves                          | Genappe / Baisy-Thy / Houtain-le-Val terminus partiels ⥋ Rèves                          | Genappe / Baisy-Thy / Houtain-le-Val terminus partiels ⥋ Rèves                          | Genappe / Baisy-Thy / Houtain-le-Val terminus partiels ⥋ Rèves                          |
| 366          | Ouverture / Fermeture — / — | Longueur 28,260 km                                                                      | Durée 4-44 min                                                                          | Nb. d’arrêts 4-42                                                                       | Matériel Mercedes-Benz Integro O550                                                                        | Jours de fonctionnement L, Ma, Me, J, V                                                 | Jour / Soir / Nuit / Fêtes O / N / N / N                                                | Voy. / an —                                                                             | Dépôt Ets. Picavet et Cie S.A.                                                          |
| 366          | Desserte : Genappe / Houtain-le-Val / Baisy-Thy - Loupoigne - Sart-Dames-Avelines - Rèves |                                                                                         |                                                                                         |                                                                                         | |                                                                                         |                                                                                         |                                                                                         |                                                                                         |
| 366          | Autre : • Ligne Scolaire. • La section Genappe - Houtain-le-Val est desservie toute l'année. |                                                                                         |                                                                                         |                                                                                         | |                                                                                         |                                                                                         |                                                                                         |                                                                                         |
| 366          | Dernière actualisation : — |                                                                                         |                                                                                         |                                                                                         | |                                                                                         |                                                                                         |                                                                                         |                                                                                         |
| 710          | Charleroi Palais ⥋ Fleurus Champs-Élysées | Charleroi Palais ⥋ Fleurus Champs-Élysées                                               | Charleroi Palais ⥋ Fleurus Champs-Élysées                                               | Charleroi Palais ⥋ Fleurus Champs-Élysées                                               | Charleroi Palais ⥋ Fleurus Champs-Élysées                                                                  | Charleroi Palais ⥋ Fleurus Champs-Élysées                                               | Charleroi Palais ⥋ Fleurus Champs-Élysées                                               | Charleroi Palais ⥋ Fleurus Champs-Élysées                                               | Charleroi Palais ⥋ Fleurus Champs-Élysées                                               |
| 710          | Ouverture / Fermeture 27 février 2012 / — | Longueur 17,441 km                                                                      | Durée 44 min                                                                            | Nb. d’arrêts 49                                                                         | Matériel —                                                                                                 | Jours de fonctionnement L, Ma, Me, J, V, S, D                                           | Jour / Soir / Nuit / Fêtes O / O / N / O                                                | Voy. / an —                                                                             | Dépôt Genson                                                                            |
| 710          | Desserte : Charleroi - Lodelinsart - Gilly métro - Gilly Soleilmont - Châtelineau Pl. Destrée - Fleurus |                                                                                         |                                                                                         |                                                                                         | |                                                                                         |                                                                                         |                                                                                         |                                                                                         |
| 710          | Évolution : Le 1er août 2021, le terminus des Beaux-Arts est supprimé pour travaux et déplacé provisoirement rue de l'Ancre. Autre : |                                                                                         |                                                                                         |                                                                                         | |                                                                                         |                                                                                         |                                                                                         |                                                                                         |
| 710          | Dernière actualisation : — |                                                                                         |                                                                                         |                                                                                         | |                                                                                         |                                                                                         |                                                                                         |                                                                                         |
| M1ab         | Anderlues Monument ⥋ Charleroi-Central | Anderlues Monument ⥋ Charleroi-Central                                                  | Anderlues Monument ⥋ Charleroi-Central                                                  | Anderlues Monument ⥋ Charleroi-Central                                                  | Anderlues Monument ⥋ Charleroi-Central                                                                     | Anderlues Monument ⥋ Charleroi-Central                                                  | Anderlues Monument ⥋ Charleroi-Central                                                  | Anderlues Monument ⥋ Charleroi-Central                                                  | Anderlues Monument ⥋ Charleroi-Central                                                  |
| M1ab         | Ouverture / Fermeture 27 février 2012 / — | Longueur 17,624 km                                                                      | Durée 37 min                                                                            | Nb. d’arrêts 27                                                                         | Matériel —                                                                                                 | Jours de fonctionnement L, Ma, Me, J, V, S, D                                           | Jour / Soir / Nuit / Fêtes N / O / N / O                                                | Voy. / an —                                                                             | Dépôt Anderlues                                                                         |
| M1ab         | Desserte : Anderlues - Pétria - Moulin - Palais - Parc - Gare Centrale |                                                                                         |                                                                                         |                                                                                         | |                                                                                         |                                                                                         |                                                                                         |                                                                                         |
| M1ab         | Évolution : Le 1er août 2021, le terminus des Beaux-Arts est supprimé pour travaux et déplacé provisoirement rue de l'Ancre. Autre : • Remplace les lignes et du métro léger après 20 heures. |                                                                                         |                                                                                         |                                                                                         | |                                                                                         |                                                                                         |                                                                                         |                                                                                         |
| M1ab         | Dernière actualisation : — |                                                                                         |                                                                                         |                                                                                         | |                                                                                         |                                                                                         |                                                                                         |                                                                                         |
| M3ab         | Faubourg de Bruxelles ⥋ Charleroi-Central | Faubourg de Bruxelles ⥋ Charleroi-Central                                               | Faubourg de Bruxelles ⥋ Charleroi-Central                                               | Faubourg de Bruxelles ⥋ Charleroi-Central                                               | Faubourg de Bruxelles ⥋ Charleroi-Central                                                                  | Faubourg de Bruxelles ⥋ Charleroi-Central                                               | Faubourg de Bruxelles ⥋ Charleroi-Central                                               | Faubourg de Bruxelles ⥋ Charleroi-Central                                               | Faubourg de Bruxelles ⥋ Charleroi-Central                                               |
| M3ab         | Ouverture / Fermeture 27 février 2012 / — | Longueur 11,692 km                                                                      | Durée 28 min                                                                            | Nb. d’arrêts 25                                                                         | Matériel —                                                                                                 | Jours de fonctionnement L, Ma, Me, J, V, S, D                                           | Jour / Soir / Nuit / Fêtes N / O / N / O                                                | Voy. / an —                                                                             | Dépôt Jumet                                                                             |
| M3ab         | Desserte : Faubourg de Bruxelles - Madeleine - Piges - Palais - Parc - Gare Centrale |                                                                                         |                                                                                         |                                                                                         | |                                                                                         |                                                                                         |                                                                                         |                                                                                         |
| M3ab         | Évolution : Le 1er août 2021, le terminus des Beaux-Arts est supprimé pour travaux et déplacé provisoirement rue de l'Ancre. Autre : • Remplace la ligne du métro léger après 20 heures. |                                                                                         |                                                                                         |                                                                                         | |                                                                                         |                                                                                         |                                                                                         |                                                                                         |
| M3ab         | Dernière actualisation : — |                                                                                         |                                                                                         |                                                                                         | |                                                                                         |                                                                                         |                                                                                         |                                                                                         |
| M4ab         | Châtelineau Pl. Destrée ⥋ Charleroi-Central | Châtelineau Pl. Destrée ⥋ Charleroi-Central                                             | Châtelineau Pl. Destrée ⥋ Charleroi-Central                                             | Châtelineau Pl. Destrée ⥋ Charleroi-Central                                             | Châtelineau Pl. Destrée ⥋ Charleroi-Central                                                                | Châtelineau Pl. Destrée ⥋ Charleroi-Central                                             | Châtelineau Pl. Destrée ⥋ Charleroi-Central                                             | Châtelineau Pl. Destrée ⥋ Charleroi-Central                                             | Châtelineau Pl. Destrée ⥋ Charleroi-Central                                             |
| M4ab         | Ouverture / Fermeture 27 février 2012 / — | Longueur 8,295 km                                                                       | Durée 28 min                                                                            | Nb. d’arrêts 25                                                                         | Matériel —                                                                                                 | Jours de fonctionnement L, Ma, Me, J, V, S, D                                           | Jour / Soir / Nuit / Fêtes N / O / N / O                                                | Voy. / an —                                                                             | Dépôt Genson                                                                            |
| M4ab         | Desserte : Châtelineau - Soleilmont - Gazomètre - Palais - Ouest - Gare Centrale |                                                                                         |                                                                                         |                                                                                         | |                                                                                         |                                                                                         |                                                                                         |                                                                                         |
| M4ab         | Évolution : Le 1er août 2021, le terminus des Beaux-Arts est supprimé pour travaux et déplacé provisoirement rue de l'Ancre. Autre : • Remplace la ligne du métro léger après 20 heures. |                                                                                         |                                                                                         |                                                                                         | |                                                                                         |                                                                                         |                                                                                         |                                                                                         |
| M4ab         | Dernière actualisation : — |                                                                                         |                                                                                         |                                                                                         | |                                                                                         |                                                                                         |                                                                                         |                                                                                         |
| A            | Charleroi-Central ⥋ Aéroport | Charleroi-Central ⥋ Aéroport                                                            | Charleroi-Central ⥋ Aéroport                                                            | Charleroi-Central ⥋ Aéroport                                                            | Charleroi-Central ⥋ Aéroport                                                                               | Charleroi-Central ⥋ Aéroport                                                            | Charleroi-Central ⥋ Aéroport                                                            | Charleroi-Central ⥋ Aéroport                                                            | Charleroi-Central ⥋ Aéroport                                                            |
| A            | Ouverture / Fermeture — / 6 juin 2023 | Longueur 13,496 km                                                                      | Durée 17 min                                                                            | Nb. d’arrêts 2                                                                          | Matériel VDL Jonckheere Transit 2000G Van Hool NewAG300                                                    | Jours de fonctionnement L, Ma, Me, J, V, S, D                                           | Jour / Soir / Nuit / Fêtes O / O / N / O                                                | Voy. / an —                                                                             | Dépôt Jumet                                                                             |
| A            | Desserte : Charleroi-Central - Aéroport |                                                                                         |                                                                                         |                                                                                         | |                                                                                         |                                                                                         |                                                                                         |                                                                                         |
| A            | Autre : • Ligne à tarification spéciale. • 5€/trajet. • Abonnements et cartes interdites. |                                                                                         |                                                                                         |                                                                                         | |                                                                                         |                                                                                         |                                                                                         |                                                                                         |
| A            | Dernière actualisation : — |                                                                                         |                                                                                         |                                                                                         | |                                                                                         |                                                                                         |                                                                                         |                                                                                         |
| A1           | Charleroi-Central ⥋ Aéroport | Charleroi-Central ⥋ Aéroport                                                            | Charleroi-Central ⥋ Aéroport                                                            | Charleroi-Central ⥋ Aéroport                                                            | Charleroi-Central ⥋ Aéroport                                                                               | Charleroi-Central ⥋ Aéroport                                                            | Charleroi-Central ⥋ Aéroport                                                            | Charleroi-Central ⥋ Aéroport                                                            | Charleroi-Central ⥋ Aéroport                                                            |
| A1           | Ouverture / Fermeture 6 juin 2023, / — | Longueur 13,496 km                                                                      | Durée 18 min                                                                            | Nb. d’arrêts 3                                                                          | Matériel Mercedes-Benz G C2 Hybrid Volvo 7900A Hybride Van Hool NewAG300                                   | Jours de fonctionnement L, Ma, Me, J, V, S, D                                           | Jour / Soir / Nuit / Fêtes O / O / N / O                                                | Voy. / an —                                                                             | Dépôt Jumet                                                                             |
| A1           | Desserte : Charleroi-Central - Aéroport |                                                                                         |                                                                                         |                                                                                         | |                                                                                         |                                                                                         |                                                                                         |                                                                                         |
| A1           | Autre : • Ligne à tarification spéciale. • 6€/trajet. • Abonnements et cartes interdites. |                                                                                         |                                                                                         |                                                                                         | |                                                                                         |                                                                                         |                                                                                         |                                                                                         |
| A1           | Dernière actualisation : — |                                                                                         |                                                                                         |                                                                                         | |                                                                                         |                                                                                         |                                                                                         |                                                                                         |
| A2           | Fleurus ⥋ Aéroport | Fleurus ⥋ Aéroport                                                                      | Fleurus ⥋ Aéroport                                                                      | Fleurus ⥋ Aéroport                                                                      | Fleurus ⥋ Aéroport                                                                                         | Fleurus ⥋ Aéroport                                                                      | Fleurus ⥋ Aéroport                                                                      | Fleurus ⥋ Aéroport                                                                      | Fleurus ⥋ Aéroport                                                                      |
| A2           | Ouverture / Fermeture 6 juin 2023, / — | Longueur —                                                                              | Durée 15 min                                                                            | Nb. d’arrêts 4                                                                          | Matériel Mercedes-Benz G C2 Hybrid Volvo 7900A Hybride Van Hool NewAG300                                   | Jours de fonctionnement L, Ma, Me, J, V, S, D                                           | Jour / Soir / Nuit / Fêtes O / O / N / O                                                | Voy. / an —                                                                             | Dépôt Jumet                                                                             |
| A2           | Desserte : Fleurus - Aéroport |                                                                                         |                                                                                         |                                                                                         | |                                                                                         |                                                                                         |                                                                                         |                                                                                         |
| A2           | Autre : • Ligne à tarification spéciale. • 6€/trajet. • Abonnements et cartes interdites. |                                                                                         |                                                                                         |                                                                                         | |                                                                                         |                                                                                         |                                                                                         |                                                                                         |
| A2           | Dernière actualisation : — |                                                                                         |                                                                                         |                                                                                         | |                                                                                         |                                                                                         |                                                                                         |                                                                                         |
| A3           | Luttre ⥋ Aéroport | Luttre ⥋ Aéroport                                                                       | Luttre ⥋ Aéroport                                                                       | Luttre ⥋ Aéroport                                                                       | Luttre ⥋ Aéroport                                                                                          | Luttre ⥋ Aéroport                                                                       | Luttre ⥋ Aéroport                                                                       | Luttre ⥋ Aéroport                                                                       | Luttre ⥋ Aéroport                                                                       |
| A3           | Ouverture / Fermeture 6 juin 2023, / — | Longueur —                                                                              | Durée 26 min                                                                            | Nb. d’arrêts 5                                                                          | Matériel Mercedes-Benz G C2 Hybrid Volvo 7900A Hybride Van Hool NewAG300                                   | Jours de fonctionnement L, Ma, Me, J, V, S, D                                           | Jour / Soir / Nuit / Fêtes O / O / N / O                                                | Voy. / an —                                                                             | Dépôt Jumet                                                                             |
| A3           | Desserte : Luttre - Aéroport |                                                                                         |                                                                                         |                                                                                         | |                                                                                         |                                                                                         |                                                                                         |                                                                                         |
| A3           | Autre : • Ligne à tarification spéciale. • 6€/trajet. • Abonnements et cartes interdites. |                                                                                         |                                                                                         |                                                                                         | |                                                                                         |                                                                                         |                                                                                         |                                                                                         |
| A3           | Dernière actualisation : — |                                                                                         |                                                                                         |                                                                                         | |                                                                                         |                                                                                         |                                                                                         |                                                                                         |
| ABBA         | Spécial Abbaye d'Aulne | Spécial Abbaye d'Aulne                                                                  | Spécial Abbaye d'Aulne                                                                  | Spécial Abbaye d'Aulne                                                                  | Spécial Abbaye d'Aulne                                                                                     | Spécial Abbaye d'Aulne                                                                  | Spécial Abbaye d'Aulne                                                                  | Spécial Abbaye d'Aulne                                                                  | Spécial Abbaye d'Aulne                                                                  |
| ABBA         | Charleroi-Central ⥋ Abbaye d'Aulne |                                                                                         |                                                                                         |                                                                                         | |                                                                                         |                                                                                         |                                                                                         |                                                                                         |
| ABBA         | Ouverture / Fermeture — / 6 Juillet 2024 | Longueur 18,771 km                                                                      | Durée 27 min                                                                            | Nb. d’arrêts 32                                                                         | Matériel Iribus Citelis 12 Van Hool A330                                                                   | Jours de fonctionnement S, D                                                            | Jour / Soir / Nuit / Fêtes O / N / N / O                                                | Voy. / an —                                                                             | Dépôt Anderlues                                                                         |
| ABBA         | Desserte : Charleroi-Central - Marchienne-au-Pont - Montigny-le-Tilleul - Gozée - Abbaye d'Aulne |                                                                                         |                                                                                         |                                                                                         | |                                                                                         |                                                                                         |                                                                                         |                                                                                         |
| ABBA         | Évolution : Le 1er août 2021, le terminus des Beaux-Arts est supprimé pour travaux et déplacé provisoirement rue de l'Ancre. remplacée par la ligne V2 le 6 Juillet 2024 Autre : • Ligne touristique. • Circule uniquement les samedis, dimanches et jours fériés de juillet et août. |                                                                                         |                                                                                         |                                                                                         | |                                                                                         |                                                                                         |                                                                                         |                                                                                         |
| ABBA         | Dernière actualisation : — |                                                                                         |                                                                                         |                                                                                         | |                                                                                         |                                                                                         |                                                                                         |                                                                                         |
| BRUY         | Spécial Les Bruyères | Spécial Les Bruyères                                                                    | Spécial Les Bruyères                                                                    | Spécial Les Bruyères                                                                    | Spécial Les Bruyères                                                                                       | Spécial Les Bruyères                                                                    | Spécial Les Bruyères                                                                    | Spécial Les Bruyères                                                                    | Spécial Les Bruyères                                                                    |
| BRUY         | Charleroi-Central ⥋ Marcinelle Sanatorium |                                                                                         |                                                                                         |                                                                                         | |                                                                                         |                                                                                         |                                                                                         |                                                                                         |
| BRUY         | Ouverture / Fermeture — / — | Longueur 6,065 km                                                                       | Durée 16 min                                                                            | Nb. d’arrêts 15                                                                         | Matériel —                                                                                                 | Jours de fonctionnement L, Ma, Me, J, V                                                 | Jour / Soir / Nuit / Fêtes O / N / N / N                                                | Voy. / an —                                                                             | Dépôt Genson                                                                            |
| BRUY         | Desserte : — |                                                                                         |                                                                                         |                                                                                         | |                                                                                         |                                                                                         |                                                                                         |                                                                                         |
| BRUY         | Autre : • Circule en heures de pointe en période scolaire. • Ligne scolaire pour les élèves des Bruyères |                                                                                         |                                                                                         |                                                                                         | |                                                                                         |                                                                                         |                                                                                         |                                                                                         |
| BRUY         | Dernière actualisation : — |                                                                                         |                                                                                         |                                                                                         | |                                                                                         |                                                                                         |                                                                                         |                                                                                         |
| CERI         | Spécial Cerisiers | Spécial Cerisiers                                                                       | Spécial Cerisiers                                                                       | Spécial Cerisiers                                                                       | Spécial Cerisiers                                                                                          | Spécial Cerisiers                                                                       | Spécial Cerisiers                                                                       | Spécial Cerisiers                                                                       | Spécial Cerisiers                                                                       |
| CERI         | Charleroi-Central ⥋ Marcinelle École des Cerisiers |                                                                                         |                                                                                         |                                                                                         | |                                                                                         |                                                                                         |                                                                                         |                                                                                         |
| CERI         | Ouverture / Fermeture — / — | Longueur 4,909 km                                                                       | Durée 10 min                                                                            | Nb. d’arrêts 9                                                                          | Matériel —                                                                                                 | Jours de fonctionnement L, Ma, Me, J, V                                                 | Jour / Soir / Nuit / Fêtes O / N / N / N                                                | Voy. / an —                                                                             | Dépôt Genson                                                                            |
| CERI         | Desserte : — |                                                                                         |                                                                                         |                                                                                         | |                                                                                         |                                                                                         |                                                                                         |                                                                                         |
| CERI         | Autre : • Circule en heures de pointe en période scolaire. • Ligne scolaire pour les élèves des Cerisiers |                                                                                         |                                                                                         |                                                                                         | |                                                                                         |                                                                                         |                                                                                         |                                                                                         |
| CERI         | Dernière actualisation : — |                                                                                         |                                                                                         |                                                                                         | |                                                                                         |                                                                                         |                                                                                         |                                                                                         |
| CITY         | City-Bus | City-Bus                                                                                | City-Bus                                                                                | City-Bus                                                                                | City-Bus                                                                                                   | City-Bus                                                                                | City-Bus                                                                                | City-Bus                                                                                | City-Bus                                                                                |
| CITY         | Charleroi Villette ⥋ Ville 2 - Genson Dépôt |                                                                                         |                                                                                         |                                                                                         | |                                                                                         |                                                                                         |                                                                                         |                                                                                         |
| CITY         | Ouverture / Fermeture — / — | Longueur 6,065 km                                                                       | Durée 20 min                                                                            | Nb. d’arrêts 19                                                                         | Matériel Jonckheere Transit 2000M Heuliez GX 127 Van Hool NewA309 Mercedes Citaro K C2 Hybrid              | Jours de fonctionnement L, Ma, Me, J, V, S                                              | Jour / Soir / Nuit / Fêtes O / N / N / N                                                | Voy. / an —                                                                             | Dépôt Genson                                                                            |
| CITY         | Desserte : Ville Basse - Hôpitaux - Waterloo - Ville 2 - Dépôt Genson |                                                                                         |                                                                                         |                                                                                         | |                                                                                         |                                                                                         |                                                                                         |                                                                                         |
| CITY         | Autre : • Circuit urbain. • Tarif unique: 1€. • Les abonnements ne sont pas valables. • 2 bus par heure de 9h30 à 17h30. |                                                                                         |                                                                                         |                                                                                         | |                                                                                         |                                                                                         |                                                                                         |                                                                                         |
| CITY         | Dernière actualisation : — |                                                                                         |                                                                                         |                                                                                         | |                                                                                         |                                                                                         |                                                                                         |                                                                                         |
| MCOU         | Spécial Marché de Courcelles | Spécial Marché de Courcelles                                                            | Spécial Marché de Courcelles                                                            | Spécial Marché de Courcelles                                                            | Spécial Marché de Courcelles                                                                               | Spécial Marché de Courcelles                                                            | Spécial Marché de Courcelles                                                            | Spécial Marché de Courcelles                                                            | Spécial Marché de Courcelles                                                            |
| MCOU         | Gouy-lez-Piéton Pl. communale ⥋ Courcelles Trieux |                                                                                         |                                                                                         |                                                                                         | |                                                                                         |                                                                                         |                                                                                         |                                                                                         |
| MCOU         | Ouverture / Fermeture — / — | Longueur 6,002 km                                                                       | Durée 10 min                                                                            | Nb. d’arrêts 10                                                                         | Matériel —                                                                                                 | Jours de fonctionnement Me                                                              | Jour / Soir / Nuit / Fêtes O / N / — / N                                                | Voy. / an —                                                                             | Dépôt Anderlues Jumet                                                                   |
| MCOU         | Desserte : Gouy-lez-Piéton - Courcelles |                                                                                         |                                                                                         |                                                                                         | |                                                                                         |                                                                                         |                                                                                         |                                                                                         |
| MCOU         | Autre : |                                                                                         |                                                                                         |                                                                                         | |                                                                                         |                                                                                         |                                                                                         |                                                                                         |
| MCOU         | Dernière actualisation : — |                                                                                         |                                                                                         |                                                                                         | |                                                                                         |                                                                                         |                                                                                         |                                                                                         |
| MFON         | Spécial Marché de Fontaine | Spécial Marché de Fontaine                                                              | Spécial Marché de Fontaine                                                              | Spécial Marché de Fontaine                                                              | Spécial Marché de Fontaine                                                                                 | Spécial Marché de Fontaine                                                              | Spécial Marché de Fontaine                                                              | Spécial Marché de Fontaine                                                              | Spécial Marché de Fontaine                                                              |
| MFON         | Fontaine-l'Évêque Pl. des Mays ⥋ Fontaine métro |                                                                                         |                                                                                         |                                                                                         | |                                                                                         |                                                                                         |                                                                                         |                                                                                         |
| MFON         | Ouverture / Fermeture — / — | Longueur 4,191 km                                                                       | Durée 10 min                                                                            | Nb. d’arrêts 9                                                                          | Matériel —                                                                                                 | Jours de fonctionnement Me                                                              | Jour / Soir / Nuit / Fêtes O / N / — / N                                                | Voy. / an —                                                                             | Dépôt Anderlues Jumet                                                                   |
| MFON         | Desserte : Fontaine-l'Évêque |                                                                                         |                                                                                         |                                                                                         | |                                                                                         |                                                                                         |                                                                                         |                                                                                         |
| MFON         | Autre : |                                                                                         |                                                                                         |                                                                                         | |                                                                                         |                                                                                         |                                                                                         |                                                                                         |
| MFON         | Dernière actualisation : — |                                                                                         |                                                                                         |                                                                                         | |                                                                                         |                                                                                         |                                                                                         |                                                                                         |
| MIDO         | CITY Docherie CHARLEROI | CITY Docherie CHARLEROI                                                                 | CITY Docherie CHARLEROI                                                                 | CITY Docherie CHARLEROI                                                                 | CITY Docherie CHARLEROI                                                                                    | CITY Docherie CHARLEROI                                                                 | CITY Docherie CHARLEROI                                                                 | CITY Docherie CHARLEROI                                                                 | CITY Docherie CHARLEROI                                                                 |
| MIDO         | Palais ⥋ Docherie Pl. Astrid |                                                                                         |                                                                                         |                                                                                         | |                                                                                         |                                                                                         |                                                                                         |                                                                                         |
| MIDO         | Ouverture / Fermeture — / — | Longueur 10,915 km                                                                      | Durée 27 min                                                                            | Nb. d’arrêts 28                                                                         | Matériel Jonckheere Transit 2000M Heuliez GX 127 Van Hool NewA309                                          | Jours de fonctionnement L, Ma, Me, J, V, S                                              | Jour / Soir / Nuit / Fêtes O / N / N / N                                                | Voy. / an —                                                                             | Dépôt Genson                                                                            |
| MIDO         | Desserte : Charleroi - Dampremy - Jumet - Marchienne-Docherie |                                                                                         |                                                                                         |                                                                                         | |                                                                                         |                                                                                         |                                                                                         |                                                                                         |
| MIDO         | Évolution : Le 1er août 2021, le terminus des Beaux-Arts est supprimé pour travaux et déplacé provisoirement rue de l'Ancre. Autre : • Circuit urbain. • Tarif unique: 1€. • Les abonnements ne sont pas valables. • Circule de 9h30 à 17h. |                                                                                         |                                                                                         |                                                                                         | |                                                                                         |                                                                                         |                                                                                         |                                                                                         |
| MIDO         | Dernière actualisation : — |                                                                                         |                                                                                         |                                                                                         | |                                                                                         |                                                                                         |                                                                                         |                                                                                         |
| LBV          | Bonvibus | Bonvibus                                                                                | Bonvibus                                                                                | Bonvibus                                                                                | Bonvibus                                                                                                   | Bonvibus                                                                                | Bonvibus                                                                                | Bonvibus                                                                                | Bonvibus                                                                                |
| LBV          | Pont-à-Celles Pl. communale ⥋ Wayaux Pl. |                                                                                         |                                                                                         |                                                                                         | |                                                                                         |                                                                                         |                                                                                         |                                                                                         |
| LBV          | Ouverture / Fermeture 20 décembre 2007 / — | Longueur 52,235 km                                                                      | Durée 27-52 min                                                                         | Nb. d’arrêts 20-46                                                                      | Matériel Irisbus Marcopolo Senior Heuliez GX 137                                                           | Jours de fonctionnement L, Ma, Me, J, V                                                 | Jour / Soir / Nuit / Fêtes O / N / N / N                                                | Voy. / an —                                                                             | Dépôt Commune des Bons Villers                                                          |
| LBV          | Desserte : — |                                                                                         |                                                                                         |                                                                                         | |                                                                                         |                                                                                         |                                                                                         |                                                                                         |
| LBV          | Autre : • Bus local des Bons Villers. • Cette ligne a un itinéraire différent en fonction du jour et de l'heure. Le 1er Septembre 2020, les itinéraires et les horaires sont modifiés . |                                                                                         |                                                                                         |                                                                                         | |                                                                                         |                                                                                         |                                                                                         |                                                                                         |
| LBV          | Dernière actualisation : — |                                                                                         |                                                                                         |                                                                                         | |                                                                                         |                                                                                         |                                                                                         |                                                                                         |
| R'bus        | Circuit Froidchapelle | Circuit Froidchapelle                                                                   | Circuit Froidchapelle                                                                   | Circuit Froidchapelle                                                                   | Circuit Froidchapelle                                                                                      | Circuit Froidchapelle                                                                   | Circuit Froidchapelle                                                                   | Circuit Froidchapelle                                                                   | Circuit Froidchapelle                                                                   |
| R'bus        | Froidchapelle Pl. ⥋ Walcourt SNCB |                                                                                         |                                                                                         |                                                                                         | |                                                                                         |                                                                                         |                                                                                         |                                                                                         |
| R'bus        | Ouverture / Fermeture 20 mai 2014 / — | Longueur 52,235 km                                                                      | Durée 33 min                                                                            | Nb. d’arrêts 32                                                                         | Matériel Iveco Daily Iveco Bus GX 137                                                                      | Jours de fonctionnement L, Ma, Me, J, V                                                 | Jour / Soir / Nuit / Fêtes O / N / N / N                                                | Voy. / an —                                                                             | Dépôt Ets Liénard & Cie S.P.R.L.                                                        |
| R'bus        | Desserte : — |                                                                                         |                                                                                         |                                                                                         | |                                                                                         |                                                                                         |                                                                                         |                                                                                         |
| R'bus        | Autre : • Bus local de Froidchapelle. • Cette ligne a un itinéraire différent en fonction du jour et de l'heure. |                                                                                         |                                                                                         |                                                                                         | |                                                                                         |                                                                                         |                                                                                         |                                                                                         |
| R'bus        | Dernière actualisation : — |                                                                                         |                                                                                         |                                                                                         | |                                                                                         |                                                                                         |                                                                                         |                                                                                         |
| V2           | Spécial Abbaye d'Aulne | Spécial Abbaye d'Aulne                                                                  | Spécial Abbaye d'Aulne                                                                  | Spécial Abbaye d'Aulne                                                                  | Spécial Abbaye d'Aulne                                                                                     | Spécial Abbaye d'Aulne                                                                  | Spécial Abbaye d'Aulne                                                                  | Spécial Abbaye d'Aulne                                                                  | Spécial Abbaye d'Aulne                                                                  |
| V2           | Charleroi-Central ⥋ Abbaye d'Aulne |                                                                                         |                                                                                         |                                                                                         | |                                                                                         |                                                                                         |                                                                                         |                                                                                         |
| V2           | Ouverture / Fermeture 6 Juillet 2024 / — | Longueur 18,771 km                                                                      | Durée 27 min                                                                            | Nb. d’arrêts 32                                                                         | Matériel —                                                                                                 | Jours de fonctionnement S, D                                                            | Jour / Soir / Nuit / Fêtes O / N / N / O                                                | Voy. / an —                                                                             | Dépôt Anderlues                                                                         |
| V2           | Desserte : Charleroi-Central - Marchienne-au-Pont - Montigny-le-Tilleul - Gozée - Abbaye d'Aulne |                                                                                         |                                                                                         |                                                                                         | |                                                                                         |                                                                                         |                                                                                         |                                                                                         |
| V2           | Autre : • Ligne touristique. • Circule uniquement les samedis, dimanches et jours fériés de juillet et août. |                                                                                         |                                                                                         |                                                                                         | |                                                                                         |                                                                                         |                                                                                         |                                                                                         |
| V2           | Dernière actualisation : — |                                                                                         |                                                                                         |                                                                                         | |                                                                                         |                                                                                         |                                                                                         |                                                                                         |
| Navette GHDC | Navette Grand Hôpital de Charleroi | Navette Grand Hôpital de Charleroi                                                      | Navette Grand Hôpital de Charleroi                                                      | Navette Grand Hôpital de Charleroi                                                      | Navette Grand Hôpital de Charleroi                                                                         | Navette Grand Hôpital de Charleroi                                                      | Navette Grand Hôpital de Charleroi                                                      | Navette Grand Hôpital de Charleroi                                                      | Navette Grand Hôpital de Charleroi                                                      |
| Navette GHDC | Gilly Gazomètre ⥋ Gilly Les Viviers |                                                                                         |                                                                                         |                                                                                         | |                                                                                         |                                                                                         |                                                                                         |                                                                                         |
| Navette GHDC | Ouverture / Fermeture 26 Août 2024 / — | Longueur 4,4 km                                                                         | Durée 9 à 15 min                                                                        | Nb. d’arrêts 8                                                                          | Matériel Vanhool New A309 Mercedes Citaro K C2 Hybrid                                                      | Jours de fonctionnement L, Ma, Me, J, V, S, D                                           | Jour / Soir / Nuit / Fêtes O / O / N / O                                                | Voy. / an —                                                                             | Dépôt Genson                                                                            |
| Navette GHDC | Desserte : Gilly Gazomètre - Gilly Les Viviers |                                                                                         |                                                                                         |                                                                                         | |                                                                                         |                                                                                         |                                                                                         |                                                                                         |
| Navette GHDC | Autre : • Ligne temporaire le temps des travaux de la ligne de Métro M5 |                                                                                         |                                                                                         |                                                                                         | |                                                                                         |                                                                                         |                                                                                         |                                                                                         |
| Navette GHDC | Dernière actualisation : — |                                                                                         |                                                                                         |                                                                                         | |                                                                                         |                                                                                         |                                                                                         |                                                                                         |

### Lignes express
| Ligne | Caractéristiques | Caractéristiques                    | Caractéristiques                    | Caractéristiques                    | Caractéristiques                                      | Caractéristiques                        | Caractéristiques                         | Caractéristiques                    | Caractéristiques                    |
| E109  | Charleroi-Central ⥋ Momignies Place | Charleroi-Central ⥋ Momignies Place | Charleroi-Central ⥋ Momignies Place | Charleroi-Central ⥋ Momignies Place | Charleroi-Central ⥋ Momignies Place                   | Charleroi-Central ⥋ Momignies Place     | Charleroi-Central ⥋ Momignies Place      | Charleroi-Central ⥋ Momignies Place | Charleroi-Central ⥋ Momignies Place |
| ----- | --- | ----------------------------------- | ----------------------------------- | ----------------------------------- | ----------------------------------------------------- | --------------------------------------- | ---------------------------------------- | ----------------------------------- | ----------------------------------- |
| E109  | Ouverture / Fermeture 20 avril 2009 / — | Longueur 62,441 km                  | Durée 76 min                        | Nb. d’arrêts 13                     | Matériel Mercedes-Benz O 633L Intouro L Setra S419 UL | Jours de fonctionnement L, Ma, Me, J, V | Jour / Soir / Nuit / Fêtes O / N / N / N | Voy. / an —                         | Dépôt Ets Liénard & Cie S.P.R.L.    |
| E109  | Desserte : Charleroi-Central - Gozée - Beaumont - Rance - Chimay - Momignies |                                     |                                     |                                     |                                                       |                                         |                                          |                                     |                                     |
| E109  | Évolution : La ligne est mise en service le 20 avril 2009 sous l'indice 109d entre Charleroi Sud et Momignies pour offrir un service express à la ligne 109a Charleroi - Chimay entre Charleroi Sud et Chimay et une nouvelle offre entre Chimay et Momignies. Avec la réorganisation des anciens services express et des lignes Wallonia easy line (WEL) pour former le nouveau réseau express du TEC, le 1er octobre 2020, la ligne W03 Charleroi - Chimay est fusionnée avec la ligne 109d qui devient ligne E109 (express 109),. Autre : |                                     |                                     |                                     |                                                       |                                         |                                          |                                     |                                     |
| E109  | Dernière actualisation : — |                                     |                                     |                                     |                                                       |                                         |                                          |                                     |                                     |
| E110  | Beaumont Athénée ⥋ Mons S.N.C.B | Beaumont Athénée ⥋ Mons S.N.C.B     | Beaumont Athénée ⥋ Mons S.N.C.B     | Beaumont Athénée ⥋ Mons S.N.C.B     | Beaumont Athénée ⥋ Mons S.N.C.B                       | Beaumont Athénée ⥋ Mons S.N.C.B         | Beaumont Athénée ⥋ Mons S.N.C.B          | Beaumont Athénée ⥋ Mons S.N.C.B     | Beaumont Athénée ⥋ Mons S.N.C.B     |
| E110  | Ouverture / Fermeture 1er septembre 2021 / — | Longueur —                          | Durée 53 min                        | Nb. d’arrêts 14                     | Matériel —                                            | Jours de fonctionnement L, Ma, Me, J, V | Jour / Soir / Nuit / Fêtes O / N / N / N | Voy. / an —                         | Dépôt Ets Liénard & Cie S.P.R.L.    |
| E110  | Desserte : Beaumont - Erquelinnes - Mons S.N.C.B |                                     |                                     |                                     |                                                       |                                         |                                          |                                     |                                     |
| E110  | Évolution : La ligne est mise en service le 1er septembre 2021 sous l'indice E110 entre la gare de Mons et Beaumont. Autre : |                                     |                                     |                                     |                                                       |                                         |                                          |                                     |                                     |
| E110  | Dernière actualisation : — |                                     |                                     |                                     |                                                       |                                         |                                          |                                     |                                     |

### Lignes de pénétration des autres TEC

#### Lignes exploitées par le TEC Brabant wallon
| Ligne | Caractéristiques                                                                             | Caractéristiques                                          | Caractéristiques                                          | Caractéristiques                                          | Caractéristiques | Caractéristiques                                          | Caractéristiques                                          | Caractéristiques                                          | Caractéristiques                                          |
| 70    | Nivelles ⥋ Rosseignies terminus partiel / Buzet                                              | Nivelles ⥋ Rosseignies terminus partiel / Buzet           | Nivelles ⥋ Rosseignies terminus partiel / Buzet           | Nivelles ⥋ Rosseignies terminus partiel / Buzet           | Nivelles ⥋ Rosseignies terminus partiel / Buzet | Nivelles ⥋ Rosseignies terminus partiel / Buzet           | Nivelles ⥋ Rosseignies terminus partiel / Buzet           | Nivelles ⥋ Rosseignies terminus partiel / Buzet           | Nivelles ⥋ Rosseignies terminus partiel / Buzet           |
| ----- | -------------------------------------------------------------------------------------------- | --------------------------------------------------------- | --------------------------------------------------------- | --------------------------------------------------------- | --- | --------------------------------------------------------- | --------------------------------------------------------- | --------------------------------------------------------- | --------------------------------------------------------- |
| 70    | Ouverture / Fermeture — / —                                                                  | Longueur —                                                | Durée 38 min                                              | Nb. d’arrêts 26                                           | Matériel Régie Mercedes-Benz Citaro G II Mercedes-Benz Citaro G C2 Van Hool NewA330 Van Hool NewAG300 Iribus Agora S Irisbus Arway Renault R312 Loueur Jonckheere Transit 2000 Mercedes-Benz Citaro LE Mercedes-Benz Citaro G II Mercedes-Benz Citaro G C2 Mercedes-Benz Integro Van Hool NewA360 Van Hool Linea | Jours de fonctionnement L, Ma, Me, J, V, S                | Jour / Soir / Nuit / Fêtes O / N / N / N                  | Voy. / an —                                               | Dépôt Baulers Ets. Fr. Cardona et Deltenre                |
| 70    | Desserte : Nivelles - Petit-Rœulx - Rosseignies - Buzet                                      |                                                           |                                                           |                                                           | |                                                           |                                                           |                                                           |                                                           |
| 70    | Autre :                                                                                      |                                                           |                                                           |                                                           | |                                                           |                                                           |                                                           |                                                           |
| 70    | Dernière actualisation : —                                                                   |                                                           |                                                           |                                                           | |                                                           |                                                           |                                                           |                                                           |
| 73    | Nivelles ⥋ Fleurus                                                                           | Nivelles ⥋ Fleurus                                        | Nivelles ⥋ Fleurus                                        | Nivelles ⥋ Fleurus                                        | Nivelles ⥋ Fleurus | Nivelles ⥋ Fleurus                                        | Nivelles ⥋ Fleurus                                        | Nivelles ⥋ Fleurus                                        | Nivelles ⥋ Fleurus                                        |
| 73    | Ouverture / Fermeture — / —                                                                  | Longueur —                                                | Durée 45 min                                              | Nb. d’arrêts 44                                           | Matériel Mercedes-Benz Citaro G II Mercedes-Benz Citaro G C2 Van Hool NewA330 Van Hool NewAG300 Iribus Agora S Irisbus Arway Renault R312 | Jours de fonctionnement L, Ma, Me, J, V, S                | Jour / Soir / Nuit / Fêtes O / N / N / N                  | Voy. / an —                                               | Dépôt Baulers                                             |
| 73    | Desserte : Nivelles - Rèves - Frasnes-lez-Gosselies - Mellet - Fleurus                       |                                                           |                                                           |                                                           | |                                                           |                                                           |                                                           |                                                           |
| 73    | Autre :                                                                                      |                                                           |                                                           |                                                           | |                                                           |                                                           |                                                           |                                                           |
| 73    | Dernière actualisation : —                                                                   |                                                           |                                                           |                                                           | |                                                           |                                                           |                                                           |                                                           |
| 568   | Nivelles ⥋ Sart-Dames-Avelines terminus partiel / Fleurus                                    | Nivelles ⥋ Sart-Dames-Avelines terminus partiel / Fleurus | Nivelles ⥋ Sart-Dames-Avelines terminus partiel / Fleurus | Nivelles ⥋ Sart-Dames-Avelines terminus partiel / Fleurus | Nivelles ⥋ Sart-Dames-Avelines terminus partiel / Fleurus | Nivelles ⥋ Sart-Dames-Avelines terminus partiel / Fleurus | Nivelles ⥋ Sart-Dames-Avelines terminus partiel / Fleurus | Nivelles ⥋ Sart-Dames-Avelines terminus partiel / Fleurus | Nivelles ⥋ Sart-Dames-Avelines terminus partiel / Fleurus |
| 568   | Ouverture / Fermeture — / —                                                                  | Longueur —                                                | Durée 50 min                                              | Nb. d’arrêts 65                                           | Matériel Jonckheere Transit 2000 Mercedes-Benz Citaro LE Mercedes-Benz Citaro G II Mercedes-Benz Citaro G C2 Mercedes-Benz Integro Van Hool NewA360 Van Hool Linea | Jours de fonctionnement L, Ma, Me, J, V                   | Jour / Soir / Nuit / Fêtes O / N / N / N                  | Voy. / an —                                               | Dépôt Baulers Ets. Fr. Cardona et Deltenre                |
| 568   | Desserte : Nivelles - Houtain-le-Val - Sart-Dames-Avelines - Marbais - Saint-Amand - Fleurus |                                                           |                                                           |                                                           | |                                                           |                                                           |                                                           |                                                           |
| 568   | Autre :                                                                                      |                                                           |                                                           |                                                           | |                                                           |                                                           |                                                           |                                                           |
| 568   | Dernière actualisation : —                                                                   |                                                           |                                                           |                                                           | |                                                           |                                                           |                                                           |                                                           |

#### Lignes exploitées par le TEC Hainaut
| Ligne | Caractéristiques | Caractéristiques                                         | Caractéristiques                                         | Caractéristiques                                         | Caractéristiques                                                                        | Caractéristiques                                         | Caractéristiques                                         | Caractéristiques                                         | Caractéristiques                                         |
| 21    | Binche ⥋ Buvrinnes terminus partiel / Estinnes-au-Mont                                                                 | Binche ⥋ Buvrinnes terminus partiel / Estinnes-au-Mont   | Binche ⥋ Buvrinnes terminus partiel / Estinnes-au-Mont   | Binche ⥋ Buvrinnes terminus partiel / Estinnes-au-Mont   | Binche ⥋ Buvrinnes terminus partiel / Estinnes-au-Mont                                  | Binche ⥋ Buvrinnes terminus partiel / Estinnes-au-Mont   | Binche ⥋ Buvrinnes terminus partiel / Estinnes-au-Mont   | Binche ⥋ Buvrinnes terminus partiel / Estinnes-au-Mont   | Binche ⥋ Buvrinnes terminus partiel / Estinnes-au-Mont   |
| ----- | --- | -------------------------------------------------------- | -------------------------------------------------------- | -------------------------------------------------------- | --------------------------------------------------------------------------------------- | -------------------------------------------------------- | -------------------------------------------------------- | -------------------------------------------------------- | -------------------------------------------------------- |
| 21    | Ouverture / Fermeture — / —                                                                                            | Longueur —                                               | Durée 7-68 min                                           | Nb. d’arrêts 58                                          | Matériel —                                                                              | Jours de fonctionnement L, Ma, Me, J, V                  | Jour / Soir / Nuit / Fêtes O / N / N / N                 | Voy. / an —                                              | Dépôt Mons Voyages Nicolay                               |
| 21    | Desserte : Binche SNCB - Mont-Sainte-Geneviève - Lobbes SNCB - Merbes-Sainte-Marie Carrefour - Estinnes-au-Mont Place  |                                                          |                                                          |                                                          |                                                                                         |                                                          |                                                          |                                                          |                                                          |
| 21    | Autre : Cette ligne a un itinéraire différent en fonction du jour et de l'heure.                                       |                                                          |                                                          |                                                          |                                                                                         |                                                          |                                                          |                                                          |                                                          |
| 21    | Dernière actualisation : —                                                                                             |                                                          |                                                          |                                                          |                                                                                         |                                                          |                                                          |                                                          |                                                          |
| 134/  | Mons ⥋ Erquelinnes terminus partiel / Beaumont                                                                         | Mons ⥋ Erquelinnes terminus partiel / Beaumont           | Mons ⥋ Erquelinnes terminus partiel / Beaumont           | Mons ⥋ Erquelinnes terminus partiel / Beaumont           | Mons ⥋ Erquelinnes terminus partiel / Beaumont                                          | Mons ⥋ Erquelinnes terminus partiel / Beaumont           | Mons ⥋ Erquelinnes terminus partiel / Beaumont           | Mons ⥋ Erquelinnes terminus partiel / Beaumont           | Mons ⥋ Erquelinnes terminus partiel / Beaumont           |
| 134/  | Ouverture / Fermeture — / —                                                                                            | Longueur —                                               | Durée 43-77 min                                          | Nb. d’arrêts 41-94                                       | Matériel —                                                                              | Jours de fonctionnement L, Ma, Me, J, V, S               | Jour / Soir / Nuit / Fêtes O / N / N / N                 | Voy. / an —                                              | Dépôt Mons Voyages Nicolay                               |
| 134/  | Desserte : Mons SNCB - Spiennes - Givry Bascule - Erquelinnes SNCB / Beaumont Athénée                                  |                                                          |                                                          |                                                          |                                                                                         |                                                          |                                                          |                                                          |                                                          |
| 134/  | Autre : • Cette ligne a un itinéraire différent en fonction du jour et de l'heure.                                     |                                                          |                                                          |                                                          |                                                                                         |                                                          |                                                          |                                                          |                                                          |
| 134/  | Dernière actualisation : —                                                                                             |                                                          |                                                          |                                                          |                                                                                         |                                                          |                                                          |                                                          |                                                          |
| 30    | Anderlues ⥋ Strépy-Bracquegnies terminus partiel / Thieu                                                               | Anderlues ⥋ Strépy-Bracquegnies terminus partiel / Thieu | Anderlues ⥋ Strépy-Bracquegnies terminus partiel / Thieu | Anderlues ⥋ Strépy-Bracquegnies terminus partiel / Thieu | Anderlues ⥋ Strépy-Bracquegnies terminus partiel / Thieu                                | Anderlues ⥋ Strépy-Bracquegnies terminus partiel / Thieu | Anderlues ⥋ Strépy-Bracquegnies terminus partiel / Thieu | Anderlues ⥋ Strépy-Bracquegnies terminus partiel / Thieu | Anderlues ⥋ Strépy-Bracquegnies terminus partiel / Thieu |
| 30    | Ouverture / Fermeture — / —                                                                                            | Longueur —                                               | Durée 69-81 min                                          | Nb. d’arrêts 48-56                                       | Matériel Mercedes-Benz Citaro G C2 Van Hool A330                                        | Jours de fonctionnement L, Ma, Me, J, V, S, D            | Jour / Soir / Nuit / Fêtes O / N / N / O                 | Voy. / an —                                              | Dépôt La Louvière                                        |
| 30    | Desserte : Anderlues Monument - Morlanwelz - Jolimont - La Louvière - Strépy-Bracquegnies Pont tournant / Strépy-Thieu |                                                          |                                                          |                                                          |                                                                                         |                                                          |                                                          |                                                          |                                                          |
| 30    | Autre : • Cette ligne a un itinéraire différent en fonction du jour et de l'heure.                                     |                                                          |                                                          |                                                          |                                                                                         |                                                          |                                                          |                                                          |                                                          |
| 30    | Dernière actualisation : —                                                                                             |                                                          |                                                          |                                                          |                                                                                         |                                                          |                                                          |                                                          |                                                          |
| 82    | Mons ⥋ Trazegnies | Mons ⥋ Trazegnies                                        | Mons ⥋ Trazegnies                                        | Mons ⥋ Trazegnies                                        | Mons ⥋ Trazegnies                                                                       | Mons ⥋ Trazegnies                                        | Mons ⥋ Trazegnies                                        | Mons ⥋ Trazegnies                                        | Mons ⥋ Trazegnies                                        |
| 82    | Ouverture / Fermeture — / —                                                                                            | Longueur —                                               | Durée 118 min                                            | Nb. d’arrêts 92                                          | Matériel Van Hool A330 VDL Jonckheere Citéa Van Hool NewAG300 Mercedes-Benz Citaro G C2 | Jours de fonctionnement L, Ma, Me, J, V, S, D            | Jour / Soir / Nuit / Fêtes O / O / N / O                 | Voy. / an —                                              | Dépôt La Louvière Mons                                   |
| 82    | Desserte : Mons SNCB - Havré - La Louvière - Jolimont - Morlanwelz - Trazegnies                                        |                                                          |                                                          |                                                          |                                                                                         |                                                          |                                                          |                                                          |                                                          |
| 82    | Autre : • Cette ligne a un itinéraire différent en fonction du jour et de l'heure.                                     |                                                          |                                                          |                                                          |                                                                                         |                                                          |                                                          |                                                          |                                                          |
| 82    | Dernière actualisation : —                                                                                             |                                                          |                                                          |                                                          |                                                                                         |                                                          |                                                          |                                                          |                                                          |
| 136   | Anderlues ⥋ La Hestre                                                                                                  | Anderlues ⥋ La Hestre                                    | Anderlues ⥋ La Hestre                                    | Anderlues ⥋ La Hestre                                    | Anderlues ⥋ La Hestre                                                                   | Anderlues ⥋ La Hestre                                    | Anderlues ⥋ La Hestre                                    | Anderlues ⥋ La Hestre                                    | Anderlues ⥋ La Hestre                                    |
| 136   | Ouverture / Fermeture — / —                                                                                            | Longueur —                                               | Durée 67 min                                             | Nb. d’arrêts 69                                          | Matériel Mercedes-Benz Citaro G C2                                                      | Jours de fonctionnement L, Ma, Me, J, V, S, D            | Jour / Soir / Nuit / Fêtes O / O / N / O                 | Voy. / an —                                              | Dépôt La Louvière                                        |
| 136   | Desserte : Anderlues Monument- Binche- Trivières - La Louvière - La Hestre Cité Nazareth                               |                                                          |                                                          |                                                          |                                                                                         |                                                          |                                                          |                                                          |                                                          |
| 136   | Autre : • Cette ligne a un itinéraire différend en fonction de l'heure et du jour.                                     |                                                          |                                                          |                                                          |                                                                                         |                                                          |                                                          |                                                          |                                                          |
| 136   | Dernière actualisation : —                                                                                             |                                                          |                                                          |                                                          |                                                                                         |                                                          |                                                          |                                                          |                                                          |
| 167   | La Louvière ⥋ Godarville terminus partiel / Luttre                                                                     | La Louvière ⥋ Godarville terminus partiel / Luttre       | La Louvière ⥋ Godarville terminus partiel / Luttre       | La Louvière ⥋ Godarville terminus partiel / Luttre       | La Louvière ⥋ Godarville terminus partiel / Luttre                                      | La Louvière ⥋ Godarville terminus partiel / Luttre       | La Louvière ⥋ Godarville terminus partiel / Luttre       | La Louvière ⥋ Godarville terminus partiel / Luttre       | La Louvière ⥋ Godarville terminus partiel / Luttre       |
| 167   | Ouverture / Fermeture — / —                                                                                            | Longueur —                                               | Durée 49-93 min                                          | Nb. d’arrêts 39-63                                       | Matériel VDL Jonckheere Citéa                                                           | Jours de fonctionnement L, Ma, Me, J, V, S, D            | Jour / Soir / Nuit / Fêtes O / O / N / O                 | Voy. / an —                                              | Dépôt La Louvière                                        |
| 167   | Desserte : La Louvière Sud SNCB, Centre SNCB - Chapelle-lez-Herlaimont - Godarville / Luttre SNCB                      |                                                          |                                                          |                                                          |                                                                                         |                                                          |                                                          |                                                          |                                                          |
| 167   | Autre : • Cette ligne a un itinéraire différend en fonction de l'heure et du jour.                                     |                                                          |                                                          |                                                          |                                                                                         |                                                          |                                                          |                                                          |                                                          |
| 167   | Dernière actualisation : —                                                                                             |                                                          |                                                          |                                                          |                                                                                         |                                                          |                                                          |                                                          |                                                          |

#### Lignes exploitées par le TEC Namur-Luxembourg
| Ligne | Caractéristiques | Caractéristiques                                                                             | Caractéristiques                                                                             | Caractéristiques                                                                             | Caractéristiques | Caractéristiques                                                                             | Caractéristiques                                                                             | Caractéristiques                                                                             | Caractéristiques                                                                             |
| 10    | Namur ⥋ Châtelineau | Namur ⥋ Châtelineau                                                                          | Namur ⥋ Châtelineau                                                                          | Namur ⥋ Châtelineau                                                                          | Namur ⥋ Châtelineau                                                                                                  | Namur ⥋ Châtelineau                                                                          | Namur ⥋ Châtelineau                                                                          | Namur ⥋ Châtelineau                                                                          | Namur ⥋ Châtelineau                                                                          |
| ----- | --- | -------------------------------------------------------------------------------------------- | -------------------------------------------------------------------------------------------- | -------------------------------------------------------------------------------------------- | --- | -------------------------------------------------------------------------------------------- | -------------------------------------------------------------------------------------------- | -------------------------------------------------------------------------------------------- | -------------------------------------------------------------------------------------------- |
| 10    | Ouverture / Fermeture — / — | Longueur 33 km                                                                               | Durée 55 min                                                                                 | Nb. d’arrêts 57                                                                              | Matériel VDL-Jonckheere Transit 2000 VDL-Jonckheere Transit 2000 G VDL Bus & Coach Citea CLF120 Mercedes Citaro G II | Jours de fonctionnement L, Ma, Me, J, V, S, D                                                | Jour / Soir / Nuit / Fêtes O / O / N / O                                                     | Voy. / an —                                                                                  | Dépôt Bauce Mehaigne Onoz Autobus Latour S.A.                                                |
| 10    | Desserte : Namur SNCB - Malonne Port - Floreffe Gare - Fosses-la-Ville Quatre-Bras - Le Roux Centre - Châtelet Justice - Châtelineau SNCB |                                                                                              |                                                                                              |                                                                                              | |                                                                                              |                                                                                              |                                                                                              |                                                                                              |
| 10    | Autre : • Cette ligne a un itinéraire différent en fonction du jour et de l'heure. • La desserte de Floreffe se fait par la N90 lors de manifestation locale comme festival ou brocante rendant la circulation impossible dans le centre de Floreffe. • L'itinéraire est modifié vers Châtelineau depuis le 17/08/2016 à la suite de la mise en sens unique de la rue Emile Romedenne à Floreffe, l'arrêt Floreffe place communale est déplacé à l'arrêt de la ligne lors du marché de Floreffe. |                                                                                              |                                                                                              |                                                                                              | |                                                                                              |                                                                                              |                                                                                              |                                                                                              |
| 10    | Dernière actualisation : — |                                                                                              |                                                                                              |                                                                                              | |                                                                                              |                                                                                              |                                                                                              |                                                                                              |
| 59/1  | Pesche terminus partiel / Couvin ⥋ Cul-des-Sarts terminus partiel / Chimay | Pesche terminus partiel / Couvin ⥋ Cul-des-Sarts terminus partiel / Chimay                   | Pesche terminus partiel / Couvin ⥋ Cul-des-Sarts terminus partiel / Chimay                   | Pesche terminus partiel / Couvin ⥋ Cul-des-Sarts terminus partiel / Chimay                   | Pesche terminus partiel / Couvin ⥋ Cul-des-Sarts terminus partiel / Chimay                                           | Pesche terminus partiel / Couvin ⥋ Cul-des-Sarts terminus partiel / Chimay                   | Pesche terminus partiel / Couvin ⥋ Cul-des-Sarts terminus partiel / Chimay                   | Pesche terminus partiel / Couvin ⥋ Cul-des-Sarts terminus partiel / Chimay                   | Pesche terminus partiel / Couvin ⥋ Cul-des-Sarts terminus partiel / Chimay                   |
| 59/1  | Ouverture / Fermeture — / — | Longueur —                                                                                   | Durée 38-63 min                                                                              | Nb. d’arrêts 27-67                                                                           | Matériel — | Jours de fonctionnement L, Ma, Me, J, V                                                      | Jour / Soir / Nuit / Fêtes O / N / N / N                                                     | Voy. / an —                                                                                  | Dépôt Mariembourg                                                                            |
| 59/1  | Desserte : Pesche Couvent - Couvin SNCB - Brûly-de-Pesche SNCV - Cul-des-Sarts Moulin - Rièzes Église - Chimay Gare |                                                                                              |                                                                                              |                                                                                              | |                                                                                              |                                                                                              |                                                                                              |                                                                                              |
| 59/1  | Autre : Cette ligne a un itinéraire différent en fonction du jour et de l'heure. |                                                                                              |                                                                                              |                                                                                              | |                                                                                              |                                                                                              |                                                                                              |                                                                                              |
| 59/1  | Dernière actualisation : — |                                                                                              |                                                                                              |                                                                                              | |                                                                                              |                                                                                              |                                                                                              |                                                                                              |
| 60/1  | Chimay ⥋ Couvin | Chimay ⥋ Couvin                                                                              | Chimay ⥋ Couvin                                                                              | Chimay ⥋ Couvin                                                                              | Chimay ⥋ Couvin | Chimay ⥋ Couvin                                                                              | Chimay ⥋ Couvin                                                                              | Chimay ⥋ Couvin                                                                              | Chimay ⥋ Couvin                                                                              |
| 60/1  | Ouverture / Fermeture — / — | Longueur —                                                                                   | Durée 49 min                                                                                 | Nb. d’arrêts 37                                                                              | Matériel — | Jours de fonctionnement L, Ma, Me, J, V, S, D                                                | Jour / Soir / Nuit / Fêtes O / N / N / O                                                     | Voy. / an —                                                                                  | Dépôt Mariembourg                                                                            |
| 60/1  | Desserte : Chimay Gare, Hôpital - Baileux Zoning - Presgaux Village - Dailly Place - Pesche Couvent - Couvin SNCB |                                                                                              |                                                                                              |                                                                                              | |                                                                                              |                                                                                              |                                                                                              |                                                                                              |
| 60/1  | Autre : Cette ligne a un itinéraire différent en fonction du jour et de l'heure. |                                                                                              |                                                                                              |                                                                                              | |                                                                                              |                                                                                              |                                                                                              |                                                                                              |
| 60/1  | Dernière actualisation : — |                                                                                              |                                                                                              |                                                                                              | |                                                                                              |                                                                                              |                                                                                              |                                                                                              |
| 111a  | Thuillies ⥋ Laneffe terminus alternatif / Walcourt | Thuillies ⥋ Laneffe terminus alternatif / Walcourt                                           | Thuillies ⥋ Laneffe terminus alternatif / Walcourt                                           | Thuillies ⥋ Laneffe terminus alternatif / Walcourt                                           | Thuillies ⥋ Laneffe terminus alternatif / Walcourt                                                                   | Thuillies ⥋ Laneffe terminus alternatif / Walcourt                                           | Thuillies ⥋ Laneffe terminus alternatif / Walcourt                                           | Thuillies ⥋ Laneffe terminus alternatif / Walcourt                                           | Thuillies ⥋ Laneffe terminus alternatif / Walcourt                                           |
| 111a  | Ouverture / Fermeture 3 octobre 1960 / — | Longueur —                                                                                   | Durée 12-36 min                                                                              | Nb. d’arrêts 12-32                                                                           | Matériel — | Jours de fonctionnement L, Ma, Me, J, V                                                      | Jour / Soir / Nuit / Fêtes O / N / N / N                                                     | Voy. / an —                                                                                  | Dépôt Florennes Sophibus S.A.                                                                |
| 111a  | Desserte : Thuillies Postes - Berzée Gare / Thy-le-Château Gare / Somzée Église - Laneffe - Walcourt SNCB, Basilique |                                                                                              |                                                                                              |                                                                                              | |                                                                                              |                                                                                              |                                                                                              |                                                                                              |
| 111a  | Autre : Cette ligne a un itinéraire différent en fonction du jour et de l'heure. |                                                                                              |                                                                                              |                                                                                              | |                                                                                              |                                                                                              |                                                                                              |                                                                                              |
| 111a  | Dernière actualisation : — |                                                                                              |                                                                                              |                                                                                              | |                                                                                              |                                                                                              |                                                                                              |                                                                                              |
| 111b  | Walcourt ⥋ Gerpinnes | Walcourt ⥋ Gerpinnes                                                                         | Walcourt ⥋ Gerpinnes                                                                         | Walcourt ⥋ Gerpinnes                                                                         | Walcourt ⥋ Gerpinnes                                                                                                 | Walcourt ⥋ Gerpinnes                                                                         | Walcourt ⥋ Gerpinnes                                                                         | Walcourt ⥋ Gerpinnes                                                                         | Walcourt ⥋ Gerpinnes                                                                         |
| 111b  | Ouverture / Fermeture — / — | Longueur —                                                                                   | Durée 23 min                                                                                 | Nb. d’arrêts 20                                                                              | Matériel — | Jours de fonctionnement L, Ma, Me, J, V                                                      | Jour / Soir / Nuit / Fêtes O / N / N / N                                                     | Voy. / an —                                                                                  | Dépôt Sophibus S.A.                                                                          |
| 111b  | Desserte : Walcourt SNCB - Thy-le-Château SNCB - Somzée Église - Gerpinnes Collège |                                                                                              |                                                                                              |                                                                                              | |                                                                                              |                                                                                              |                                                                                              |                                                                                              |
| 111b  | Autre : Circule uniquement en période scolaire. |                                                                                              |                                                                                              |                                                                                              | |                                                                                              |                                                                                              |                                                                                              |                                                                                              |
| 111b  | Dernière actualisation : — |                                                                                              |                                                                                              |                                                                                              | |                                                                                              |                                                                                              |                                                                                              |                                                                                              |
| 136d  | Florennes / Philippeville ⥋ Rance / Chimay | Florennes / Philippeville ⥋ Rance / Chimay                                                   | Florennes / Philippeville ⥋ Rance / Chimay                                                   | Florennes / Philippeville ⥋ Rance / Chimay                                                   | Florennes / Philippeville ⥋ Rance / Chimay                                                                           | Florennes / Philippeville ⥋ Rance / Chimay                                                   | Florennes / Philippeville ⥋ Rance / Chimay                                                   | Florennes / Philippeville ⥋ Rance / Chimay                                                   | Florennes / Philippeville ⥋ Rance / Chimay                                                   |
| 136d  | Ouverture / Fermeture — / — | Longueur —                                                                                   | Durée 69 min                                                                                 | Nb. d’arrêts 38                                                                              | Matériel — | Jours de fonctionnement L, Ma, Me, J, V                                                      | Jour / Soir / Nuit / Fêtes O / N / N / N                                                     | Voy. / an —                                                                                  | Dépôt Florennes Sophibus S.A.                                                                |
| 136d  | Desserte : - Florennes Gare - Philippeville R. de la Reine - Villers-Deux-Églises Église - Cerfontaine Place - Rance Pl. Albert 1er / Chimay Gare - Florennes Gare - Jamagne - Philippeville R. de la Reine |                                                                                              |                                                                                              |                                                                                              | |                                                                                              |                                                                                              |                                                                                              |                                                                                              |
| 136d  | Autre : - Cette ligne a un itinéraire différent en fonction du jour et de l'heure. - La section Chimay-Cerfontaine est desservie par l'exploitant Liénard. |                                                                                              |                                                                                              |                                                                                              | |                                                                                              |                                                                                              |                                                                                              |                                                                                              |
| 136d  | Dernière actualisation : — |                                                                                              |                                                                                              |                                                                                              | |                                                                                              |                                                                                              |                                                                                              |                                                                                              |
| 137   | Acoz ⥋ Mettet | Acoz ⥋ Mettet                                                                                | Acoz ⥋ Mettet                                                                                | Acoz ⥋ Mettet                                                                                | Acoz ⥋ Mettet | Acoz ⥋ Mettet                                                                                | Acoz ⥋ Mettet                                                                                | Acoz ⥋ Mettet                                                                                | Acoz ⥋ Mettet                                                                                |
| 137   | Ouverture / Fermeture 5 octobre 1954 / — | Longueur —                                                                                   | Durée 22 min                                                                                 | Nb. d’arrêts 26                                                                              | Matériel Regie Vanhool New A330 Latour Mercedes Citaro                                                               | Jours de fonctionnement L, Ma, Me, J, V, S, D                                                | Jour / Soir / Nuit / Fêtes O / O / N / O                                                     | Voy. / an —                                                                                  | Dépôt Bauce Florennes Autobus Latour S.A.                                                    |
| 137   | Desserte : Acoz Gare - Villers-Poterie Figotterie - Biesme Carrefour - Pontaury Garage Latour - Mettet Place |                                                                                              |                                                                                              |                                                                                              | |                                                                                              |                                                                                              |                                                                                              |                                                                                              |
| 137   | Autre : Cette ligne a un itinéraire différent en fonction du jour et de l'heure. |                                                                                              |                                                                                              |                                                                                              | |                                                                                              |                                                                                              |                                                                                              |                                                                                              |
| 137   | Dernière actualisation : — |                                                                                              |                                                                                              |                                                                                              | |                                                                                              |                                                                                              |                                                                                              |                                                                                              |
| 137d  | Gerpinnes ⥋ Laneffe | Gerpinnes ⥋ Laneffe                                                                          | Gerpinnes ⥋ Laneffe                                                                          | Gerpinnes ⥋ Laneffe                                                                          | Gerpinnes ⥋ Laneffe                                                                                                  | Gerpinnes ⥋ Laneffe                                                                          | Gerpinnes ⥋ Laneffe                                                                          | Gerpinnes ⥋ Laneffe                                                                          | Gerpinnes ⥋ Laneffe                                                                          |
| 137d  | Ouverture / Fermeture — / — | Longueur —                                                                                   | Durée 21 min                                                                                 | Nb. d’arrêts 21                                                                              | Matériel — | Jours de fonctionnement L, Ma, Me, J, V                                                      | Jour / Soir / Nuit / Fêtes O / O / N / N                                                     | Voy. / an —                                                                                  | Dépôt Florennes Autobus Latour S.A.                                                          |
| 137d  | Desserte : Gerpinnes Collège, Flaches - Tarcienne Carrefour - Somzée Église - Laneffe Gadin |                                                                                              |                                                                                              |                                                                                              | |                                                                                              |                                                                                              |                                                                                              |                                                                                              |
| 137d  | Autre : Circule uniquement en période scolaire. |                                                                                              |                                                                                              |                                                                                              | |                                                                                              |                                                                                              |                                                                                              |                                                                                              |
| 137d  | Dernière actualisation : — |                                                                                              |                                                                                              |                                                                                              | |                                                                                              |                                                                                              |                                                                                              |                                                                                              |
| 138b  | Charleroi ⥋ Florennes | Charleroi ⥋ Florennes                                                                        | Charleroi ⥋ Florennes                                                                        | Charleroi ⥋ Florennes                                                                        | Charleroi ⥋ Florennes                                                                                                | Charleroi ⥋ Florennes                                                                        | Charleroi ⥋ Florennes                                                                        | Charleroi ⥋ Florennes                                                                        | Charleroi ⥋ Florennes                                                                        |
| 138b  | Ouverture / Fermeture 5 octobre 1960 / — | Longueur —                                                                                   | Durée 52 min                                                                                 | Nb. d’arrêts 40                                                                              | Matériel Régie Vanhool New A330 Jonckheere S2000T Latour Mercedes Citaro                                             | Jours de fonctionnement L, Ma, Me, J, V, S, D                                                | Jour / Soir / Nuit / Fêtes O / O / N / O                                                     | Voy. / an —                                                                                  | Dépôt Florennes Autobus Latour S.A. Sophibus S.A.                                            |
| 138b  | Desserte : Charleroi-Central - Couillet 4-Bras - Acoz Gare - Gerpinnes Collège - Hanzinne Place - Saint-Aubin Grand'route - Florennes Gare |                                                                                              |                                                                                              |                                                                                              | |                                                                                              |                                                                                              |                                                                                              |                                                                                              |
| 138b  | Autre : Cette ligne a un itinéraire différent en fonction du jour et de l'heure. |                                                                                              |                                                                                              |                                                                                              | |                                                                                              |                                                                                              |                                                                                              |                                                                                              |
| 138b  | Dernière actualisation : — |                                                                                              |                                                                                              |                                                                                              | |                                                                                              |                                                                                              |                                                                                              |                                                                                              |
| 237   | Châtelineau ⥋ Acoz terminus partiel / Fromiée Cabine | Châtelineau ⥋ Acoz terminus partiel / Fromiée Cabine                                         | Châtelineau ⥋ Acoz terminus partiel / Fromiée Cabine                                         | Châtelineau ⥋ Acoz terminus partiel / Fromiée Cabine                                         | Châtelineau ⥋ Acoz terminus partiel / Fromiée Cabine                                                                 | Châtelineau ⥋ Acoz terminus partiel / Fromiée Cabine                                         | Châtelineau ⥋ Acoz terminus partiel / Fromiée Cabine                                         | Châtelineau ⥋ Acoz terminus partiel / Fromiée Cabine                                         | Châtelineau ⥋ Acoz terminus partiel / Fromiée Cabine                                         |
| 237   | Ouverture / Fermeture — / — | Longueur —                                                                                   | Durée 13-22 min                                                                              | Nb. d’arrêts 13-25                                                                           | Matériel Regie Vanhool New A330 Latour Mercedes Citaro                                                               | Jours de fonctionnement L, Ma, Me, J, V, S                                                   | Jour / Soir / Nuit / Fêtes O / O / N / N                                                     | Voy. / an —                                                                                  | Dépôt Florennes Sophibus S.A.                                                                |
| 237   | Desserte : Châtelineau Gare - Bouffioulx Gare / Villers-Poterie Figotterie - Acoz Gare - Gerpinnes Collège - Fromiée |                                                                                              |                                                                                              |                                                                                              | |                                                                                              |                                                                                              |                                                                                              |                                                                                              |
| 237   | Autre : Cette ligne a un itinéraire différent en fonction du jour et de l'heure. |                                                                                              |                                                                                              |                                                                                              | |                                                                                              |                                                                                              |                                                                                              |                                                                                              |
| 237   | Dernière actualisation : — |                                                                                              |                                                                                              |                                                                                              | |                                                                                              |                                                                                              |                                                                                              |                                                                                              |
| 451   | Charleroi-Central ⥋ Philippeville terminus partiel / Neuville terminus partiel / Couvin SNCB | Charleroi-Central ⥋ Philippeville terminus partiel / Neuville terminus partiel / Couvin SNCB | Charleroi-Central ⥋ Philippeville terminus partiel / Neuville terminus partiel / Couvin SNCB | Charleroi-Central ⥋ Philippeville terminus partiel / Neuville terminus partiel / Couvin SNCB | Charleroi-Central ⥋ Philippeville terminus partiel / Neuville terminus partiel / Couvin SNCB                         | Charleroi-Central ⥋ Philippeville terminus partiel / Neuville terminus partiel / Couvin SNCB | Charleroi-Central ⥋ Philippeville terminus partiel / Neuville terminus partiel / Couvin SNCB | Charleroi-Central ⥋ Philippeville terminus partiel / Neuville terminus partiel / Couvin SNCB | Charleroi-Central ⥋ Philippeville terminus partiel / Neuville terminus partiel / Couvin SNCB |
| 451   | Ouverture / Fermeture — / — | Longueur —                                                                                   | Durée 53-59-80 min                                                                           | Nb. d’arrêts 36-43-60                                                                        | Matériel Iveco Crossway LE Scania Omnilink II                                                                        | Jours de fonctionnement L, Ma, Me, J, V, S, D                                                | Jour / Soir / Nuit / Fêtes O / O / N / O                                                     | Voy. / an —                                                                                  | Dépôt Florennes Autobus Latour S.A. Sophibus S.A.                                            |
| 451   | Desserte : Charleroi-Central - Couillet 4-Bras - Gerpinnes Bertransart - Yves-Gomezée St-Lambert Gare - Philippeville R. de la Reine / Neuville Église - Frasnes-lez-Couvin Monument - Couvin SNCB |                                                                                              |                                                                                              |                                                                                              | |                                                                                              |                                                                                              |                                                                                              |                                                                                              |
| 451   | Autre : Cette ligne a un itinéraire différent en fonction du jour et de l'heure. |                                                                                              |                                                                                              |                                                                                              | |                                                                                              |                                                                                              |                                                                                              |                                                                                              |
| 451   | Dernière actualisation : — |                                                                                              |                                                                                              |                                                                                              | |                                                                                              |                                                                                              |                                                                                              |                                                                                              |
| E83   | Gembloux Gare ⥋ Charleroi-Central | Gembloux Gare ⥋ Charleroi-Central                                                            | Gembloux Gare ⥋ Charleroi-Central                                                            | Gembloux Gare ⥋ Charleroi-Central                                                            | Gembloux Gare ⥋ Charleroi-Central                                                                                    | Gembloux Gare ⥋ Charleroi-Central                                                            | Gembloux Gare ⥋ Charleroi-Central                                                            | Gembloux Gare ⥋ Charleroi-Central                                                            | Gembloux Gare ⥋ Charleroi-Central                                                            |
| E83   | Ouverture / Fermeture 1er septembre 2022 / — | Longueur —                                                                                   | Durée 58 min                                                                                 | Nb. d’arrêts 7                                                                               | Matériel Mercedes-Benz Intouro II                                                                                    | Jours de fonctionnement L, Ma, Me, J, V, S                                                   | Jour / Soir / Nuit / Fêtes O / O / N / N                                                     | Voy. / an —                                                                                  | Dépôt Ets. Picavet & Cie S.A.                                                                |
| E83   | Desserte : Gembloux Gare - Corroy-le-Château- Tongrinne - Ligny - Fleurus Centre - Gilly Gazomètre - Charleroi-Central |                                                                                              |                                                                                              |                                                                                              | |                                                                                              |                                                                                              |                                                                                              |                                                                                              |
| E83   | Autre : • Départs toutes les heures de chaque terminus de 6h00 à 19h00. • Ne circule pas les dimanches et jours fériés. • Tarification express (5,00 €). |                                                                                              |                                                                                              |                                                                                              | |                                                                                              |                                                                                              |                                                                                              |                                                                                              |
| E83   | Dernière actualisation : — |                                                                                              |                                                                                              |                                                                                              | |                                                                                              |                                                                                              |                                                                                              |                                                                                              |

## Anciennes lignes

### Lignes WEL
| Ligne | Caractéristiques | Caractéristiques   | Caractéristiques   | Caractéristiques   | Caractéristiques                        | Caractéristiques                        | Caractéristiques                         | Caractéristiques   | Caractéristiques             |
| W03   | Charleroi ⥋ Chimay | Charleroi ⥋ Chimay | Charleroi ⥋ Chimay | Charleroi ⥋ Chimay | Charleroi ⥋ Chimay                      | Charleroi ⥋ Chimay                      | Charleroi ⥋ Chimay                       | Charleroi ⥋ Chimay | Charleroi ⥋ Chimay           |
| ----- | --- | ------------------ | ------------------ | ------------------ | --------------------------------------- | --------------------------------------- | ---------------------------------------- | ------------------ | ---------------------------- |
| W03   | Ouverture / Fermeture 6 mai 2019 / 1er octobre 2020 | Longueur —         | Durée —            | Nb. d’arrêts —     | Matériel Mercedes-Benz O 633L Intouro L | Jours de fonctionnement L, Ma, Me, J, V | Jour / Soir / Nuit / Fêtes O / O / N / N | Voy. / an —        | Ets Liénard & Cie S.P.R.L. — |
| W03   | Desserte : — |                    |                    |                    |                                         |                                         |                                          |                    |                              |
| W03   | Évolution : La ligne est mise en service le 6 mai 2019 sous l'indice W03 entre Charleroi Sud et Chimay (offre Wallonia easy line, WEL). Avec la réorganisation des anciens services express et des lignes Wallonia easy line (WEL) pour former le nouveau réseau express du TEC, la ligne est fusionnée le 1er octobre 2020 avec la ligne 109d qui devient par la même occasion E109,. Autre : |                    |                    |                    |                                         |                                         |                                          |                    |                              |
| W03   | Dernière actualisation : — |                    |                    |                    |                                         |                                         |                                          |                    |                              |

### Lignes régulières

#### 56 Charleroi - Châtelet
29 mai 1967 : mise en service entre Charleroi et Châtelet en remplacement du tramway 56.
21 juin 2013 : mise en service de la ligne M3 du métro léger, fusion avec la ligne 172.

#### 65/66 Seconde boucle de Jumet
1er janvier 1983 : mise en service en remplacement du tramway 65/66.
1982 et 1988 (probablement) : itinéraire repris par la ligne 85/86.
| Ligne | Caractéristiques | Caractéristiques                                                | Caractéristiques                                                | Caractéristiques                                                | Caractéristiques                                                       | Caractéristiques                                                | Caractéristiques                                                | Caractéristiques                                                | Caractéristiques                                                |
| ABBA  | Spécial Abbaye d'Aulne | Spécial Abbaye d'Aulne                                          | Spécial Abbaye d'Aulne                                          | Spécial Abbaye d'Aulne                                          | Spécial Abbaye d'Aulne                                                 | Spécial Abbaye d'Aulne                                          | Spécial Abbaye d'Aulne                                          | Spécial Abbaye d'Aulne                                          | Spécial Abbaye d'Aulne                                          |
| ABBA  | Charleroi-Central ⥋ Abbaye d'Aulne | Charleroi-Central ⥋ Abbaye d'Aulne                              | Charleroi-Central ⥋ Abbaye d'Aulne                              | Charleroi-Central ⥋ Abbaye d'Aulne                              | Charleroi-Central ⥋ Abbaye d'Aulne                                     | Charleroi-Central ⥋ Abbaye d'Aulne                              | Charleroi-Central ⥋ Abbaye d'Aulne                              | Charleroi-Central ⥋ Abbaye d'Aulne                              | Charleroi-Central ⥋ Abbaye d'Aulne                              |
| ----- | --- | --------------------------------------------------------------- | --------------------------------------------------------------- | --------------------------------------------------------------- | ---------------------------------------------------------------------- | --------------------------------------------------------------- | --------------------------------------------------------------- | --------------------------------------------------------------- | --------------------------------------------------------------- |
| ABBA  | Ouverture / Fermeture — / 6 Juillet 2024 | Longueur 18,771 km                                              | Durée 27 min                                                    | Nb. d’arrêts 32                                                 | Matériel Renault R312 Iribus Citelis 12 Van Hool A330 Jonckheere Citea | Jours de fonctionnement S, D                                    | Jour / Soir / Nuit / Fêtes O / N / N / O                        | Voy. / an —                                                     | Dépôt Anderlues                                                 |
| ABBA  | Desserte : Charleroi-Central - Marchienne-au-Pont - Montigny-le-Tilleul - Gozée - Abbaye d'Aulne |                                                                 |                                                                 |                                                                 |                                                                        |                                                                 |                                                                 |                                                                 |                                                                 |
| ABBA  | Évolution : Le 1er août 2021, le terminus des Beaux-Arts est supprimé pour travaux et déplacé provisoirement rue de l'Ancre. remplacée par la ligne V2 le 6 Juillet 2024 Autre : • Ligne touristique. • Circule uniquement les samedis, dimanches et jours fériés de juillet et août. |                                                                 |                                                                 |                                                                 |                                                                        |                                                                 |                                                                 |                                                                 |                                                                 |
| ABBA  | Dernière actualisation : — |                                                                 |                                                                 |                                                                 |                                                                        |                                                                 |                                                                 |                                                                 |                                                                 |
| 7     | Fleurus Champ Elysées ⥋ Gilly Gazomètre | Fleurus Champ Elysées ⥋ Gilly Gazomètre                         | Fleurus Champ Elysées ⥋ Gilly Gazomètre                         | Fleurus Champ Elysées ⥋ Gilly Gazomètre                         | Fleurus Champ Elysées ⥋ Gilly Gazomètre                                | Fleurus Champ Elysées ⥋ Gilly Gazomètre                         | Fleurus Champ Elysées ⥋ Gilly Gazomètre                         | Fleurus Champ Elysées ⥋ Gilly Gazomètre                         | Fleurus Champ Elysées ⥋ Gilly Gazomètre                         |
| 7     | Ouverture / Fermeture — / 26 février 2012 | Longueur —                                                      | Durée —                                                         | Nb. d’arrêts 28 à 40                                            | Matériel Vanhool A500/2 Vanhool A120/32 Renault R312                   | Jours de fonctionnement L, Ma, Me, J, V, S, D                   | Jour / Soir / Nuit / Fêtes O / O / N / O                        | Voy. / an —                                                     | Dépôt Genson                                                    |
| 7     | Desserte : Fleurus Champ Elysées - Gilly Gazomètre |                                                                 |                                                                 |                                                                 |                                                                        |                                                                 |                                                                 |                                                                 |                                                                 |
| 7     | Autre : |                                                                 |                                                                 |                                                                 |                                                                        |                                                                 |                                                                 |                                                                 |                                                                 |
| 7     | Dernière actualisation : — |                                                                 |                                                                 |                                                                 |                                                                        |                                                                 |                                                                 |                                                                 |                                                                 |
| 8     | Charleroi Beaux-Arts ⥋ Châtelet rue Pierre Jouet | Charleroi Beaux-Arts ⥋ Châtelet rue Pierre Jouet                | Charleroi Beaux-Arts ⥋ Châtelet rue Pierre Jouet                | Charleroi Beaux-Arts ⥋ Châtelet rue Pierre Jouet                | Charleroi Beaux-Arts ⥋ Châtelet rue Pierre Jouet                       | Charleroi Beaux-Arts ⥋ Châtelet rue Pierre Jouet                | Charleroi Beaux-Arts ⥋ Châtelet rue Pierre Jouet                | Charleroi Beaux-Arts ⥋ Châtelet rue Pierre Jouet                | Charleroi Beaux-Arts ⥋ Châtelet rue Pierre Jouet                |
| 8     | Ouverture / Fermeture — / — | Longueur —                                                      | Durée 31 min                                                    | Nb. d’arrêts 30                                                 | Matériel Vanhool A500/2 Vanhool A120/32 Renault R312                   | Jours de fonctionnement L, Ma, Me, J, V                         | Jour / Soir / Nuit / Fêtes O / O / — / —                        | Voy. / an —                                                     | Dépôt Genson                                                    |
| 8     | Desserte : Charleroi Beaux-Arts - Châtelet rue Pierre Jouet |                                                                 |                                                                 |                                                                 |                                                                        |                                                                 |                                                                 |                                                                 |                                                                 |
| 8     | Autre : |                                                                 |                                                                 |                                                                 |                                                                        |                                                                 |                                                                 |                                                                 |                                                                 |
| 8     | Dernière actualisation : — |                                                                 |                                                                 |                                                                 |                                                                        |                                                                 |                                                                 |                                                                 |                                                                 |
| 9     | Loverval Notre Dame ⥋ Jumet Trou | Loverval Notre Dame ⥋ Jumet Trou                                | Loverval Notre Dame ⥋ Jumet Trou                                | Loverval Notre Dame ⥋ Jumet Trou                                | Loverval Notre Dame ⥋ Jumet Trou                                       | Loverval Notre Dame ⥋ Jumet Trou                                | Loverval Notre Dame ⥋ Jumet Trou                                | Loverval Notre Dame ⥋ Jumet Trou                                | Loverval Notre Dame ⥋ Jumet Trou                                |
| 9     | Ouverture / Fermeture — / — | Longueur —                                                      | Durée —                                                         | Nb. d’arrêts 30                                                 | Matériel Vanhool A500/2 Vanhool A120/32 Renault R312                   | Jours de fonctionnement L, Ma, Me, J, V                         | Jour / Soir / Nuit / Fêtes O / O / — / —                        | Voy. / an —                                                     | Dépôt Genson                                                    |
| 9     | Desserte : Jumet Trou - Charleroi Beaux-Arts |                                                                 |                                                                 |                                                                 |                                                                        |                                                                 |                                                                 |                                                                 |                                                                 |
| 9     | Autre : |                                                                 |                                                                 |                                                                 |                                                                        |                                                                 |                                                                 |                                                                 |                                                                 |
| 9     | Dernière actualisation : — |                                                                 |                                                                 |                                                                 |                                                                        |                                                                 |                                                                 |                                                                 |                                                                 |
| 10    | Châtelineau Place Destrée ⥋ Loverval Notre Dame / Loverval IMTR | Châtelineau Place Destrée ⥋ Loverval Notre Dame / Loverval IMTR | Châtelineau Place Destrée ⥋ Loverval Notre Dame / Loverval IMTR | Châtelineau Place Destrée ⥋ Loverval Notre Dame / Loverval IMTR | Châtelineau Place Destrée ⥋ Loverval Notre Dame / Loverval IMTR        | Châtelineau Place Destrée ⥋ Loverval Notre Dame / Loverval IMTR | Châtelineau Place Destrée ⥋ Loverval Notre Dame / Loverval IMTR | Châtelineau Place Destrée ⥋ Loverval Notre Dame / Loverval IMTR | Châtelineau Place Destrée ⥋ Loverval Notre Dame / Loverval IMTR |
| 10    | Ouverture / Fermeture — / — | Longueur —                                                      | Durée —                                                         | Nb. d’arrêts —                                                  | Matériel Vanhool A500/2 Vanhool A120/32 Renault R312                   | Jours de fonctionnement L, Ma, Me, J, V                         | Jour / Soir / Nuit / Fêtes O / O / — / —                        | Voy. / an —                                                     | Dépôt Genson                                                    |
| 10    | Desserte : Châtelineau Place Destrée - Loverval Notre Dame / Loverval IMTR |                                                                 |                                                                 |                                                                 |                                                                        |                                                                 |                                                                 |                                                                 |                                                                 |
| 10    | Autre : |                                                                 |                                                                 |                                                                 |                                                                        |                                                                 |                                                                 |                                                                 |                                                                 |
| 10    | Dernière actualisation : — |                                                                 |                                                                 |                                                                 |                                                                        |                                                                 |                                                                 |                                                                 |                                                                 |
| 15/   | Charleroi-Sud ⥋ Montignies-sur-Sambre Place du Roctiau | Charleroi-Sud ⥋ Montignies-sur-Sambre Place du Roctiau          | Charleroi-Sud ⥋ Montignies-sur-Sambre Place du Roctiau          | Charleroi-Sud ⥋ Montignies-sur-Sambre Place du Roctiau          | Charleroi-Sud ⥋ Montignies-sur-Sambre Place du Roctiau                 | Charleroi-Sud ⥋ Montignies-sur-Sambre Place du Roctiau          | Charleroi-Sud ⥋ Montignies-sur-Sambre Place du Roctiau          | Charleroi-Sud ⥋ Montignies-sur-Sambre Place du Roctiau          | Charleroi-Sud ⥋ Montignies-sur-Sambre Place du Roctiau          |
| 15/   | Ouverture / Fermeture — / 26 février 2012 | Longueur 5,32 km                                                | Durée 31 min                                                    | Nb. d’arrêts 14                                                 | Matériel Vanhool A500/2 Vanhool A120/32 Renault R312                   | Jours de fonctionnement L, Ma, Me, J, V                         | Jour / Soir / Nuit / Fêtes O / O / N / O                        | Voy. / an —                                                     | Dépôt Genson                                                    |
| 15/   | Desserte : Charleroi-Sud - Montignies-sur-Sambre Place du Roctiau |                                                                 |                                                                 |                                                                 |                                                                        |                                                                 |                                                                 |                                                                 |                                                                 |
| 15/   | Autre : |                                                                 |                                                                 |                                                                 |                                                                        |                                                                 |                                                                 |                                                                 |                                                                 |
| 15/   | Dernière actualisation : — |                                                                 |                                                                 |                                                                 |                                                                        |                                                                 |                                                                 |                                                                 |                                                                 |
| 17    | Fleurus Champs Elysées ⥋ Gilly Gazomètre | Fleurus Champs Elysées ⥋ Gilly Gazomètre                        | Fleurus Champs Elysées ⥋ Gilly Gazomètre                        | Fleurus Champs Elysées ⥋ Gilly Gazomètre                        | Fleurus Champs Elysées ⥋ Gilly Gazomètre                               | Fleurus Champs Elysées ⥋ Gilly Gazomètre                        | Fleurus Champs Elysées ⥋ Gilly Gazomètre                        | Fleurus Champs Elysées ⥋ Gilly Gazomètre                        | Fleurus Champs Elysées ⥋ Gilly Gazomètre                        |
| 17    | Ouverture / Fermeture — / 26 février 2012 | Longueur —                                                      | Durée 43 min                                                    | Nb. d’arrêts 43 à 50                                            | Matériel Vanhool A500/2 Vanhool A120/32 Renault R312                   | Jours de fonctionnement L, Ma, Me, J, V, S, D                   | Jour / Soir / Nuit / Fêtes O / N / N / O                        | Voy. / an —                                                     | Dépôt Genson                                                    |
| 17    | Desserte : Fleurus Champs Elysées - Wanfercée-Baulet - Gilly Gazomètre |                                                                 |                                                                 |                                                                 |                                                                        |                                                                 |                                                                 |                                                                 |                                                                 |
| 17    | Autre : |                                                                 |                                                                 |                                                                 |                                                                        |                                                                 |                                                                 |                                                                 |                                                                 |
| 17    | Dernière actualisation : — |                                                                 |                                                                 |                                                                 |                                                                        |                                                                 |                                                                 |                                                                 |                                                                 |
| 17/   | Fleurus Champs Elysées ⥋ Wanfercée-Baulet | Fleurus Champs Elysées ⥋ Wanfercée-Baulet                       | Fleurus Champs Elysées ⥋ Wanfercée-Baulet                       | Fleurus Champs Elysées ⥋ Wanfercée-Baulet                       | Fleurus Champs Elysées ⥋ Wanfercée-Baulet                              | Fleurus Champs Elysées ⥋ Wanfercée-Baulet                       | Fleurus Champs Elysées ⥋ Wanfercée-Baulet                       | Fleurus Champs Elysées ⥋ Wanfercée-Baulet                       | Fleurus Champs Elysées ⥋ Wanfercée-Baulet                       |
| 17/   | Ouverture / Fermeture — / 26 février 2012 | Longueur —                                                      | Durée —                                                         | Nb. d’arrêts —                                                  | Matériel Vanhool A500/2 Vanhool A120/32 Renault R312                   | Jours de fonctionnement L, Ma, Me, J, V                         | Jour / Soir / Nuit / Fêtes O / N / N / O                        | Voy. / an —                                                     | Dépôt Genson                                                    |
| 17/   | Desserte : Fleurus Champs Elysées - Wanfercée-Baulet |                                                                 |                                                                 |                                                                 |                                                                        |                                                                 |                                                                 |                                                                 |                                                                 |
| 17/   | Autre : |                                                                 |                                                                 |                                                                 |                                                                        |                                                                 |                                                                 |                                                                 |                                                                 |
| 17/   | Dernière actualisation : — |                                                                 |                                                                 |                                                                 |                                                                        |                                                                 |                                                                 |                                                                 |                                                                 |
| 18    | Jumet Trou ⥋ Châtelet Rue Pierre Jouet | Jumet Trou ⥋ Châtelet Rue Pierre Jouet                          | Jumet Trou ⥋ Châtelet Rue Pierre Jouet                          | Jumet Trou ⥋ Châtelet Rue Pierre Jouet                          | Jumet Trou ⥋ Châtelet Rue Pierre Jouet                                 | Jumet Trou ⥋ Châtelet Rue Pierre Jouet                          | Jumet Trou ⥋ Châtelet Rue Pierre Jouet                          | Jumet Trou ⥋ Châtelet Rue Pierre Jouet                          | Jumet Trou ⥋ Châtelet Rue Pierre Jouet                          |
| 18    | Ouverture / Fermeture — / 26 février 2012 | Longueur —                                                      | Durée —                                                         | Nb. d’arrêts —                                                  | Matériel Vanhool A500/2 Vanhool A120/32 Renault R312                   | Jours de fonctionnement L, Ma, Me, J, V, S, D                   | Jour / Soir / Nuit / Fêtes O / O / N / O                        | Voy. / an —                                                     | Dépôt Genson                                                    |
| 18    | Desserte : Jumet Trou - Châtelet Rue Pierre Jouet |                                                                 |                                                                 |                                                                 |                                                                        |                                                                 |                                                                 |                                                                 |                                                                 |
| 18    | Autre : |                                                                 |                                                                 |                                                                 |                                                                        |                                                                 |                                                                 |                                                                 |                                                                 |
| 18    | Dernière actualisation : — |                                                                 |                                                                 |                                                                 |                                                                        |                                                                 |                                                                 |                                                                 |                                                                 |
| 18/   | Châtelet Rue Pierre Jouet ⥋ Charleroi I.C.E.T Garenne | Châtelet Rue Pierre Jouet ⥋ Charleroi I.C.E.T Garenne           | Châtelet Rue Pierre Jouet ⥋ Charleroi I.C.E.T Garenne           | Châtelet Rue Pierre Jouet ⥋ Charleroi I.C.E.T Garenne           | Châtelet Rue Pierre Jouet ⥋ Charleroi I.C.E.T Garenne                  | Châtelet Rue Pierre Jouet ⥋ Charleroi I.C.E.T Garenne           | Châtelet Rue Pierre Jouet ⥋ Charleroi I.C.E.T Garenne           | Châtelet Rue Pierre Jouet ⥋ Charleroi I.C.E.T Garenne           | Châtelet Rue Pierre Jouet ⥋ Charleroi I.C.E.T Garenne           |
| 18/   | Ouverture / Fermeture — / 26 février 2012 | Longueur —                                                      | Durée —                                                         | Nb. d’arrêts —                                                  | Matériel Vanhool A500/2 Vanhool A120/32 Renault R312                   | Jours de fonctionnement L, Ma, Me, J, V, S, D                   | Jour / Soir / Nuit / Fêtes O / O / N / O                        | Voy. / an —                                                     | Dépôt Genson                                                    |
| 18/   | Desserte : Charleroi I.C.E.T Garenne - Châtelet Rue Pierre Jouet |                                                                 |                                                                 |                                                                 |                                                                        |                                                                 |                                                                 |                                                                 |                                                                 |
| 18/   | Autre : |                                                                 |                                                                 |                                                                 |                                                                        |                                                                 |                                                                 |                                                                 |                                                                 |
| 18/   | Dernière actualisation : — |                                                                 |                                                                 |                                                                 |                                                                        |                                                                 |                                                                 |                                                                 |                                                                 |
| 19    | Charleroi Beaux-Arts ⥋ Loverval Notre Dame | Charleroi Beaux-Arts ⥋ Loverval Notre Dame                      | Charleroi Beaux-Arts ⥋ Loverval Notre Dame                      | Charleroi Beaux-Arts ⥋ Loverval Notre Dame                      | Charleroi Beaux-Arts ⥋ Loverval Notre Dame                             | Charleroi Beaux-Arts ⥋ Loverval Notre Dame                      | Charleroi Beaux-Arts ⥋ Loverval Notre Dame                      | Charleroi Beaux-Arts ⥋ Loverval Notre Dame                      | Charleroi Beaux-Arts ⥋ Loverval Notre Dame                      |
| 19    | Ouverture / Fermeture — / 26 février 2012 | Longueur —                                                      | Durée —                                                         | Nb. d’arrêts —                                                  | Matériel Vanhool A500/2 Vanhool A120/32 Renault R312                   | Jours de fonctionnement L, Ma, Me, J, V, S, D                   | Jour / Soir / Nuit / Fêtes O / O / N / O                        | Voy. / an —                                                     | Dépôt Genson                                                    |
| 19    | Desserte : Charleroi Beaux-Arts - Loverval Notre Dame |                                                                 |                                                                 |                                                                 |                                                                        |                                                                 |                                                                 |                                                                 |                                                                 |
| 19    | Autre : |                                                                 |                                                                 |                                                                 |                                                                        |                                                                 |                                                                 |                                                                 |                                                                 |
| 19    | Dernière actualisation : — |                                                                 |                                                                 |                                                                 |                                                                        |                                                                 |                                                                 |                                                                 |                                                                 |
| 25    | Charleroi-Sud ⥋ Châtelineau La Floche | Charleroi-Sud ⥋ Châtelineau La Floche                           | Charleroi-Sud ⥋ Châtelineau La Floche                           | Charleroi-Sud ⥋ Châtelineau La Floche                           | Charleroi-Sud ⥋ Châtelineau La Floche                                  | Charleroi-Sud ⥋ Châtelineau La Floche                           | Charleroi-Sud ⥋ Châtelineau La Floche                           | Charleroi-Sud ⥋ Châtelineau La Floche                           | Charleroi-Sud ⥋ Châtelineau La Floche                           |
| 25    | Ouverture / Fermeture — / 26 février 2012 | Longueur 11,4 km                                                | Durée 31 min                                                    | Nb. d’arrêts 32                                                 | Matériel Vanhool A500/2 Vanhool A120/32 Renault R312                   | Jours de fonctionnement L, Ma, Me, J, V, S, D                   | Jour / Soir / Nuit / Fêtes O / O / N / O                        | Voy. / an —                                                     | Dépôt Genson                                                    |
| 25    | Desserte : Charleroi-Sud - Châtelineau Cora - Châtelineau La Floche |                                                                 |                                                                 |                                                                 |                                                                        |                                                                 |                                                                 |                                                                 |                                                                 |
| 25    | Autre : |                                                                 |                                                                 |                                                                 |                                                                        |                                                                 |                                                                 |                                                                 |                                                                 |
| 25    | Dernière actualisation : — |                                                                 |                                                                 |                                                                 |                                                                        |                                                                 |                                                                 |                                                                 |                                                                 |
| 26    | Châtelet Saint Roch ⥋ Châtelineau SNCB | Châtelet Saint Roch ⥋ Châtelineau SNCB                          | Châtelet Saint Roch ⥋ Châtelineau SNCB                          | Châtelet Saint Roch ⥋ Châtelineau SNCB                          | Châtelet Saint Roch ⥋ Châtelineau SNCB                                 | Châtelet Saint Roch ⥋ Châtelineau SNCB                          | Châtelet Saint Roch ⥋ Châtelineau SNCB                          | Châtelet Saint Roch ⥋ Châtelineau SNCB                          | Châtelet Saint Roch ⥋ Châtelineau SNCB                          |
| 26    | Ouverture / Fermeture — / 26 février 2012 | Longueur —                                                      | Durée —                                                         | Nb. d’arrêts —                                                  | Matériel Vanhool A500/2 Vanhool A120/32                                | Jours de fonctionnement L, Ma, Me, J, V, S                      | Jour / Soir / Nuit / Fêtes O / O / N / O                        | Voy. / an —                                                     | Dépôt Genson                                                    |
| 26    | Desserte : Châtelet Saint Roch - Châtelineau Taillis rue des Prés |                                                                 |                                                                 |                                                                 |                                                                        |                                                                 |                                                                 |                                                                 |                                                                 |
| 26    | Autre : |                                                                 |                                                                 |                                                                 |                                                                        |                                                                 |                                                                 |                                                                 |                                                                 |
| 26    | Dernière actualisation : — |                                                                 |                                                                 |                                                                 |                                                                        |                                                                 |                                                                 |                                                                 |                                                                 |
| 27    | Châtelet Saint Roch ⥋ Châtelineau SNCB | Châtelet Saint Roch ⥋ Châtelineau SNCB                          | Châtelet Saint Roch ⥋ Châtelineau SNCB                          | Châtelet Saint Roch ⥋ Châtelineau SNCB                          | Châtelet Saint Roch ⥋ Châtelineau SNCB                                 | Châtelet Saint Roch ⥋ Châtelineau SNCB                          | Châtelet Saint Roch ⥋ Châtelineau SNCB                          | Châtelet Saint Roch ⥋ Châtelineau SNCB                          | Châtelet Saint Roch ⥋ Châtelineau SNCB                          |
| 27    | Ouverture / Fermeture — / 26 février 2012 | Longueur —                                                      | Durée —                                                         | Nb. d’arrêts —                                                  | Matériel Vanhool A500/2 Vanhool A120/32                                | Jours de fonctionnement L, Ma, Me, J, V, S, D                   | Jour / Soir / Nuit / Fêtes O / O / N / O                        | Voy. / an —                                                     | Dépôt Genson                                                    |
| 27    | Desserte : Ransart Place - Châtelineau SNCB |                                                                 |                                                                 |                                                                 |                                                                        |                                                                 |                                                                 |                                                                 |                                                                 |
| 27    | Autre : |                                                                 |                                                                 |                                                                 |                                                                        |                                                                 |                                                                 |                                                                 |                                                                 |
| 27    | Dernière actualisation : — |                                                                 |                                                                 |                                                                 |                                                                        |                                                                 |                                                                 |                                                                 |                                                                 |
| 27    | Ransart Place ⥋ Châtelet Rue de la Justice | Ransart Place ⥋ Châtelet Rue de la Justice                      | Ransart Place ⥋ Châtelet Rue de la Justice                      | Ransart Place ⥋ Châtelet Rue de la Justice                      | Ransart Place ⥋ Châtelet Rue de la Justice                             | Ransart Place ⥋ Châtelet Rue de la Justice                      | Ransart Place ⥋ Châtelet Rue de la Justice                      | Ransart Place ⥋ Châtelet Rue de la Justice                      | Ransart Place ⥋ Châtelet Rue de la Justice                      |
| 27    | Ouverture / Fermeture — / 26 février 2012 | Longueur —                                                      | Durée —                                                         | Nb. d’arrêts —                                                  | Matériel Vanhool A500/2 Vanhool A120/32                                | Jours de fonctionnement D                                       | Jour / Soir / Nuit / Fêtes O / O / N / O                        | Voy. / an —                                                     | Dépôt Genson                                                    |
| 27    | Desserte : Ransart Place - Châtelet Rue de la Justice |                                                                 |                                                                 |                                                                 |                                                                        |                                                                 |                                                                 |                                                                 |                                                                 |
| 27    | Autre : |                                                                 |                                                                 |                                                                 |                                                                        |                                                                 |                                                                 |                                                                 |                                                                 |
| 27    | Dernière actualisation : — |                                                                 |                                                                 |                                                                 |                                                                        |                                                                 |                                                                 |                                                                 |                                                                 |
| 28    | Gosselies Athénée ⥋ Châtelineau SNCB | Gosselies Athénée ⥋ Châtelineau SNCB                            | Gosselies Athénée ⥋ Châtelineau SNCB                            | Gosselies Athénée ⥋ Châtelineau SNCB                            | Gosselies Athénée ⥋ Châtelineau SNCB                                   | Gosselies Athénée ⥋ Châtelineau SNCB                            | Gosselies Athénée ⥋ Châtelineau SNCB                            | Gosselies Athénée ⥋ Châtelineau SNCB                            | Gosselies Athénée ⥋ Châtelineau SNCB                            |
| 28    | Ouverture / Fermeture — / 26 février 2012 | Longueur —                                                      | Durée —                                                         | Nb. d’arrêts —                                                  | Matériel Vanhool A500/2 Vanhool A120/32                                | Jours de fonctionnement L, Ma, Me, J, V, S, D                   | Jour / Soir / Nuit / Fêtes O / O / N / O                        | Voy. / an —                                                     | Dépôt Genson                                                    |
| 28    | Desserte : Châtelineau SNCB - Gosselies Athénée |                                                                 |                                                                 |                                                                 |                                                                        |                                                                 |                                                                 |                                                                 |                                                                 |
| 28    | Autre : |                                                                 |                                                                 |                                                                 |                                                                        |                                                                 |                                                                 |                                                                 |                                                                 |
| 28    | Dernière actualisation : — |                                                                 |                                                                 |                                                                 |                                                                        |                                                                 |                                                                 |                                                                 |                                                                 |
| 37    | Ransart Place ⥋ Charleroi-Sud | Ransart Place ⥋ Charleroi-Sud                                   | Ransart Place ⥋ Charleroi-Sud                                   | Ransart Place ⥋ Charleroi-Sud                                   | Ransart Place ⥋ Charleroi-Sud                                          | Ransart Place ⥋ Charleroi-Sud                                   | Ransart Place ⥋ Charleroi-Sud                                   | Ransart Place ⥋ Charleroi-Sud                                   | Ransart Place ⥋ Charleroi-Sud                                   |
| 37    | Ouverture / Fermeture — / 26 février 2012 | Longueur —                                                      | Durée —                                                         | Nb. d’arrêts —                                                  | Matériel Vanhool A500/2 Vanhool A120/32                                | Jours de fonctionnement L, Ma, Me, J, V, S, D                   | Jour / Soir / Nuit / Fêtes N / O / N / O                        | Voy. / an —                                                     | Dépôt Genson                                                    |
| 37    | Desserte : Ransart Place - Charleroi-Sud |                                                                 |                                                                 |                                                                 |                                                                        |                                                                 |                                                                 |                                                                 |                                                                 |
| 37    | Autre : |                                                                 |                                                                 |                                                                 |                                                                        |                                                                 |                                                                 |                                                                 |                                                                 |
| 37    | Dernière actualisation : — |                                                                 |                                                                 |                                                                 |                                                                        |                                                                 |                                                                 |                                                                 |                                                                 |
| 710   | Fleurus Champ Elysées ⥋ Loverval IMTR / Loverval Notre-Dame | Fleurus Champ Elysées ⥋ Loverval IMTR / Loverval Notre-Dame     | Fleurus Champ Elysées ⥋ Loverval IMTR / Loverval Notre-Dame     | Fleurus Champ Elysées ⥋ Loverval IMTR / Loverval Notre-Dame     | Fleurus Champ Elysées ⥋ Loverval IMTR / Loverval Notre-Dame            | Fleurus Champ Elysées ⥋ Loverval IMTR / Loverval Notre-Dame     | Fleurus Champ Elysées ⥋ Loverval IMTR / Loverval Notre-Dame     | Fleurus Champ Elysées ⥋ Loverval IMTR / Loverval Notre-Dame     | Fleurus Champ Elysées ⥋ Loverval IMTR / Loverval Notre-Dame     |
| 710   | Ouverture / Fermeture — / 26 février 2012 | Longueur 11,4 km                                                | Durée 21 à 41 min                                               | Nb. d’arrêts 28 à 40                                            | Matériel Vanhool A500/2 Vanhool A120/32 Renault R312                   | Jours de fonctionnement D                                       | Jour / Soir / Nuit / Fêtes O / O / N / O                        | Voy. / an —                                                     | Dépôt Genson                                                    |
| 710   | Desserte : Fleurus Champ Elysées - Gilly Gazomètre - Charleroi-Sud - Loverval IMTR / Loverval Notre-Dame |                                                                 |                                                                 |                                                                 |                                                                        |                                                                 |                                                                 |                                                                 |                                                                 |
| 710   | Autre : |                                                                 |                                                                 |                                                                 |                                                                        |                                                                 |                                                                 |                                                                 |                                                                 |
| 710   | Dernière actualisation : — |                                                                 |                                                                 |                                                                 |                                                                        |                                                                 |                                                                 |                                                                 |                                                                 |
| 722   | Gilly Gazomètre ⥋ Fleurus Champ Elysées | Gilly Gazomètre ⥋ Fleurus Champ Elysées                         | Gilly Gazomètre ⥋ Fleurus Champ Elysées                         | Gilly Gazomètre ⥋ Fleurus Champ Elysées                         | Gilly Gazomètre ⥋ Fleurus Champ Elysées                                | Gilly Gazomètre ⥋ Fleurus Champ Elysées                         | Gilly Gazomètre ⥋ Fleurus Champ Elysées                         | Gilly Gazomètre ⥋ Fleurus Champ Elysées                         | Gilly Gazomètre ⥋ Fleurus Champ Elysées                         |
| 722   | Ouverture / Fermeture — / 26 février 2012 | Longueur 11,4 km                                                | Durée 21 à 41 min                                               | Nb. d’arrêts 28 à 40                                            | Matériel Vanhool A500/2 Vanhool A120/32 Renault R312                   | Jours de fonctionnement L, Ma, Me, J, V, S, D                   | Jour / Soir / Nuit / Fêtes O / O / N / O                        | Voy. / an —                                                     | Dépôt Genson                                                    |
| 722   | Desserte : Fleurus Champ Elysées - Châtelineau Place Destrée- Gilly Gazomètre le soir Charleroi-Sud |                                                                 |                                                                 |                                                                 |                                                                        |                                                                 |                                                                 |                                                                 |                                                                 |
| 722   | Autre : |                                                                 |                                                                 |                                                                 |                                                                        |                                                                 |                                                                 |                                                                 |                                                                 |
| 722   | Dernière actualisation : — |                                                                 |                                                                 |                                                                 |                                                                        |                                                                 |                                                                 |                                                                 |                                                                 |